# Beshalaj

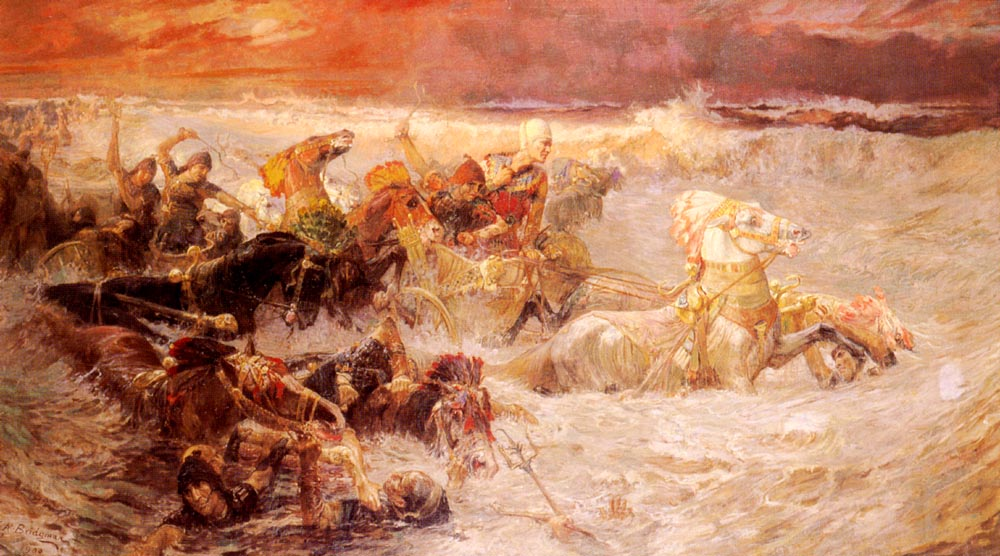
El ejército del faraón engullido por el mar Rojo (pintura de 1900 de Frederick Arthur Bridgman))

Beshalaj, Beshallaj, o Beshalá (בְּשַׁלַּח—Idioma hebreo para «cuando [él] soltó» (literalmente: «en (haber) enviado"), la segunda palabra y la primera palabra distintiva de la parashá) es la decimosexta Parashá de la semana (פָּרָשָׁה, ”parashá“) en el ciclo anual judío de lectura de la Torá y la cuarta en el Libro del Éxodo. Constituye el Éxodo 13:17-17:16. En esta parashá, el faraón cambió de opinión y persiguió a los israelitas, atrapándolos en el mar de las cañas. Dios ordenó a Moisés que partiera el mar, permitiendo a los israelitas escapar, y luego cerró el mar sobre el ejército egipcio. Los israelitas también experimentan los milagros del maná y el agua limpia. Y los amalecitas atacaron, pero los israelitas salieron victoriosos.
La parashá se compone de 6423 letras hebreas, 1681 palabras hebreas, 116 versículos y 216 líneas en un rollo de la Torá (Sefer Torá).
Los judíos lo leen el decimosexto sábado después de Simjat Torá, en enero o febrero. Como la parashá describe la liberación de los israelitas de Egipto por parte de Dios, los judíos también leen parte de la parashá, Éxodo 13:17-15:26, como lectura inicial de la Torá para el séptimo día de Pascua. Y los judíos también leen la parte de la parashá sobre Amalek, Éxodo 17:8-16, en Purim, que conmemora la historia de Esther y la victoria del pueblo judío sobre el plan de Hamán para matar a los judíos, narrada en el libro de Ester.  En Ester 3:1 se identifica a Amán como un agagita y, por tanto, descendiente de Amalec. En Números 24:7 se identifica a los agague con los amalecitas. Un Midrash cuenta que entre la captura del rey Agag por parte de Saúl y su muerte a manos de Samuel, Agag tuvo un hijo, del que a su vez descendió Amán.
La parashá es notable por el Canto del mar, que tradicionalmente se canta con una Teamim diferente y está escrito por el escriba con un patrón distintivo en forma de ladrillo en el rollo de la Torá. El sábado en que se lee se conoce como Shabbat Shirah, ya que el Canto del Mar a veces se conoce como Shirah (canción). Las costumbres de algunas comunidades para este día incluyen alimentar a los pájaros y recitar el Canto del Mar en voz alta en el servicio de oración habitual.

## Lecturas
En la lectura tradicional de la Torá del sábado, la parashá se divide en siete lecturas, o עליות, aliyot. En el Texto Masorético del Tanaj (Biblia hebrea), la Parashat Beshalaj tiene ocho divisiones de «porción abierta» (פתוחה, petujá) (equivalentes aproximadamente a párrafos, a menudo abreviados con la letra hebrea פ (peh)). La parashat Beshalaj tiene cuatro subdivisiones más, llamadas divisiones de «porción cerrada» (סתומה, «setumá») (abreviadas con la letra hebrea ס («samej») dentro de las divisiones de porción abierta. La primera porción abierta divide la primera lectura. La segunda porción abierta cubre el resto de la primera y toda la segunda lectura. La tercera porción abierta coincide con la tercera lectura. La cuarta porción abierta cubre la cuarta y quinta lecturas. La quinta porción abierta coincide con la sexta lectura. Las divisiones de la sexta y séptima porción abierta dividen la séptima lectura. Y la octava porción abierta coincide con la lectura del «maftir» (מפטיר) que concluye la parashá. Las divisiones de porciones cerradas separan la cuarta y la quinta lectura, y dividen la quinta y la sexta lectura. 

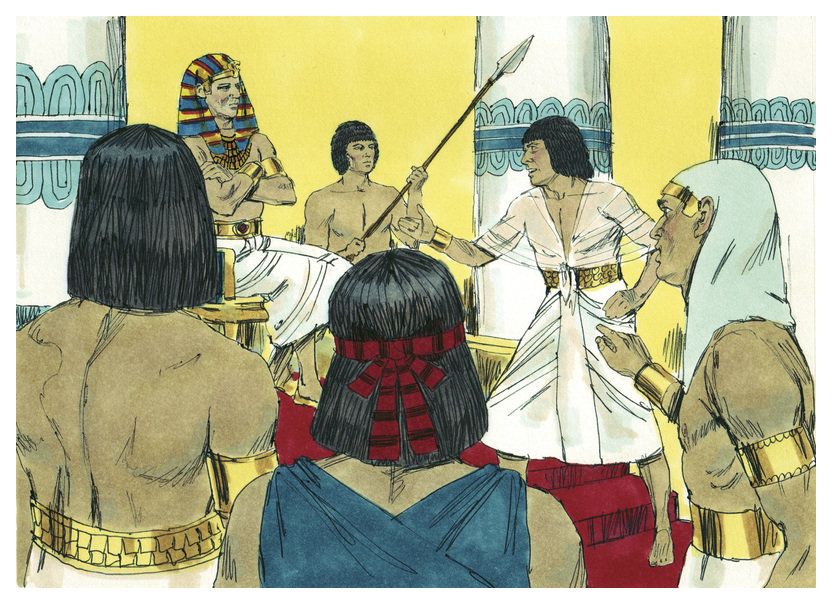
Cuando le dijeron al faraón que el pueblo había escapado, cambió de opinión (ilustración de 1984 de Jim Padgett, cortesía de Distant Shores Media/Sweet Publishing)

### Primera lectura: Éxodo 13:17-14:8
En la primera lectura, cuando el faraón dejó ir a los israelitas, Dios guió al pueblo por un camino rodeando el Mar de Juncos. El Talmud de Jerusalén (Shabbat 6:2 [36b]) explica el significado de la palabra hebrea חֲמֻשִׁים = «ḥamušīm», en Éxodo 13:18 («... Y el pueblo de Israel subió de la tierra de Egipto «ḥamušīm»»), lo que implica que el pueblo salió de Egipto con unos quince tipos de armamento a su disposición. En Targum Onkelos, sin embargo, se explica que la misma palabra significa «ser apresurado», a saber, «... Y, apresurándose, el pueblo de Israel subió de la tierra de Egipto». En la Mekhilta (Éxodo 13:18) hay otra enseñanza según la cual se dice que la palabra ḥamušīm es una fracción de cinco; es decir, que 'una de cada cinco personas' salió de Egipto, mientras que otros dicen 'una de cada cincuenta' o bien 'una de cada quinientas'. 
Moisés se llevó los huesos de José con ellos. Dios iba delante de ellos en una columna de nube de día y en una columna de fuego por la noche. La primera parte abierta termina aquí con el final del capítulo 13.
En la continuación de la lectura del capítulo 14, Dios le dijo a Moisés que les dijera a los israelitas que dieran la vuelta y acamparan junto al mar, para que el faraón pensara que los israelitas estaban atrapados y los siguiera. Cuando el faraón se enteró de que el pueblo había huido, cambió de opinión y persiguió a los israelitas con carros. La primera lectura termina aquí.

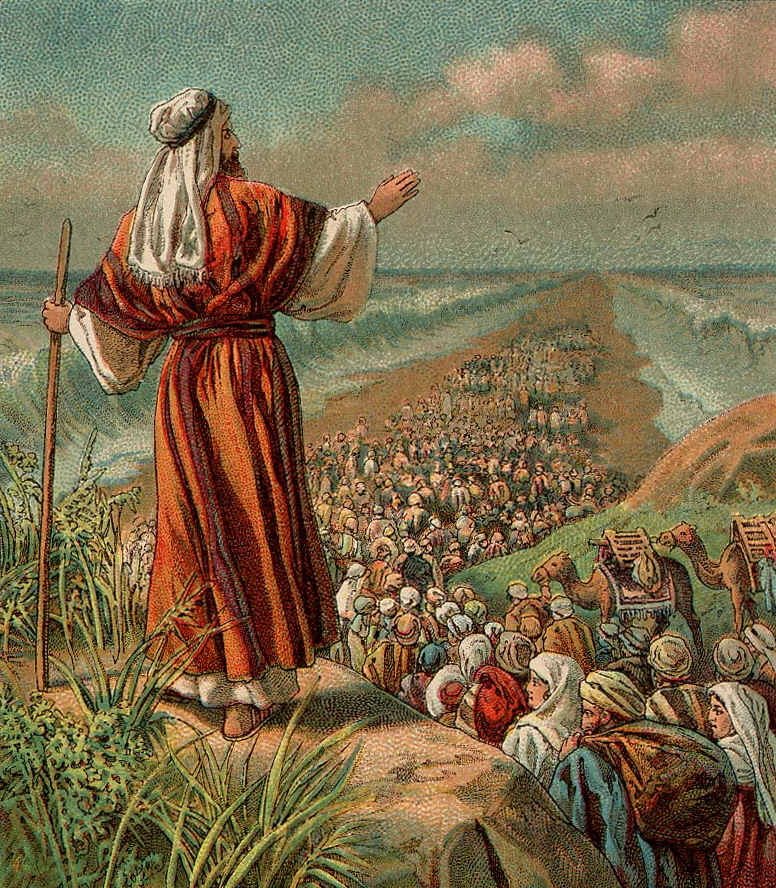
Escape de Israel de Egipto (ilustración de una tarjeta bíblica publicada en 1907 por Providence Lithograph Company)

### Segunda lectura: Éxodo 14:9-14
En la breve segunda lectura, el faraón alcanzó a los israelitas junto al mar.  Muy asustados, los israelitas clamaron a Dios y se quejaron a Moisés.  Moisés dijo al pueblo que no temiera, porque Dios lucharía por ellos.  La segunda lectura y la segunda parte abierta terminan aquí.

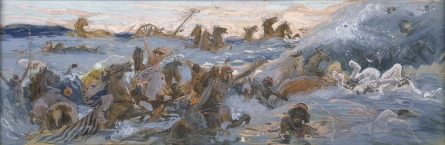
Los egipcios son destruidos (acuarela de James Tissot, circa 1896-1902)

### Tercera lectura: Éxodo 14:15-25
En la tercera lectura, Dios le dijo a Moisés que levantara su vara, extendiera su brazo y partiera el mar. Moisés lo hizo, y Dios hizo retroceder el mar con un fuerte viento del este, y los israelitas marcharon por tierra seca, con las aguas formando paredes a su derecha e izquierda.  Los egipcios los persiguieron, pero Dios los ralentizó bloqueando las ruedas de sus carros. Aquí terminan la tercera lectura y la tercera parte abierta. 

### Cuarta lectura: Éxodo 14:26-15:26
En la larga cuarta lectura, siguiendo las instrucciones de Dios, Moisés extendió su brazo y las aguas cubrieron los carros, los jinetes y todos los egipcios. Ref. Exodus 14:26–28. Moisés y los israelitas, y luego Miriam, cantaron una canción a Dios, celebrando cómo Dios arrojó al caballo y al conductor al mar.  La cuarta lectura y una parte cerrada terminan aquí. 

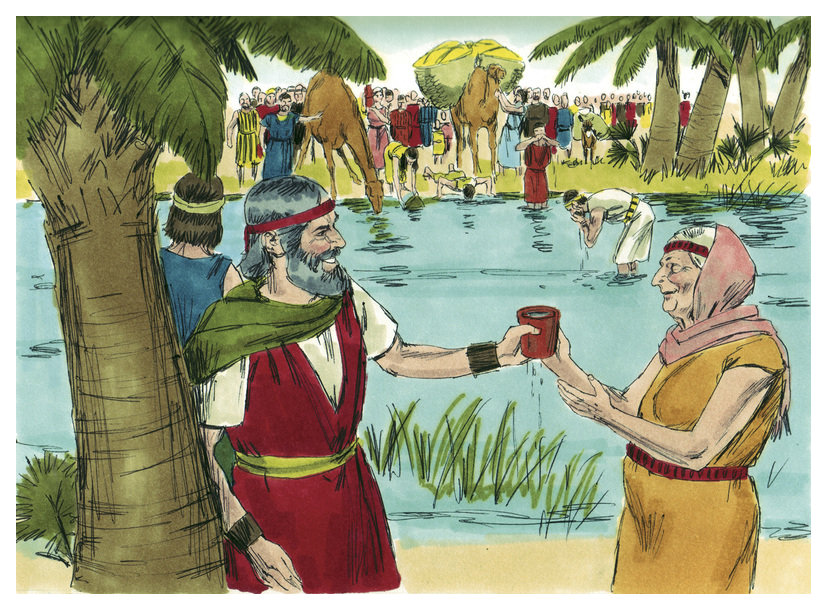
«Dios hizo que el agua fuera potable» (ilustración de 1984 de Jim Padgett, cortesía de Distant Shores Media/Sweet Publishing)

### Quinta lectura: Éxodo 15:27-16:10
En la breve quinta lectura, los israelitas caminaron tres días por el desierto y no encontraron agua. Cuando llegaron a Marah, no pudieron beber el agua amarga, por lo que se quejaron de Moisés. Dios le mostró a Moisés un trozo de madera para que lo arrojara al agua, y el agua se volvió dulce.  Dios le dijo a Moisés que si escuchaba diligentemente a Dios y obedecía sus mandamientos, entonces Dios no les daría a los israelitas ninguna de las enfermedades que Dios había dado a los egipcios.  Aquí termina una parte cerrada.

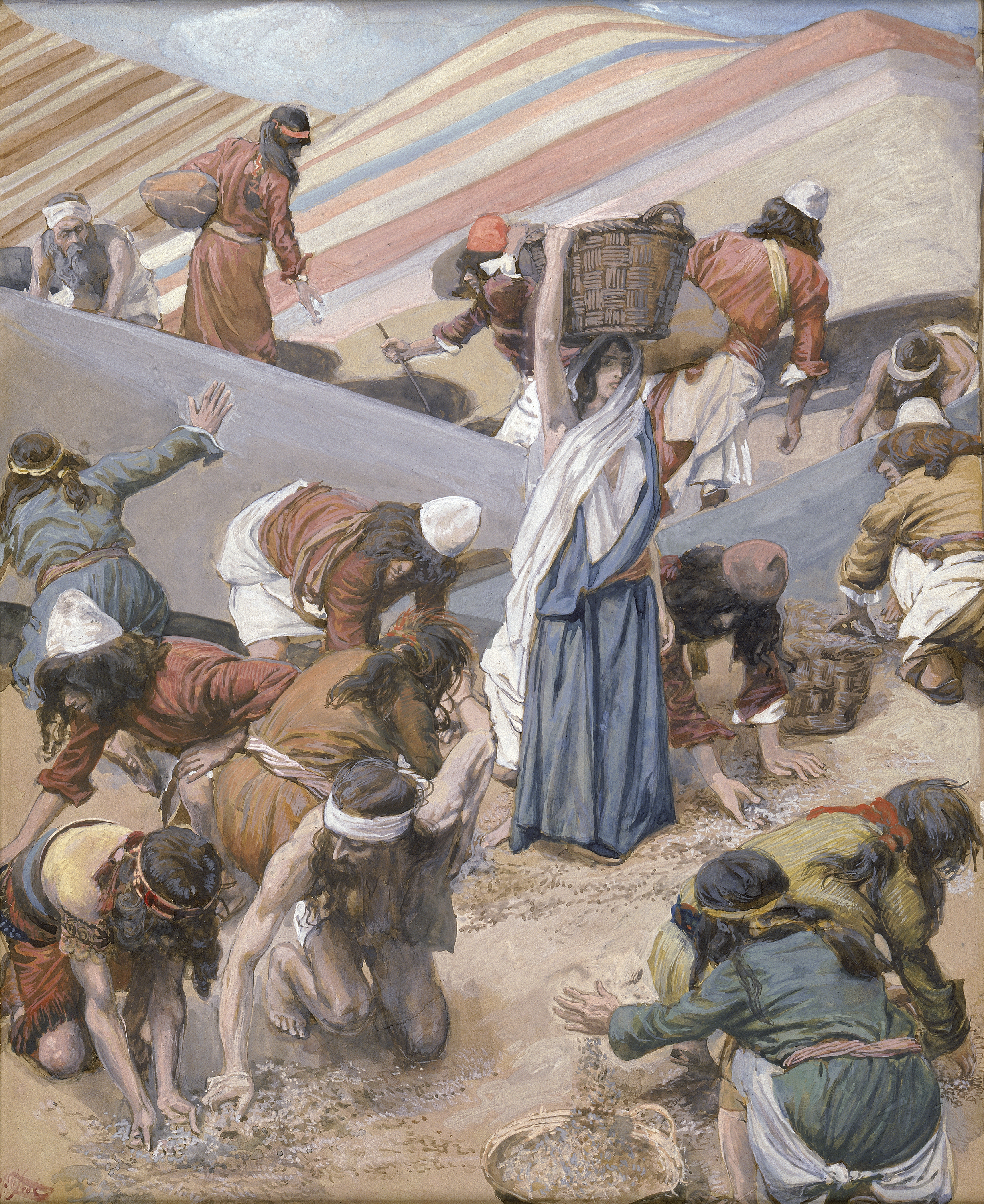
La recolección del maná (acuarela circa 1896-1902 de James Tissot)

En la continuación de la lectura, los israelitas viajaron a los manantiales y palmerales de Elim, y luego llegaron al desierto de Sin y murmuraron de hambre contra Moisés y Aarón.  Aquí termina una parte cerrada.
En la continuación de la lectura, Dios le dijo a Moisés que haría llover pan del cielo, y el doble el sexto día. Moisés y Aarón les dijeron a los israelitas que verían la gloria de Dios, porque Dios había oído sus murmuraciones contra Dios, y los israelitas vieron aparecer la gloria de Dios en una nube.  La quinta lectura y la cuarta parte abierta terminan aquí.

### Sexta lectura: Éxodo 16:11-36
En la sexta lectura, Dios oyó sus quejas, y al atardecer codornices cubrieron el campamento, y por la mañana maná escamoso cubrió el suelo como escarcha. Los israelitas recogieron todo lo que necesitaban; los que recogieron mucho no tuvieron exceso, y los que recogieron poco no tuvieron deficiencia.  Moisés ordenó que no se dejara nada hasta la mañana siguiente, pero algunos lo hicieron y se llenó de gusanos y apestaba. Al sexto día recogieron el doble de comida, Moisés les ordenó que apartaran el exceso hasta la mañana, y no se pudrió al día siguiente, el sábado. Moisés les dijo que el sábado no encontrarían ningún maná en la llanura, pero algunos salieron a recoger y no encontraron nada.  Aquí termina una parte cerrada.

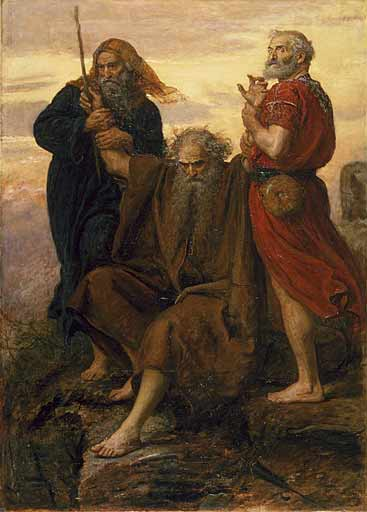
Victory O Lord (pintura de 1871 de John Everett Millais)

En la continuación de la lectura, Moisés ordenó que se guardara un frasco de maná para todas las edades.  Los israelitas comieron maná durante 40 años.  La sexta lectura y la quinta parte abierta terminan aquí con el final del capítulo 16.

### Séptima lectura: Éxodo 17:1-16
En la séptima lectura, en el capítulo 17, cuando los israelitas acamparon en Rephidim, no había agua y la gente se peleó con Moisés, preguntándole por qué los había llevado allí para morir de sed. Dios le dijo a Moisés que golpeara la roca en el Horeb para que brotara agua, y llamaron a aquel lugar Masah (prueba) y Meribá (disputa). La sexta parte abierta termina aquí.
En la continuación de la lectura, Amalec atacó a Israel en Refidim. Moisés se apostó en lo alto de la colina, con la vara de Dios en la mano, y cada vez que Moisés levantaba la mano, Israel prevalecía; pero cada vez que bajaba la mano, Amalec prevalecía. Cuando Moisés se cansó, se sentó sobre una piedra, mientras Aarón y Hur le sostenían las manos, y Josué aplastó a Amalec en la batalla. La séptima parte abierta termina aquí.
En la lectura del maftir que concluye la parashá, Dios ordenó a Moisés que inscribiera un documento como recordatorio de que Dios borraría por completo la memoria de Amalek. La séptima lectura, la octava parte abierta y la parashá terminan aquí. 

### Lecturas según el ciclo trienal
Los judíos que leen la Torá según el ciclo trienal de lectura de la Torá leen la parashá según el siguiente calendario:
|          | Año 1                  | Año 2                  | Año 3                  |
|          | 2023, 2026, 2029 . . . | 2024, 2027, 2030 . . . | 2025, 2028, 2031 . . . |
| Lecturas | 13:17–15:26            | 14:15–16:10            | 14:26–17:16            |
| -------- | ---------------------- | ---------------------- | ---------------------- |
| 1        | 13:17–22               | 14:15–20               | 14:26–15:21            |
| 2        | 14:1–4                 | 14:21–25               | 15:22–26               |
| 3        | 14:5–8                 | 14:26–15:21            | 15:27–16:10            |
| 4        | 14:9–14                | 15:22–26               | 16:11–27               |
| 5        | 14:15–20               | 15:27–16:3             | 16:28–36               |
| 6        | 14:21–25               | 16:4–7                 | 17:1–7                 |
| 7        | 14:26–15:26            | 16:8–10                | 17:8–16                |
| Maftir   | 15:22–26               | 16:8–10                | 17:14–16               |

## En la interpretación bíblica interna
La parashá tiene paralelismos o se discute en estas fuentes bíblicas:

### Éxodo, capítulo 15
Observando que la Biblia hebrea citaba repetidamente los acontecimientos en el mar relatados en Éxodo 15:1-18 —en Salmos 66:6, 77:17-21, 78:13 y 114:3; y en el Libro de Isaías 51:9-10 y 63:11-13 (entre otros lugares) — Reuven Hammer argumentó que la Biblia trataba esos acontecimientos «como prueba de la maravillosa salvación de Dios». 

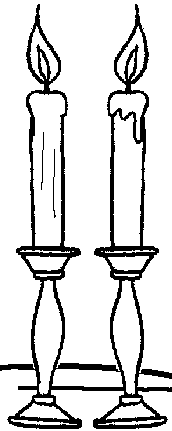
Velas del sabbat

### Éxodo, capítulo 16
Éxodo 16:22-30 se refiere al sabbat. Los comentaristas señalan que la Biblia hebrea repite el mandamiento de observar el sabbat 12 veces.
Génesis 2:1–3 relata que, en el séptimo día de la Creación, Dios terminó su obra, descansó y bendijo y santificó el séptimo día.
El sábado es uno de los Diez Mandamientos. Éxodo 20:8-11 ordena que uno recuerde el día de reposo, lo santifique y no haga ningún tipo de trabajo ni haga trabajar a nadie bajo su control, porque en seis días Dios hizo el cielo y la tierra y descansó en el séptimo día, bendijo el sábado y lo santificó. El Libro de Deuteronomio, 5:12-15, ordena que se observe el día de reposo, que se mantenga sagrado y que no se realice ningún tipo de trabajo ni se haga trabajar a nadie bajo el control de uno, para que los subordinados también puedan descansar, y recuerda que los israelitas eran siervos en la tierra de Egipto, y Dios los sacó con mano poderosa y brazo extendido.
En el incidente del maná en Éxodo 16:22-30, Moisés dijo a los israelitas que el sábado es un día solemne de descanso; antes del sábado se debe cocinar lo que se va a cocinar y guardar comida para el sábado. Y Dios le dijo a Moisés que no dejara salir a nadie de su lugar el séptimo día.
En Éxodo 31:12-17, justo antes de entregarle a Moisés las segundas Tablas de piedra, Dios ordenó que los israelitas guardaran y observaran el sábado a lo largo de sus generaciones, como una señal entre Dios y los hijos de Israel para siempre, porque en seis días Dios hizo el cielo y la tierra, y en el séptimo día Dios descansó.
En Éxodo 35:1-3, justo antes de dar las instrucciones para el Tabernáculo, Moisés volvió a decir a los israelitas que nadie debía trabajar en sábado, especificando que no se debía encender fuego en sábado.
En el Levítico 23:1-3, Dios le dijo a Moisés que repitiera el mandamiento del sábado al pueblo, llamando al sábado una santa convocación.
El profeta Isaías enseñó en Isaías 1:12-13 que la iniquidad es incompatible con el sábado. En Isaías 58:13-14, el profeta enseñó que si la gente deja de dedicarse a los negocios o de hablar de ellos en sábado y llama al sábado un deleite, entonces Dios los hará cabalgar sobre las alturas de la tierra y los alimentará con la herencia de Jacob. Y en Isaías 66:23, el profeta enseñó que en tiempos venideros, de un sábado a otro, todas las personas vendrán a adorar a Dios.
El profeta Jeremías enseñó en el Libro de Jeremías 17:19-27 que el destino de Jerusalén dependía de si la gente se abstenía de trabajar en sábado, absteniéndose de llevar cargas fuera de sus casas y a través de las puertas de la ciudad.
El profeta Ezequiel relató en  el Libro de Ezequiel 20:10-22 cómo Dios dio a los israelitas los sábados de Dios, para que fueran una señal entre Dios y ellos, pero los israelitas se rebelaron contra Dios profanando los sábados, provocando que Dios derramara su furia sobre ellos, pero Dios detuvo su mano.
En Nehemías 13:15-22, Nehemías cuenta cómo vio a algunos pisando lagares en sábado y a otros trayendo todo tipo de cargas a Jerusalén en sábado, así que cuando empezó a oscurecer antes del sábado, ordenó que se cerraran las puertas de la ciudad y no se abrieran hasta después del sábado, y ordenó a los levitas que mantuvieran las puertas para santificar el sábado.

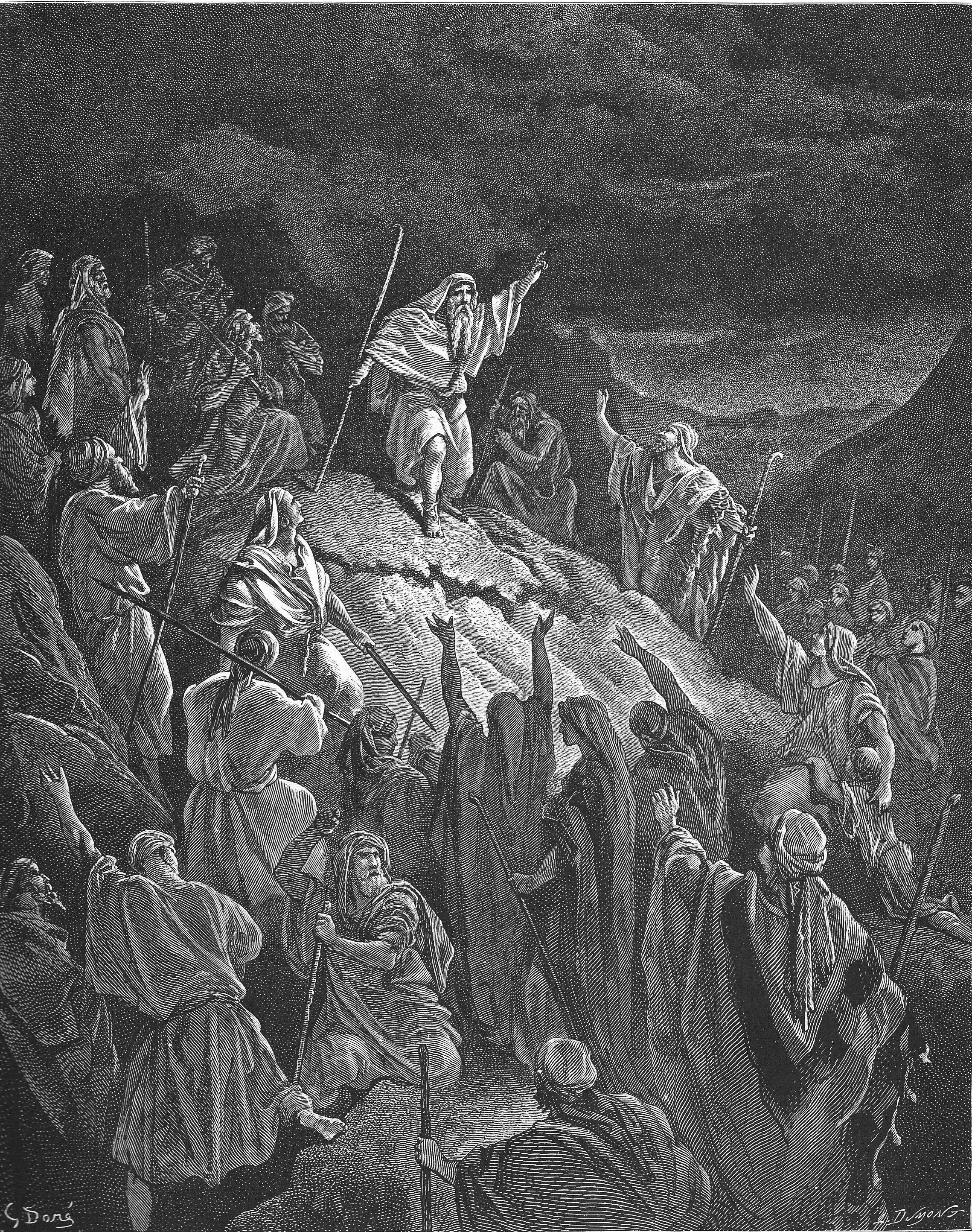
Matatías apelando a los refugiados judíos (ilustración de Gustave Doré de La Sainte Bible de 1866)

## En la interpretación no rabínica temprana
La parashá tiene paralelismos o se discute en estas fuentes no rabínicas tempranas:
1 Macabeos 2:27-38 cuenta cómo en el siglo II a. C., muchos seguidores del piadoso sacerdote judío Matatías se rebelaron contra el rey Antíoco IV Epífanes, del Imperio seléucida. Los soldados de Antíoco atacaron a un grupo de ellos en sábado, y cuando los piadosos no se defendieron para honrar el sábado (mandado, entre otros lugares, en Éxodo 16:22-30), mil murieron. 1 Macabeos 2:39-41 relata que cuando Matatías y sus amigos se enteraron, razonaron que si no luchaban en sábado, pronto serían destruidos. Así que decidieron luchar contra cualquiera que los atacara en sábado.

## En la interpretación rabínica clásica
La parashá se discute en estas fuentes rabínicas de la época de la Mishná y el Talmud:

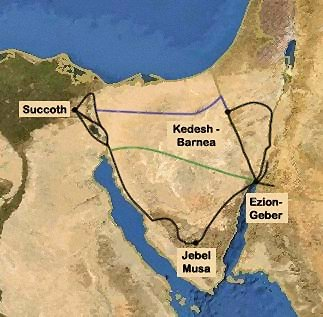
Posibles rutas del Éxodo

### Éxodo, capítulo 13
La Mekhilta del rabino Ishmael interpretó las palabras «Dios no los guió por el camino de la tierra de los filisteos, aunque estaba cerca» en Éxodo 13:17 para indicar que Dios reconoció que el camino habría estado más cerca para que los israelitas regresaran a Egipto. 
Un Midrash comparó las palabras de Éxodo 13:17, «Dios guió al pueblo por otro camino», con un comerciante que compraba una vaca para usarla en su casa y no para sacrificarla. Como la casa del comerciante estaba cerca del matadero, pensó que sería mejor llevar la nueva vaca a casa por otra ruta, porque si la llevaba más allá del matadero y veía la sangre allí, podría dar la vuelta y huir. Del mismo modo, como los habitantes de Gaza, Ascalón, y la tierra de los filisteos estaban dispuestos a levantarse contra los israelitas a su salida de Egipto, Dios pensó que los israelitas no debían ver la batalla, no sea que regresaran a Egipto, como dice Dios en Éxodo 13:17: «No sea que el pueblo se arrepienta cuando vea la guerra, y regrese a Egipto». Así que Dios los guió por otra ruta.
El rabino José ben Hanina enseñó que Dios no guió a los israelitas por el camino de la tierra de los filisteos (como se relata en Éxodo 13:17) porque el nieto de Abimelec todavía estaba vivo, y Dios no quería que los israelitas violaran el juramento de Abraham de Génesis 21:23-24 de no tratar falsamente a Abimelec, su hijo o su nieto.
Los rabinos enseñaron en una Baraita que en los días de la festividad de la Pascua de ocho días, los judíos leen los diversos pasajes de la Torá relacionados con la Pascua. Así, el séptimo día de la Pascua, los judíos leen Éxodo 13:17-15:26 y como haftarah 2 Samuel 22:1-51.
Un Midrash empleó una traducción fantasiosa de Éxodo 13:18 para imaginar la respuesta de Dios a las quejas de los israelitas en el desierto. El Midrash enseñaba que Dios preguntó a los israelitas si, cuando un rey mortal iba al desierto, el rey encontraba allí la misma comodidad, la misma comida o la misma bebida que disfrutaba en su propio palacio. El Midrash enseñaba que los israelitas, sin embargo, eran esclavos en Egipto, y Dios los sacó de allí y los hizo recostarse en lujosos divanes. En apoyo de esto, el Midrash releyó Éxodo 13:18, «Pero Dios guió al pueblo (וַיַּסֵּב, vayaseiv) por el camino del desierto», interpretando וַיַּסֵּב, vayaseiv, en el sentido de que Dios les hizo «reclinarse» (utilizando la misma raíz סבב, svv) a la manera de los reyes reclinados en sus divanes.
La Mekhilta del rabino Ishmael interpretó la palabra traducida como «armados» (חֲמֻשִׁים, «chamushim») en Éxodo 13:18 en el sentido de que solo uno de cada cinco (חֲמִשָּׁה, «chamishah») de los israelitas en Egipto salió de Egipto; y algunos dicen que solo uno de cada 50 lo hizo; y otros dicen que solo uno de cada 500 lo hizo.

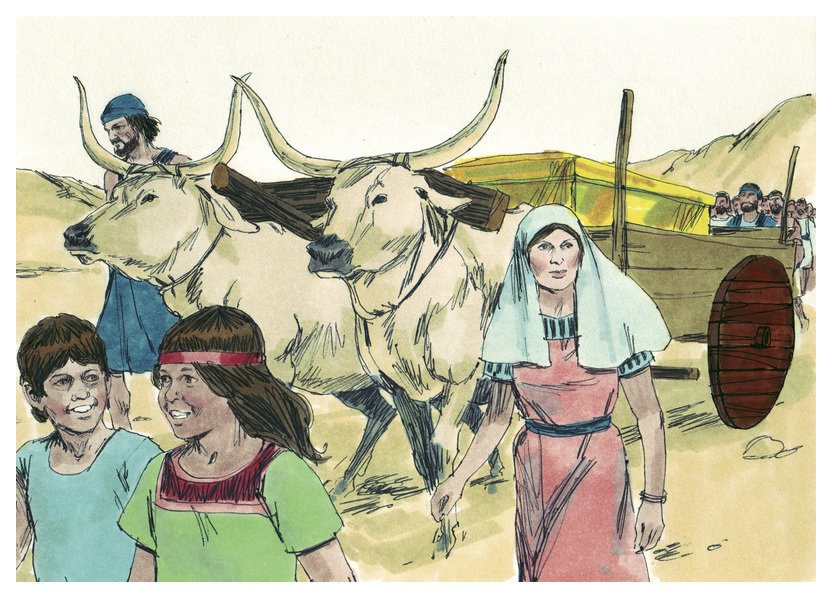
Moisés se llevó con él el cuerpo de José (ilustración de 1984 de Jim Padgett, cortesía de Distant Shores Media/Sweet Publishing)

La Mishná citó Éxodo 13:19 para la proposición de que la Providencia trata a una persona medida por medida como esa persona trata a los demás. Y así, como relata Génesis 50:7-9, José tuvo el mérito de enterrar a su padre Jacob y ninguno de sus hermanos fue más grande que él, por lo que José mereció que el más grande de los judíos, Moisés, atendiera sus huesos, como se relata en Éxodo 13:19. Y Moisés, a su vez, fue tan grande que nadie más que Dios lo atendió, ya que Deuteronomio 34:6 relata que Dios enterró a Moisés. Del mismo modo, la Tosefta citó Éxodo 13:19 para la proposición de que, como José tuvo el mérito de enterrar a Jacob, solo Moisés se tomó la molestia de cuidar los huesos de José. La Tosefta dedujo de esto que el resto de los israelitas estaban ocupados con el saqueo, pero Moisés se ocupó de cumplir un mandamiento. Cuando los israelitas vieron a Moisés ocuparse de los huesos de José, concluyeron que debían dejar que Moisés lo hiciera, para que el honor de José fuera mayor cuando sus ritos fueran atendidos por grandes personas en lugar de personas sin importancia.
Citando Éxodo 13:19, la Tosefta enseñaba que, al igual que «Moisés se llevó los huesos de José» al campamento de los levitas, también podía entrar en el Monte del Templo alguien que estuviera impuro por estar en contacto con un cadáver, e incluso un cadáver.
Un Midrash ilustraba un precepto para terminar lo que uno empieza citando cómo Moisés comenzó a cumplir un mandamiento llevándose los huesos de José con él, como relata Éxodo 13:19, pero no pudo completar la tarea. Al leer Deuteronomio 30:11-14, «Porque este mandamiento que te ordeno hoy... está muy cerca de ti, en tu boca y en tu corazón», un Midrash interpretó «corazón» y «boca» como símbolos del principio y el final del cumplimiento de un precepto y, por lo tanto, leyó Deuteronomio 30:11-14 como una exhortación a completar una buena acción una vez iniciada. Así, el rabino Hiyya bar Abba enseñó que si uno comienza un precepto y no lo completa, el resultado será que enterrará a su esposa e hijos. El Midrash citó como apoyo a esta proposición la experiencia de Judá, quien comenzó un precepto y no lo completó. Cuando José se presentó ante sus hermanos y estos intentaron matarlo, como dicen los hermanos de José en Génesis 37:20: «Venid, pues, ahora, y matémosle», Judá no les dejó, diciendo en Génesis 37:26: «¿De qué nos sirve matar a nuestro hermano?», y ellos le escucharon, pues él era su líder. Y si Judá hubiera pedido a los hermanos de José que devolvieran a José a su padre, también le habrían escuchado entonces. Así pues, como Judá comenzó un precepto (la buena acción hacia José) y no lo completó, enterró a su esposa y a sus dos hijos, como relata Génesis 38:12: «La hija de Súa, esposa de Judá, murió», y Génesis 46:12 relata además: «Er y Onán murieron en la tierra de Canaán». En otra lectura del Midrash, en la que se interpretan «corazón» y «boca» en Deuteronomio 30:11-14 como símbolos del principio y el fin del cumplimiento de un precepto, el rabino Levi dijo en nombre de Hama bar Hanina que si uno comienza un precepto y no lo completa, y otro viene y lo completa, se atribuye a quien lo ha completado. El Midrash ilustró esto citando cómo Moisés comenzó un precepto al llevarse los huesos de José con él, como se relata en Éxodo 13:19: «Y Moisés se llevó los huesos de José con él». Pero como Moisés nunca llevó los huesos de José a la Tierra de Israel, el precepto se atribuye a los israelitas, que los enterraron, como se relata en Josué 24:32: «Y los huesos de José, que los hijos de Israel trajeron de Egipto, los enterraron en Siquem». Josué 24:32 no dice: «Que Moisés sacó de Egipto», sino «Que los hijos de Israel sacaron de Egipto». Y el Midrash explicó que la razón por la que enterraron los huesos de José en Siquem podría compararse con un caso en el que unos ladrones robaron un barril de vino y, cuando el propietario los descubrió, les dijo que, después de haber consumido el vino, tenían que devolver el barril a su lugar adecuado. Así que cuando los hermanos vendieron a José, fue de Siquem desde donde lo vendieron, como relata Génesis 37:13: «Y dijo Israel a José: «¿No apacientan tus hermanos el rebaño en Siquem?»». Dios dijo a los hermanos que, dado que habían vendido a José desde Siquem, debían devolver los huesos de José a Siquem. Y como los israelitas cumplieron el precepto, se le llama por su nombre, lo que demuestra la fuerza de Deuteronomio 30:11-14: «Porque este mandamiento que te ordeno hoy... está muy cerca de ti, en tu boca y en tu corazón».
El rabino José el Galileo enseñó que los «ciertos hombres que estaban impuros por el cadáver de un hombre, de modo que no podían celebrar la Pascua en ese día» en Números 9:6 eran los que llevaban el ataúd de José, como se insinúa en Génesis 50:25 y Éxodo 13:19. La Guemará citó que lo hicieron para apoyar la ley de que quien está comprometido con un deber religioso está libre de cualquier otro.
La Tosefta leyó Éxodo 13:22, «la columna de nube de día, y la columna de fuego de noche, no se apartó de delante del pueblo», para enseñar que el que servía de día completaba la obra del que servía de noche, y el que servía de noche completaba la obra del que servía de día. La Tosefta también enseñaba que Dios dio a los israelitas siete nubes en el desierto: una a su derecha, una a su izquierda, una delante de ellos, una detrás de ellos, una sobre sus cabezas y una entre ellos. Y la séptima columna de nube iba delante de ellos y mataba serpientes y escorpiones; quemaba espinas, zarzas y arbustos espinosos; y nivelaba los lugares altos y elevaba los lugares bajos, haciendo para ellos un camino recto, como dice Números 10:33, «el arca del pacto del Señor iba delante de ellos».
La Guemará cuenta que la esposa de Rav Yosef b. Hiyya encendía las luces del sabbat tarde (justo antes del anochecer). Rav Joseph le dijo que en una Baraita se enseñaba que las palabras de Éxodo 13:22, «la columna de nube de día, y la columna de fuego de noche, no se apartaban», enseñan que la columna de nube se superponía a la columna de fuego, y la columna de fuego se superponía a la columna de nube. Así que pensó en encender las luces del sábado muy temprano. Pero un anciano le dijo que uno puede encenderlas cuando quiera, siempre que no lo haga demasiado pronto (ya que evidentemente no honraría el sábado) ni demasiado tarde (después de justo antes del anochecer).

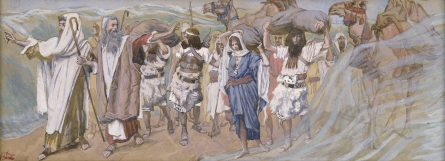
Las aguas se dividen (acuarela circa 1896-1902 por James Tissot)

### Éxodo, capítulo 14
Al leer Isaías 43:12, «Yo he declarado, y he salvado, y he anunciado», un Midrash enseñó que Dios «declaró» a Egipto que los israelitas habían huido, para que los oyeran, los persiguieran y se ahogaran en el mar, como relata Éxodo 14:5: «Y fue dado aviso al rey de Egipto de que el pueblo había huido». Dios «salvó», como relata Éxodo 14:30, «Así salvó el Señor a Israel aquel día». Y Dios «anunció» al resto del mundo, como dice Éxodo 15:14, «Los pueblos han oído, tiemblan». 
Un Midrash enseñaba que el amo de un esclavo lloraba cuando los esclavos escapaban, mientras que los esclavos cantaban cuando se habían liberado de la esclavitud. Así que los egipcios lloraron cuando los israelitas escaparon (como se relata en Éxodo 14:5). Los israelitas, sin embargo, entonaron un cántico cuando fueron liberados de la esclavitud.
Al leer Éxodo 14:6, «Y preparó su carro», para indicar que el faraón preparó su carro personalmente, un Midrash comentó que seguramente tenía muchos esclavos que podrían haberlo hecho por él. El Midrash concluyó que la intensidad del odio del faraón trastornó así el orden natural.
Una Baraita en el Talmud de Jerusalén señaló que Éxodo 14:6, «Con tres en todos ellos», informaba de carros con tres caballos, mientras que Génesis 41:43, «Y lo hizo montar en su carro doble», informaba de carros con dos caballos. La Baraita dedujo que al principio, en la época de José, solo había carros tirados por dos caballos, pero que un faraón posterior hizo que los carros fueran tirados por tres caballos. Y el Baraita informó además que el Imperio Romano hizo carros tirados por cuatro caballos.
Rabán Gamaliel dijo que los egipcios persiguieron a los israelitas hasta el Mar Rojo y acamparon detrás de ellos. El enemigo estaba detrás de ellos y el mar estaba delante de ellos. Los israelitas vieron a los egipcios y sintieron un gran temor. Los israelitas desecharon todas sus abominaciones egipcias, se arrepintieron sinceramente e invocaron a Dios, como se relata en Éxodo 14:10: «Y cuando Faraón se acercó, los hijos de Israel alzaron sus ojos». Moisés vio la angustia de los israelitas y oró en su nombre. Dios respondió a Moisés en Éxodo 14:15: «Habla a los hijos de Israel, que marchen». 
En una Baraita, el rabino Judá enseñó que los israelitas pusieron a prueba a Dios con diez pruebas: dos en el mar, dos con agua, dos con el maná, dos con las codornices, una con el Becerro de oro, y una en el desierto de Parán. La Guemará explicó que de las dos en el mar, una estaba en Éxodo 14:11, cuando los israelitas dijeron: «¿Por no haber sepulcros en Egipto, nos has sacado para que muramos en el desierto? ¿Qué es esto que nos has hecho, sacarnos de Egipto? 
El Talmud de Jerusalén señaló que en Éxodo 14:13-14, Moisés dio cuatro respuestas a los israelitas que se quejaban: «(1) No temáis, estad quietos, y ved la salvación del Señor, que Dios obrará hoy para vosotros; (2) porque a los egipcios que habéis visto hoy, nunca más los veréis. (3) El Señor peleará por vosotros, y (4) estad quietos». El Talmud de Jerusalén enseñaba que en el mar, los israelitas se dividieron en cuatro grupos. Un grupo dijo: «Arrojémonos al mar». Un segundo grupo dijo: «Volvamos a Egipto». Un tercer grupo dijo: «Luchemos contra ellos». Y un cuarto grupo dijo: «Gritemos contra ellos». Al grupo que dijo: «Echemonos al mar», Moisés dijo (en Éxodo 14:13): «No temáis; estad firmes, y ved la salvación del Señor». Al grupo que dijo: «Volvamos a Egipto», Moisés dijo (en Éxodo 14:13): «Los egipcios que habéis visto hoy, nunca más los veréis». Al grupo que dijo: «Luchemos contra ellos», Moisés dijo (en Éxodo 14:14): «El Señor luchará por vosotros». Y al grupo que dijo: «Gritemos contra ellos», Moisés dijo (en Éxodo 14:14): «Callaos».

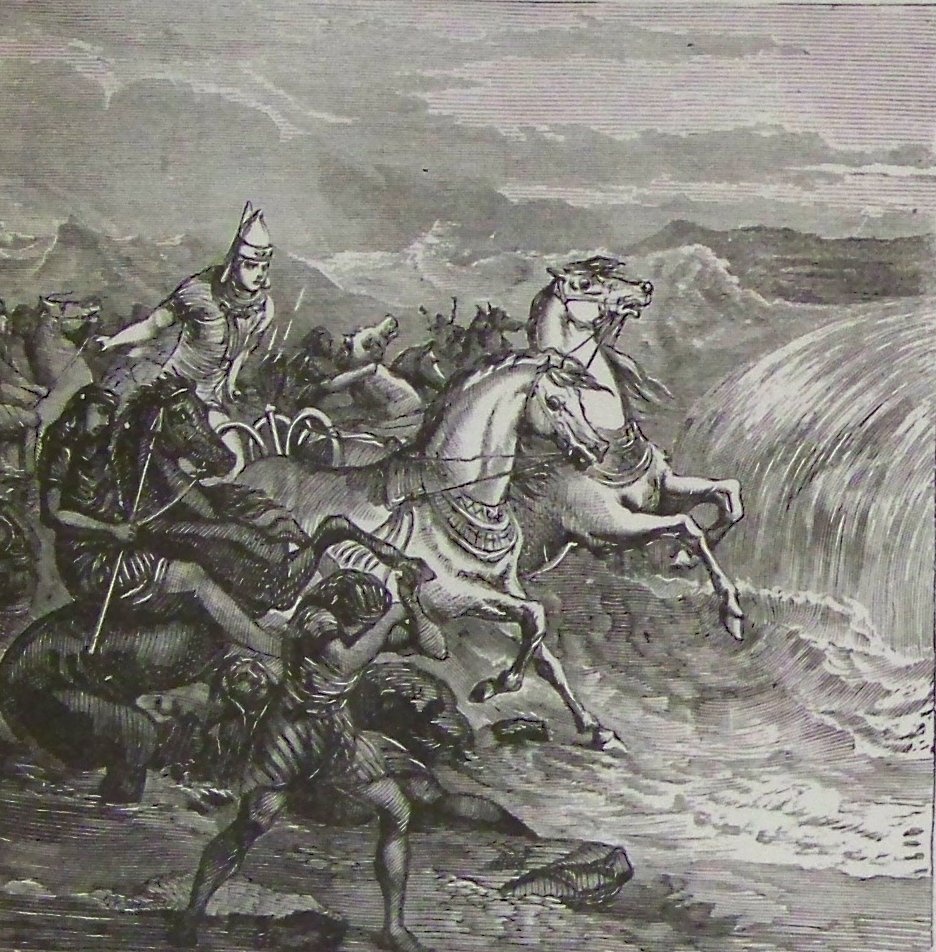
La destrucción del ejército del faraón (ilustración de la Biblia Holman de 1890)

El rabino Meir enseñó que cuando los israelitas estaban junto al mar, las tribus competían por ver quién se adentraba primero en el mar. La tribu de Benjamín fue la primera, como dice el Salmo 68:28: «Allí está Benjamín, el más joven, gobernándolos (rodem)», y el rabino Meir leyó rodem, «gobernándolos», como rad yam, «descendió al mar». Entonces los príncipes de Judá les arrojaron piedras, como dice el Salmo 68:28: «los príncipes de Judá, su consejo (rigmatam),» y el rabino Meir leyó «rigmatam» como «los apedrearon». Por esa razón, Benjamín mereció albergar el sitio del Templo de Dios, como dice Deuteronomio 33:12: «Él mora entre sus hombros». Rabí Judah respondió al rabino Meir que, en realidad, ninguna tribu estaba dispuesta a ser la primera en entrar en el mar. Entonces Naḥshon ben Aminadab dio un paso adelante y entró en el mar primero, rezando con las palabras del Salmo 69:2-16: «Sálvame, oh Dios, porque las aguas han entrado en mi alma. Me hundo en un fango profundo, donde no hay pie... No dejes que el agua me abrume, ni que el abismo me trague». Moisés estaba rezando, así que Dios le dijo, en palabras paralelas a las de Éxodo 14:15: «Mis amados se ahogan en el mar, ¡y tú prolongas la oración ante mí!». Moisés le preguntó a Dios: «Señor del universo, ¿qué puedo hacer?». Dios respondió con las palabras de Éxodo 14:15-16: «Habla a los hijos de Israel, para que avancen. Y alza tu vara, y extiende tu mano sobre el mar, y divídelo; y los hijos de Israel entrarán en medio del mar en seco». Gracias a las acciones de Naḥshon, Judá mereció convertirse en la potencia gobernante de Israel, como dice el Salmo 114:2: «Judá se convirtió en su santuario, Israel en su dominio», y eso sucedió porque, como dice el Salmo 114:3: «El mar lo vio y huyó». 
Del mismo modo, un Midrash enseñaba que Naḥshon recibió ese nombre porque fue el primero en sumergirse en la ola (נַחשׁוֹל, naḥshol) del mar. Y el rabino Simeón bar Yojai dijo que Dios le dijo a Moisés que, debido a que Naḥshon santificó el Nombre de Dios junto al mar, sería el primero en presentar su ofrenda en el Tabernáculo recién construido, como se relata en Números 7:12.
Del mismo modo, Rabí Akiva dijo que los israelitas avanzaron para entrar en el Mar Rojo, pero dieron la vuelta, temiendo que las aguas se les echaran encima. La tribu de Judá santificó el Nombre de Dios y entró en el mar primero, como dice el Salmo 114:2: «Judá se convirtió en su santuario (para santificar a Dios), Israel en su dominio». Los egipcios querían seguir a los israelitas, pero dieron la vuelta, temiendo que las aguas volvieran sobre ellos. Dios se les apareció como un hombre montado a lomos de una yegua, como se dice en el Cantar de los Cantares 1:9, «A un corcel en los carros de Faraón». El caballo del faraón vio a la yegua de Dios, y relinchó y corrió hacia el mar tras ella.

El paso del Mar Rojo (pintura de Nicolas Poussin, 1634)

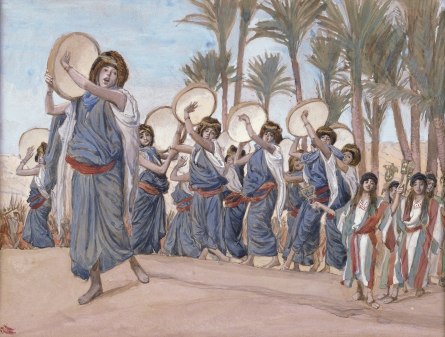
Las canciones de alegría (acuarela circa 1896-1902 de James Tissot)

Leyendo Éxodo 14:15, «Y el Señor dijo a Moisés: «¿Por qué me llamas? Di a los hijos de Israel que avancen»», Eliezer ben Hurcanus|El rabino Eliezer enseñó que Dios le estaba diciendo a Moisés que hay un momento para rezar brevemente y un momento para rezar largamente. Dios le estaba diciendo a Moisés que los hijos de Dios estaban en problemas, el mar los aislaba, el enemigo los perseguía, ¡y sin embargo Moisés se quedó de pie y dijo una larga oración! Dios le dijo a Moisés que era hora de acortar su oración y actuar. Ref. Mekhilta del rabino Ishmael, Beshallah, capítulo 4; Éxodo Rabbah 21:8.
El rabino (Judá el Príncipe) enseñó que en Éxodo 14:15, Dios estaba diciendo que la fe de los israelitas en Dios era causa suficiente para que Dios dividiera el mar para ellos. Porque a pesar de su miedo, los israelitas habían creído en Dios y habían seguido a Moisés hasta ese punto. El rabino Akiva enseñó que por el bien de Jacob, Dios dividió el mar para los descendientes de Jacob, porque en Génesis 28:14, Dios le dijo a Jacob: «Te extenderás al oeste y al este».
El rabino Eliezer dijo que el tercer día de la Creación, cuando Dios dijo en Génesis 1:9: «Que las aguas se reúnan», las aguas del mar Rojo se congelaron y se convirtieron en doce valles (o caminos), correspondientes a las doce tribus de Israel. Y se convirtieron en muros de agua entre cada camino, y entre cada camino había ventanas. Los israelitas podían verse unos a otros, y vieron a Dios caminando delante de ellos, pero no vieron los talones de los pies de Dios, como dice el Salmo 77:19: «Tu camino estaba en el mar, y tus sendas en las grandes aguas, y tus pisadas no fueron conocidas».

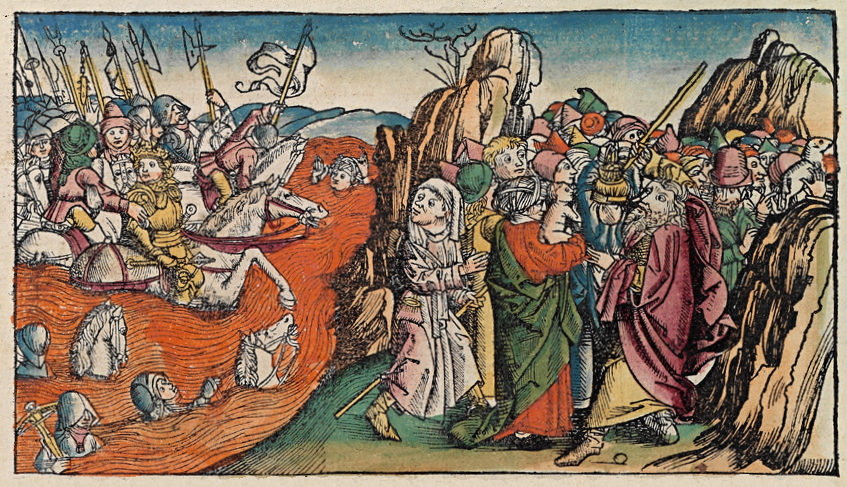
Cruzando el mar (ilustración de la Crónica de Núremberg, 1493)

Rabí Johanan enseñó que Dios no se regocija en la caída de los malvados. El rabino Johanan interpretó las palabras «zeh el zeh» en la frase «Y uno no se acercó al otro en toda la noche» en Éxodo 14:20 para enseñar que cuando los egipcios se estaban ahogando en el mar, los ángeles querían cantar una canción de alegría, ya que Isaías 6:3 asocia las palabras «zeh el zeh» con el canto angelical. Pero Dios los reprendió: «La obra de mis manos se está ahogando en el mar, ¿y vosotros queréis cantar canciones?». Rabí Eleazar respondió que una lectura atenta de Deuteronomio 28:63 muestra que Dios no se regocija personalmente, pero hace que otros se regocijen.
El rabino Eliezer dijo que una sirvienta en el mar vio lo que Isaías, Ezequiel y los profetas nunca vieron. 

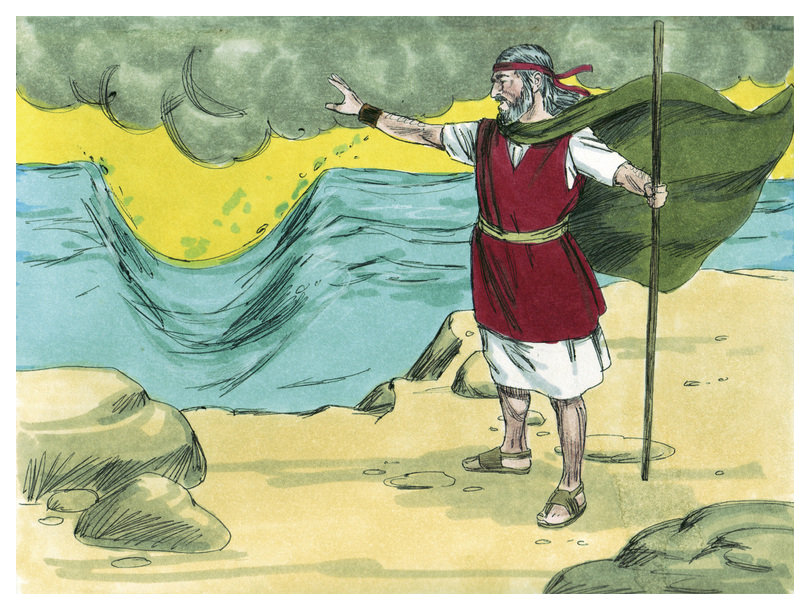
Moisés extendió su mano sobre el mar (ilustración de 1984 de Jim Padgett, cortesía de Distant Shores Media/Sweet Publishing)

El Midrash enseñaba que los seis días de oscuridad ocurrieron en Egipto, mientras que el séptimo día de oscuridad fue un día de oscuridad del mar, como dice Éxodo 14:20: «Y allí estaba la nube y la oscuridad, pero daba luz por la noche allí». Así que Dios envió nubes y oscuridad y cubrió a los egipcios con oscuridad, pero dio luz a los israelitas, como Dios había hecho por ellos en Egipto. Por eso, el Salmo 27:1 dice: «El Señor es mi luz y mi salvación». Y el Midrash enseñó que en la Era Mesiánica, también, Dios traerá oscuridad a los pecadores, pero luz a Israel, como dice Isaías 60:2: «Porque he aquí que las tinieblas cubrirán la tierra, y oscuridad densa a los pueblos; pero sobre ti brillará el Señor».

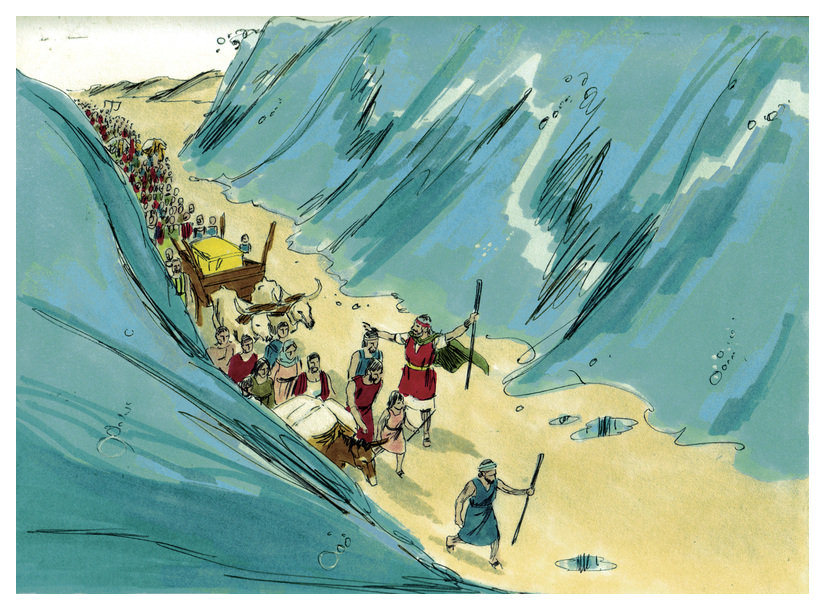
El agua se dividió (ilustración de 1984 de Jim Padgett, cortesía de Distant Shores Media/Sweet Publishing)

El Pirke De-Rabbi Eliezer relató que Moisés clamó a Dios que el enemigo estaba detrás de ellos y el mar delante de ellos, y preguntó qué camino debían tomar. Entonces Dios envió al ángel Miguel, que se convirtió en un muro de fuego entre los israelitas y los egipcios. Los egipcios querían seguir a los israelitas, pero no podían acercarse debido al fuego. Los ángeles vieron la desgracia de los israelitas durante toda la noche, pero no pronunciaron ni alabanza ni santificación, como dice Éxodo 14:20: «Y no se acercó el uno al otro en toda la noche». Dios le dijo a Moisés (como informa Éxodo 14:16) que «extendiera su mano sobre el mar y lo dividiera». Así que (como relata Éxodo 14:21) «Moisés extendió su mano sobre el mar», pero el mar se negó a dividirse. Entonces Dios miró al mar, y las aguas vieron el rostro de Dios, y temblaron y se estremecieron, y descendieron a las profundidades, como dice el Salmo 77:16: «Las aguas te vieron, oh Dios; las aguas te vieron, se asustaron; también temblaron las profundidades». El rabino Eliezer enseñó que el día en que Dios dijo Génesis 1:9, «Que las aguas se reúnan», las aguas se congelaron, y Dios las convirtió en doce valles, correspondientes a las doce tribus, y se convirtieron en muros de agua entre cada camino, y los israelitas podían verse unos a otros, y veían a Dios, caminando delante de ellos, pero no veían los talones de los pies de Dios, como dice el Salmo 77:19: «Tu camino estaba en el mar, y Tus sendas en las grandes aguas, y Tus huellas no se conocieron». 

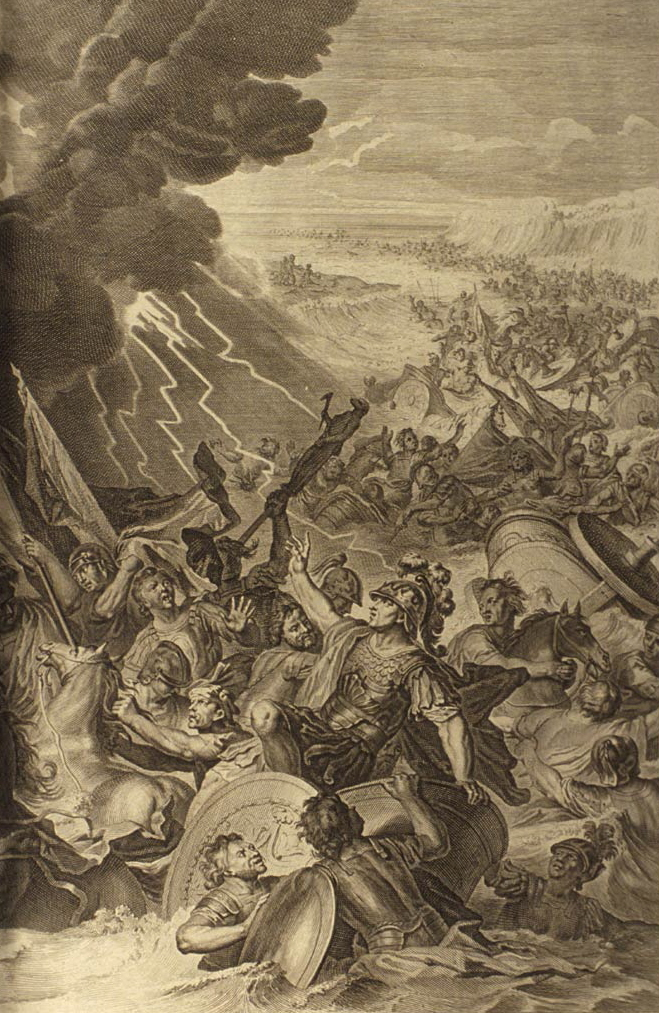
Faraón y su ejército ahogados en el Mar Rojo (ilustración de las Figures de la Bible de 1728)

La escuela del Rabino Ishmael razonó a partir del significado de la palabra «en medio» (בְּתוֹךְ, «be-tokh») en Éxodo 14:22 para resolver una aparente contradicción entre dos versículos bíblicos. El rabino Zerika preguntó sobre una aparente contradicción de pasajes bíblicos en presencia del rabino Eleazar, o, según otra versión, preguntó en nombre del rabino Eleazar. Éxodo 24:18 dice: «Y Moisés entró en medio de la nube», mientras que Éxodo 40:35 dice: «Y Moisés no pudo entrar en la tienda de reunión porque la nube permanecía sobre ella». La Guemará concluyó que esto nos enseña que Dios tomó a Moisés y lo llevó a la nube. Por otro lado, la escuela del rabino Ishmael enseñó en una Baraita que en Éxodo 24:18 aparece la palabra «en medio» (בְּתוֹךְ, «be-tokh»), y también aparece en Éxodo 14:22: «Y los hijos de Israel entraron en medio del mar». Al igual que en Éxodo 14:22, la palabra «en medio» (בְּתוֹךְ, «be-tokh») implica un camino, como dice Éxodo 14:22: «Y las aguas les sirvieron de muro», así que aquí también en Éxodo 24:18, había un camino (para Moisés a través de la nube).
El rabino Hama ben Hanina dedujo de Éxodo 1:10 que el faraón quiso decir: «Venid, burlemos al Salvador de Israel». El faraón concluyó que los egipcios debían afligir a los israelitas con agua, porque como indica Isaías 54:9, Dios había jurado no traer otro diluvio para castigar al mundo. Los egipcios no se dieron cuenta de que, aunque Dios había jurado no traer otro diluvio sobre el mundo entero, Dios aún podía traer un diluvio sobre un solo pueblo. Alternativamente, los egipcios no se dieron cuenta de que podían caer en las aguas, como indican las palabras de Éxodo 14:27, «los egipcios huyeron hacia él». Todo esto confirmaba lo que dijo el rabino Eleazar: En la olla en la que cocinaban, ellos mismos eran cocinados, es decir, con el castigo que los egipcios pretendían para los israelitas, los egipcios eran castigados a su vez.

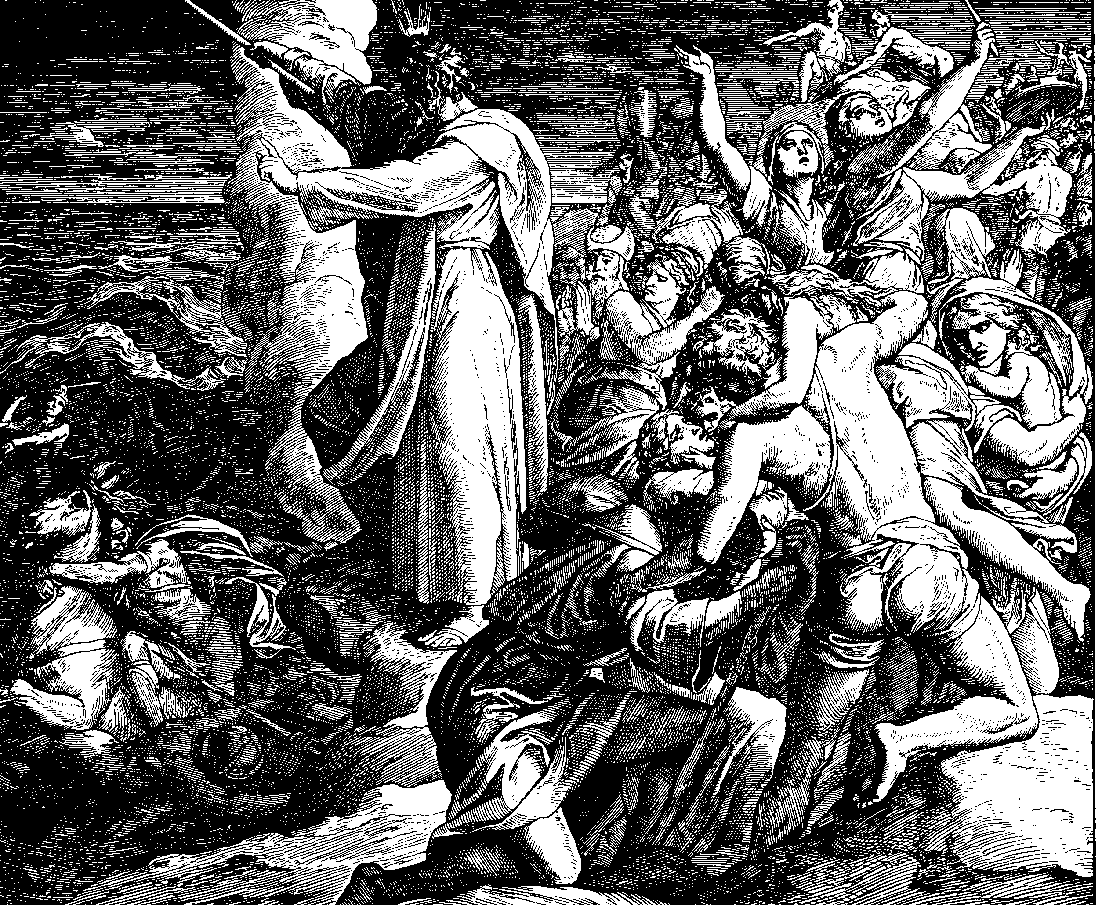
Los egipcios se ahogan en el Mar Rojo (grabado en madera de Julius Schnorr von Carolsfeld de la obra Die Bibel in Bildern de 1860)

Al leer las palabras «no quedó ni uno solo de ellos», en Éxodo 14:28, el rabino Judá enseñó que ni siquiera el propio faraón sobrevivió, como dice Éxodo 15:4: «Ha arrojado en el mar los carros del faraón y su ejército». Sin embargo, [el rabino Nehemías] dijo que solo el faraón sobrevivió, enseñando que Éxodo 9:16 habla del faraón cuando dice: «Pero en verdad por esta causa te he hecho permanecer». Y algunos enseñaron que más tarde el faraón bajó y se ahogó, como dice Éxodo 15:19: «Porque los caballos del faraón entraron con sus carros y con sus jinetes en el mar».
Rabí Simón dijo que al cuarto día, los israelitas acamparon a la orilla del mar. Los egipcios flotaban como botellas de piel sobre la superficie de las aguas, y un viento del norte los arrojó frente al campamento de los israelitas. Los israelitas vieron a los egipcios y los reconocieron, diciendo que eran funcionarios del palacio del faraón, y que eran capataces. Los israelitas reconocieron a todos, como dice Éxodo 14:30: «Y vio Israel a los egipcios muertos en la orilla del mar».
La Mekhilta del rabino Ishmael citó cuatro razones por las que «Israel vio a los egipcios muertos en la orilla del mar», como se relata en Éxodo 14:30: (1) para que los israelitas no se imaginaran que los egipcios habían escapado al otro lado del mar, (2) para que los egipcios no se imaginaran que los israelitas se habían perdido en el mar como ellos, (3) para que los israelitas pudieran tomar el botín de plata, oro, piedras preciosas y perlas de los egipcios, y (4) para que los israelitas pudieran reconocer a los egipcios y reprenderlos.
El rabino José el Galileo razonó que, dado que la frase «el dedo de Dios» en Éxodo 8:15 se refería a 10 plagas, «la gran mano» (traducido como «la gran obra») en Éxodo 14:31 (en relación con el milagro del Mar Rojo) debe referirse a las 50 plagas sobre los egipcios y, por lo tanto, a una variedad de muertes crueles y extrañas.

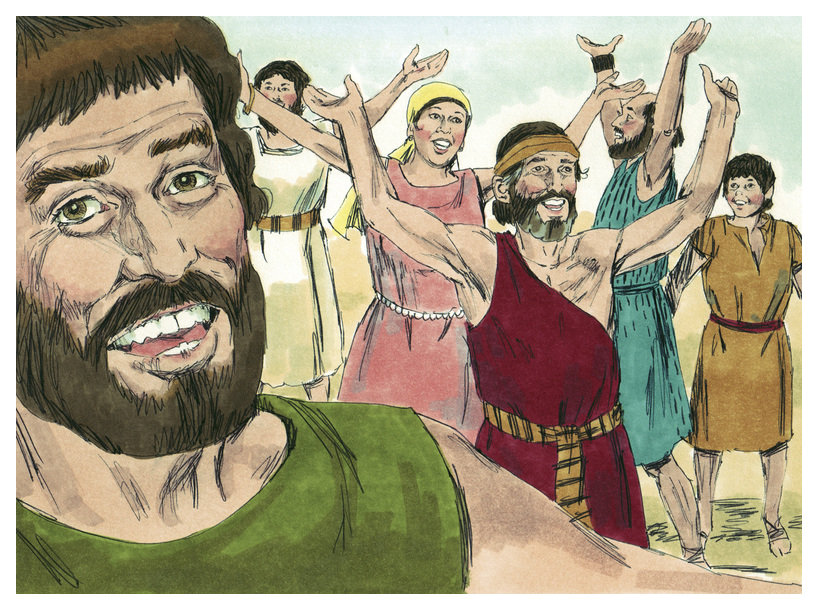
Moisés y el pueblo cantaron al Señor (ilustración de 1984 de Jim Padgett, cortesía de Distant Shores Media/Sweet Publishing)

### Éxodo, capítulo 15
Los rabinos del Talmud dieron diferentes explicaciones de cómo, como relata Éxodo 15:1, los israelitas cantaron la canción de Éxodo 15:1-19 junto con Moisés.  El rabino Akiva enseñó que Moisés cantó la canción entera, y los israelitas respondieron después de él con la palabra principal, como cuando un adulto leía el Hallel (Salmos 113-118) para una congregación y ellos respondían después de él con la palabra principal (o algunos dicen, con «Aleluya»). Según esta explicación, Moisés cantó: «Cantaré al Señor», y los israelitas respondieron: «Cantaré al Señor»; luego Moisés cantó: «Porque Él ha triunfado gloriosamente», y los israelitas respondieron una vez más: «Cantaré al Señor». El rabino Eliezer hijo del rabino Jose el galileo enseñó que Moisés cantó la canción entera, un versículo a la vez, y los israelitas respondieron después de él repitiendo la canción entera, un versículo a la vez, como cuando un menor leía el Hallel a una congregación y ellos repetían después del menor todo lo que el menor había dicho. Según esta explicación, Moisés cantó: «Cantaré al Señor», y los israelitas respondieron: «Cantaré al Señor»; luego Moisés cantó: «Porque Él ha triunfado gloriosamente», y los israelitas respondieron: «Porque Él ha triunfado gloriosamente». El rabino Nehemías enseñó que Moisés cantó la introducción, los israelitas repitieron la introducción y luego Moisés y los israelitas recitaron el resto juntos, como cuando un maestro de escuela recitaba el Shema en la sinagoga. La Guemará explicaba que cada uno de los tres interpretaba Éxodo 15:1: Rabí Akiva sostenía que la palabra «diciendo» en Éxodo 15:1 se refiere a la primera cláusula, «Cantaré al Señor», y esa fue la única respuesta de los israelitas. Rabí Eliezer, hijo de Rabí José el Galileo, sostenía que «diciendo» se refiere a cada cláusula de la canción. Y el rabino Nehemías sostenía que «y hablaron» indica que todos cantaron juntos, y «cantando» indica que Moisés comenzó primero. 
La Mekhilta del rabino Ismael contó 10 canciones en el Tanaj: (1) la que recitaron los israelitas en la primera Pascua en Egipto, como dice Isaías 30:29: «Tendréis un canto como en la noche en que se santifica una fiesta»; (2) el Canto del Mar en Éxodo 15; (3) la que cantaron los israelitas junto al pozo en el desierto, como relata Números 21:17: «Entonces cantó Israel este cántico: «Brota, oh pozo»»; (4) la que Moisés pronunció en sus últimos días, como relata Deuteronomio 31:30, «Moisés pronunció en presencia de toda la asamblea de Israel las palabras de este cántico»; (5) la que recitó Josué, como relata Josué 10:12 informa: «Entonces habló Josué al Señor el día en que el Señor entregó a los amorreos»; (6) el que cantaron Débora y Barac, como informa el Libro de los Jueces 5:1 informa: «Entonces cantaron Débora y Barac, hijo de Abinoam»; (7) el que cantó David, como informa 2 Samuel 22:1: «David pronunció al Señor las palabras de este cántico el día en que el Señor lo libró de la mano de todos sus enemigos y de la mano de Saúl»; (8) el que cantó Salomón, recitó, como relata el Salmo 30:1, «un cántico en la dedicación del Templo de David»; (9) el que recitó Josafat, como relata el segundo Libros de Crónicas 20:21: «Después de consultar con el pueblo, designó a los que debían cantar al Señor y alabar en la hermosura de la santidad, mientras salían delante del ejército, y decir: «Dad gracias al Señor, porque su misericordia es eterna»»; y (10) el cántico que se cantará en el tiempo venidero, como dice Isaías 42:10: «Cantad al Señor un cántico nuevo, y su alabanza desde el fin de la tierra», y el Salmo 149:1 dice: «Cantad a Jehová cántico nuevo, y su alabanza en la congregación de los santos».
El rabino Meir enseñó en una Baraita que Éxodo 15:1 proporciona una prueba de la resurrección de los muertos en la Torá. Éxodo 15:1 dice: «Entonces Moisés y los hijos de Israel «cantarán» esta canción al Señor». No dice «cantaron», sino «cantarán», lo que indica que Moisés volverá a la vida y cantará la canción en el futuro.
Ben Avvai dijo que todo se juzga según el principio de «medida por medida»; así como los egipcios estaban orgullosos y arrojaron a los niños varones al río, Dios arrojó a los egipcios al mar, como dice Éxodo 15:1: «Cantaré al Señor, porque ha triunfado triunfalmente; al caballo y a su jinete ha arrojado al mar». (Ben Avvai interpretó la doble expresión de «triunfante» en Éxodo 15:1 en el sentido de que, al igual que los egipcios triunfaron sobre los israelitas arrojando a sus hijos al mar, Dios triunfó sobre los egipcios arrojándolos al mar).
El rabino Eliezer enseñó que las palabras de Éxodo 15:2, «Este es mi Dios, y lo glorificaré», indican que la más humilde sirvienta en el Mar Rojo percibió lo que los profetas Isaías y Ezequiel no habían percibido, pues ella vio a Dios. Y tan pronto como los israelitas vieron a Dios, lo reconocieron, y todos cantaron: «Este es mi Dios, y lo glorificaré».

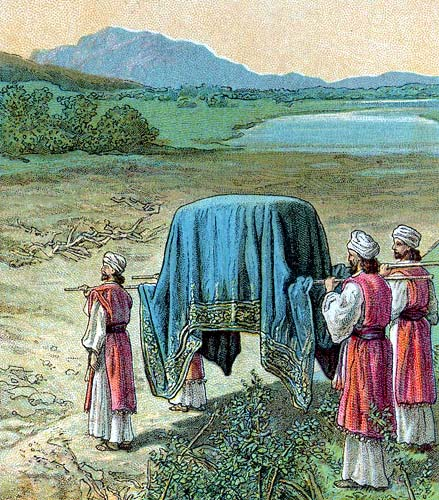
Israel entra en la Tierra Prometida (ilustración de una tarjeta bíblica publicada entre 1896 y 1913 por la Providence Lithograph Company)

Una Baraita enseñó que las palabras de Éxodo 15:2, «Este es mi Dios, y lo adoraré», enseñan que uno debe adornarse ante Dios en el cumplimiento de los mandamientos. Así, la Guemará enseñó que en honor a Dios, uno debe hacer una hermosa sucá, un hermoso lulav, un hermoso shofar, hermosos Flecos y un hermoso Rollo de la Torá, y escribirlo con tinta fina, una pluma de caña fina y un escriba experto, y envolverlo con hermosas sedas. Abba Saul interpretó la palabra «y lo glorificaré» (וְאַנְוֵהוּ, «v'anveihu») en Éxodo 15:2 como «y seré como Él». Así, razonó Abba Saul, debemos tratar de ser como Dios. Así como Dios es misericordioso y compasivo, nosotros también debemos ser misericordiosos y compasivos. 
Al leer las palabras de Éxodo 15:2, «Este es mi Dios y lo alabaré, «el Dios de mi padre» y lo exaltaré», el rabino José el Galileo enseñó que incluso los niños recién nacidos y lactantes veían la Presencia de Dios («Shechinah») y alababan a Dios. El rabino Meir dijo que incluso los fetos en el vientre de sus madres cantaban la canción, como dice el Salmo 68:27: «Bendecid al Señor en las congregaciones, incluso al Señor, desde la fuente de Israel». (Y la «fuente» de una persona es el útero). El Talmud preguntó cómo podían los fetos ver la Presencia Divina. El rabino Tanhum dijo que el abdomen de las mujeres embarazadas se volvía transparente y los fetos veían.
La Tosefta dedujo de Éxodo 1:22 que los egipcios se enorgullecían ante Dios solo por el agua del Nilo, y por lo tanto Dios les impuso un castigo solo con agua cuando en Éxodo 15:4 Dios arrojó los carros y el ejército del faraón al Mar Rojo.
Abba Hanan interpretó las palabras del Salmo 89:9, «¿Quién es poderoso como tú, oh Dios?», para enseñar: ¿Quién es como Dios, poderoso en el autocontrol, que Dios escuchó las blasfemias e insultos de los malvados Tito y guardó silencio? En la escuela del rabino Ishmael, se enseñaba que las palabras de Éxodo 15:11, «¿Quién como tú entre los dioses (אֵלִם, eilim)?» pueden interpretarse como «¿Quién como tú entre los mudos (אִלְּמִים, illemim)?» (Porque ante la blasfemia de Tito, Dios permaneció en silencio).

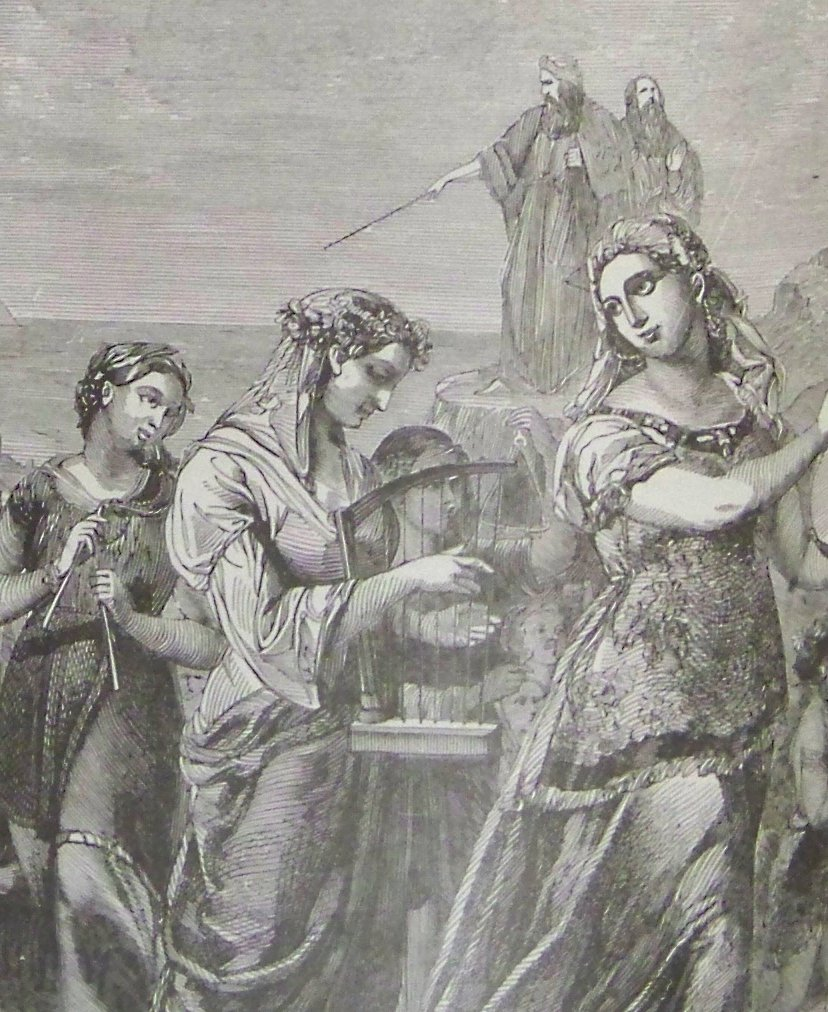
Miriam y los israelitas se regocijan (ilustración de la Biblia Holman de 1890)

Un Midrash enseñaba que, así como Dios creó los cuatro puntos cardinales, también dispuso sobre su trono a cuatro ángeles —Miguel, Gabriel, Uriel, y Rafael— con Miguel a la derecha de Dios. El Midrash enseñó que Miguel recibió su nombre (Mi-ka'el, מִי-כָּאֵל) como recompensa por la forma en que alabó a Dios en dos expresiones que Moisés empleó. Cuando los israelitas cruzaron el Mar Rojo, Moisés comenzó a cantar, en palabras de Éxodo 15:11, «¿Quién (mi, מִי) es como Tú, oh Señor?». Y cuando Moisés completó la Torá, dijo, en palabras de Deuteronomio 33:26, «No hay nadie como Dios (ka'el, כָּאֵל), oh Jeshurun.» El Midrash enseñó que mi (מִי) combinado con ka'el (כָּאֵל) para formar el nombre Mi ka'el (מִי-כָּאֵל).
Al leer Éxodo 15:11, el Pirke De-Rabbi Eliezer enseñó que los israelitas le dijeron a Dios que no hay nadie como Dios entre los ángeles ministradores y, por lo tanto, todos los nombres de los ángeles contienen parte de un Nombre para Dios (אֱלֹהִים, «Elohim»). Por ejemplo, los nombres Miguel y Gabriel contienen la palabra אֱל, «El».
El Pirke De-Rabbi Eliezer enseñó que cuando en Éxodo 15:11 los israelitas cantaron: «¿Quién como Tú entre las criaturas divinas, oh Señor?», el faraón les respondió diciendo las palabras finales de Éxodo 15:11: «¿Quién como Tú, glorioso en santidad, temible en alabanzas, hacedor de maravillas?». El rabino Nechunia, hijo de Hakkanah, citó así al faraón como ejemplo del poder del arrepentimiento. El faraón se rebeló gravemente contra Dios, diciendo, como se relata en Éxodo 5:2: «¿Quién es el Señor, para que yo escuche su voz?». Pero luego el faraón se arrepintió usando los mismos términos con los que pecó, diciendo las palabras de Éxodo 15:11: «¿Quién como tú, Señor, entre los dioses?». Así Dios libró al faraón de la muerte. El rabino Nechunia dedujo que el faraón había muerto por Éxodo 9:15, en el que Dios le dijo a Moisés que le dijera al faraón: «Porque ahora he extendido mi mano y te he golpeado». 
El Pirke De-Rabbi Eliezer señaló que Éxodo 15:11 no emplea las palabras «temerosos en la alabanza», sino «temerosos en las alabanzas». Porque los ángeles ministradores cantan alabanzas en lo alto, e Israel canta alabanzas en la tierra. Así, en Éxodo 15:11 se dice: «temeroso en alabanzas, haciendo maravillas», y en el Salmo 22:4 se dice: «Tú eres santo, oh Tú que habitas las alabanzas de Israel».

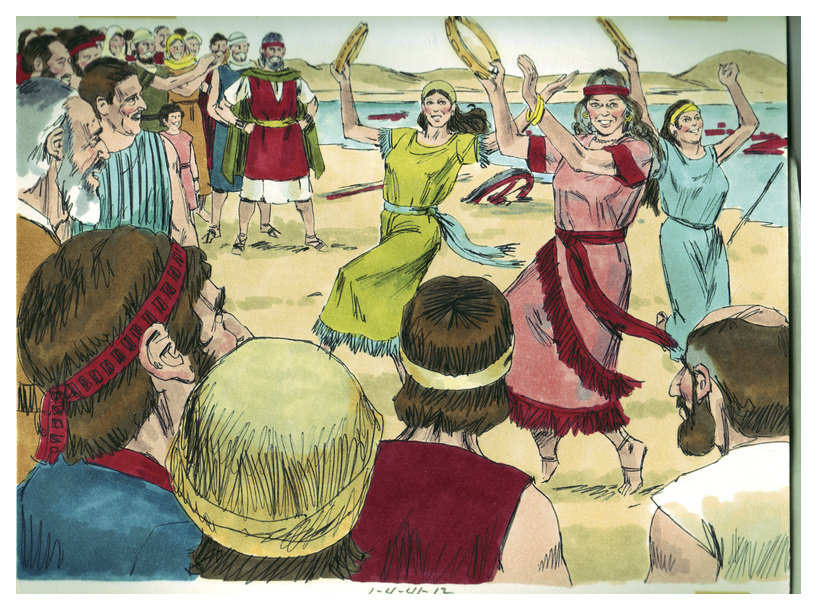
Las mujeres celebraban mientras cantaba Miriam, la hermana de Moisés (ilustración de 1984 de Jim Padgett, cortesía de Distant Shores Media/Sweet Publishing)

El rabino Judá ben Simón expuso las palabras de Dios en Deuteronomio 32:20: «Esconderé de ellos mi rostro». El rabino Judá ben Simón comparó a Israel con el hijo de un rey que iba al mercado y golpeaba a la gente, pero no recibía golpes a cambio (por ser el hijo del rey). Insultaba, pero no era insultado. Se dirigía a su padre con arrogancia. Pero el padre le preguntó al hijo si pensaba que era respetado por méritos propios, cuando el hijo solo era respetado por el respeto que se le debía al padre. Así que el padre renunció al hijo y, como resultado, nadie le hizo caso. Así que cuando Israel salió de Egipto, el temor de ellos cayó sobre todas las naciones, como se relata en Éxodo 15:14-16: «Los pueblos han oído, tiemblan; los dolores se han apoderado de los habitantes de Filistea. Entonces se asustaron los jefes de Edom; los hombres poderosos de Moab, el temblor se apodera de ellos; todos los habitantes de Canaán se desvanecen. El terror y el pavor caen sobre ellos». Pero cuando Israel transgredió y pecó, Dios le preguntó si pensaba que era respetado por su propio mérito, cuando solo era respetado por el respeto que se le debía a Dios. Así que Dios se apartó un poco de ellos, y los amalecitas vinieron y atacaron a Israel, como relata Éxodo 17:8: «Entonces Amalec vino y peleó con Israel en Refidim», y luego los cananeos vinieron y lucharon con Israel, como relata Números 21:1: «Y el cananeo, rey de Arad, que habitaba al sur, oyó decir que Israel venía por el camino de Atarim; y peleó contra Israel». Dios dijo a los israelitas que no tenían fe genuina, como dice Deuteronomio 32:20: «Son una generación muy desobediente, hijos en los que no hay fe». Dios concluyó que los israelitas eran rebeldes, pero destruirlos era imposible, llevarlos de vuelta a Egipto era imposible, y Dios no podía cambiarlos por otro pueblo. Así que Dios decidió castigarlos y ponerlos a prueba con el sufrimiento. 
Una Baraita enseñó que las palabras: «Enviaré mi terror delante de ti, y afligiré a todos los pueblos a los que vayas, y haré que todos tus enemigos te den la espalda», en Éxodo 23:27, y las palabras «El terror y el pavor caerán sobre ellos», en Éxodo 15:16, muestran que ninguna criatura fue capaz de resistir a los israelitas cuando entraron en la Tierra Prometida en los días de Josué, y los que se enfrentaron a ellos cayeron inmediatamente en pánico y perdieron el control de sus entrañas. Y las palabras «hasta que tu pueblo haya pasado, Señor», en Éxodo 15:16, aluden al primer avance de los israelitas hacia la Tierra Prometida en los días de Josué. Y las palabras «hasta que haya pasado el pueblo que tú te has ganado», en Éxodo 15:16, aluden al segundo avance de los israelitas hacia la Tierra Prometida en los días de Esdras. La Baraita concluyó así que los israelitas eran dignos de que Dios realizara un milagro en su nombre durante el segundo avance, como en el primero, pero eso no sucedió porque el pecado de los israelitas hizo que Dios retuviera el milagro.
La Guemará contó Éxodo 15:18, «El Señor reinará por los siglos de los siglos», entre los tres únicos versículos de la Torá que se refieren indiscutiblemente a la realeza de Dios, y por lo tanto son adecuados para recitar en Rosh Hashaná. La Guemará también contó Números 23:21, «El Señor su Dios está con él, y el grito por el Rey está entre ellos»; y Deuteronomio 33:5, «Y fue Rey en Jeshurun». El rabino José también contó como versículos sobre la realeza Deuteronomio 6:4, «Escucha, Israel: El Señor nuestro Dios, el Señor es uno»; Deuteronomio 4:39, «Y sabréis y os llegará al corazón en aquel día que el Señor es Dios, . . . no hay nadie más»; y Deuteronomio 4:35, “A ti se te ha mostrado, para que sepas que el Señor es Dios, no hay nadie más aparte de Él”; pero el rabino Judá dijo que ninguno de estos tres es un versículo de la realeza. (La liturgia tradicional de Rosh Hashaná sigue al rabino José y recita Números 23:21, Deuteronomio 33:5 y Éxodo 15:18, y luego concluye con Deuteronomio 6:4).
La Guemará citó el lenguaje de Éxodo 15:18, «El Señor reinará por los siglos de los siglos», como un ejemplo principal de cómo las Escrituras indican permanencia. Una Baraita enseñada en la escuela del rabino Eliezer ben Jacob decía que dondequiera que la Escritura emplea la expresión נֶצַח, nezach; סֶלָה, selah; o וָעֶד, va'ed; el proceso al que se refiere nunca cesa. La Guemará citó estas pruebas: Usando נֶצַח, nezach, Isaías 57:16 dice: «Porque no contenderé para siempre, ni estaré siempre (נֶצַח, nezach) enojado». Usando סֶלָה, selah, el Salmo 48:9 dice: «Como hemos oído, así hemos visto en la ciudad del Señor de los ejércitos, en la ciudad de nuestro Dios: Dios la establece para siempre. Selah». Usando וָעֶד, va'ed, Éxodo 15:18 dice: «El Señor reinará por los siglos de los siglos (לְעֹלָם וָעֶד, l'olam va'ed).» 

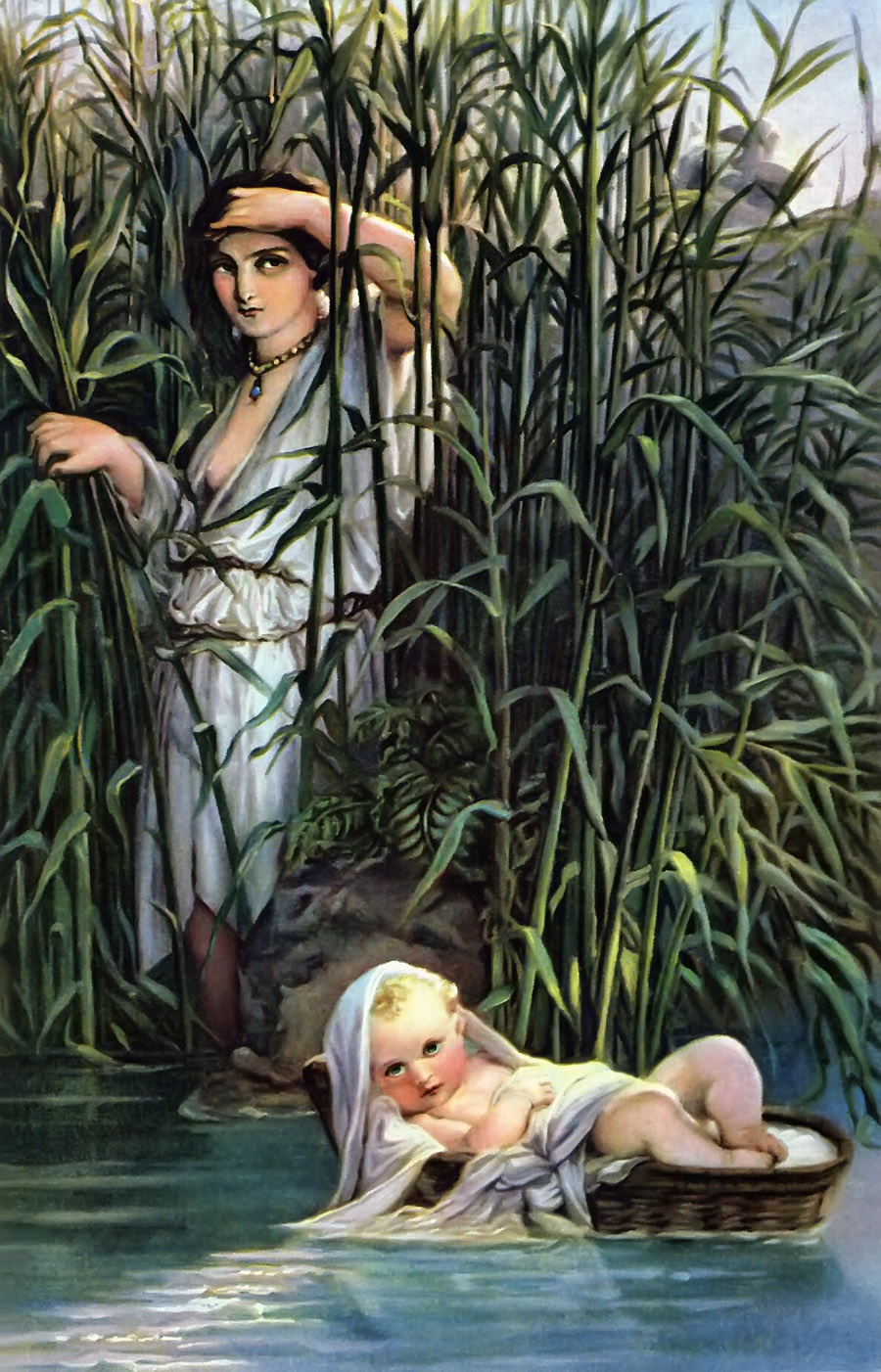
Moisés entre los juncos (pintura del de Hipólito Delaroche)

Los Sabios enseñaron en una Baraita en el Talmud babilónico que siete profetisas profetizaron en nombre del pueblo judío. La Guemará las identificó como Sara, Miriam, Débora, Ana (figura bíblica), Abigail, Hulda y Ester. El Talmud explicaba que Miriam era una profetisa, como dice Éxodo 15:20: «Y Miriam la profetisa, la hermana de Aarón, tomó un pandero en su mano». El Guemará preguntó por qué este versículo menciona solo a Aarón y no a Moisés. Rav Naḥman dijo que Rav dijo que ella profetizó cuando solo era la hermana de Aarón, antes de que Moisés naciera, diciendo que su madre estaba destinada a tener un hijo que llevaría al pueblo judío a la salvación. Cuando nació Moisés, toda la casa se llenó de luz, y su padre se levantó y la besó en la cabeza y le dijo que su profecía se había cumplido. Pero cuando Moisés fue arrojado al río, su padre le dio unas palmaditas en la cabeza y le preguntó qué había sido de su profecía, ya que parecía que Moisés moriría pronto. Por eso en Éxodo 2:4 se dice: «Y su hermana se quedó a distancia para saber qué le sucedería», porque Miriam quería saber cómo se cumpliría su profecía. Del mismo modo, la Mekhilta del rabino Ishmael, al leer las palabras «Y Miriam la profetisa», en Éxodo 15:20, preguntó dónde había profetizado Miriam. La Mekhilta informó que Miriam le había dicho a su padre que estaba destinada a tener un hijo que salvaría a Israel de las manos de los egipcios. Entonces, después de los acontecimientos de Éxodo 2:1-3, el padre de Miriam la reprendió, preguntándole qué había sido de su predicción. Pero ella aún se aferraba a su profecía, como dice Éxodo 2:4: «Y su hermana se quedó de pie a lo lejos, para saber qué le sucedería». Porque la Mekhilta enseñaba que la expresión «de pie» sugiere la presencia del Espíritu Santo, como en el Libro de Amós 9:1, «Vi al Señor de pie junto al altar»; y en 1 Samuel 3:10, «Y vino el Señor y se puso de pie»; y en Deuteronomio 31:14, «Llama a Josué y ponte de pie...». La Mekhilta enseñó que la expresión: «de lejos» en Éxodo 2:4 también sugiere la presencia del Espíritu Santo, como en Jeremías 31:2, «De lejos se me apareció el Señor». La Mekhilta enseñó que la expresión «conocer» en Éxodo 2:4 también sugiere la presencia del Espíritu Santo, como en Isaías 11:9, «Porque la tierra estará llena del conocimiento del Señor» y en Habacuc 12:14, «Porque la tierra se llenará del conocimiento de la gloria del Señor, como las aguas cubren el mar». Y la Mekhilta enseñó que la expresión «¿Qué se le hará a él?» en Éxodo 2:4 también sugería al Espíritu Santo, ya que «hacer» sugiere la presencia del Espíritu Santo en Amós 3:7, «Porque el Señor no hará nada, sino que Dios revela el consejo de Dios a los siervos de Dios, los profetas».
Rav Judah enseñó en nombre de Rav que las palabras de Deuteronomio 5:12, «Observa el día de reposo . . . como el Señor tu Dios te lo ha «ordenado» (en el que Moisés utilizó el tiempo pasado para la palabra «ordenado», indicando que Dios había ordenado a los israelitas que observaran el sábado antes de la revelación en el Monte Sinaí) indica que Dios ordenó a los israelitas que observaran el sábado cuando estaban en Marah, sobre lo que Éxodo 15:25 informa: «Allí les dio una ley y una ordenanza».
La Mishná enseñaba que todos los judíos tienen una parte en el mundo venidero, pues en Isaías 60:21, Dios promete: «Todos tus hijos serán justos; heredarán la tierra para siempre, renuevos de mi plantío, obra de mis manos, para glorificarme». Pero el rabino Akiva advirtió que aquel que susurrara Éxodo 15:26 como un conjuro sobre una herida para curarla no tendría lugar en el mundo venidero.
La Guemará dedujo de Éxodo 15:26 que el estudio de la Torá aleja los sufrimientos dolorosos. El rabino Shimon ben Lakish (Resh Lakish) dedujo que los sufrimientos dolorosos se alejan de quien estudia la Torá de Job 5:7, que dice: «Y los hijos de רֶשֶׁף, reshef, vuelan hacia arriba (עוּף, uf).» Argumentó que la palabra עוּף, uf, se refiere únicamente a la Torá, como dice el Libro de los Proverbios 23:5: «¿Cerrarás (הֲתָעִיף, hataif) tus ojos a ella (la Torá)? Se ha ido». Y רֶשֶׁף, reshef, se refiere solo a sufrimientos dolorosos, como dice Deuteronomio 32:24: «El desgaste del hambre y la devoración del rayo ardiente (רֶשֶׁף, reshef). El rabino Johanan le dijo al rabino Shimon ben Lakish que incluso los niños en edad escolar saben que la Torá protege contra enfermedades dolorosas. Porque Éxodo 15:26 dice: «Y dijo: «Si escuchas atentamente la voz del Señor tu Dios, y haces lo que es justo a sus ojos, y prestas atención a sus mandamientos, y guardas todos sus estatutos, no te infligiré ninguna de las enfermedades que he infligido a los egipcios; porque yo soy el Señor que te sana»». Más bien, uno debería decir que Dios visita a aquellos que pueden estudiar la Torá y no lo hacen con sufrimientos feos y dolorosos que los agitan. Porque el Salmo 39:3 dice: «Estaba mudo por el silencio, guardé silencio ante lo bueno, y mi dolor se agudizó». «Lo bueno» se refiere únicamente a la Torá, como dice Proverbios 4:2: «Porque yo te doy buena doctrina; no abandones mi enseñanza».

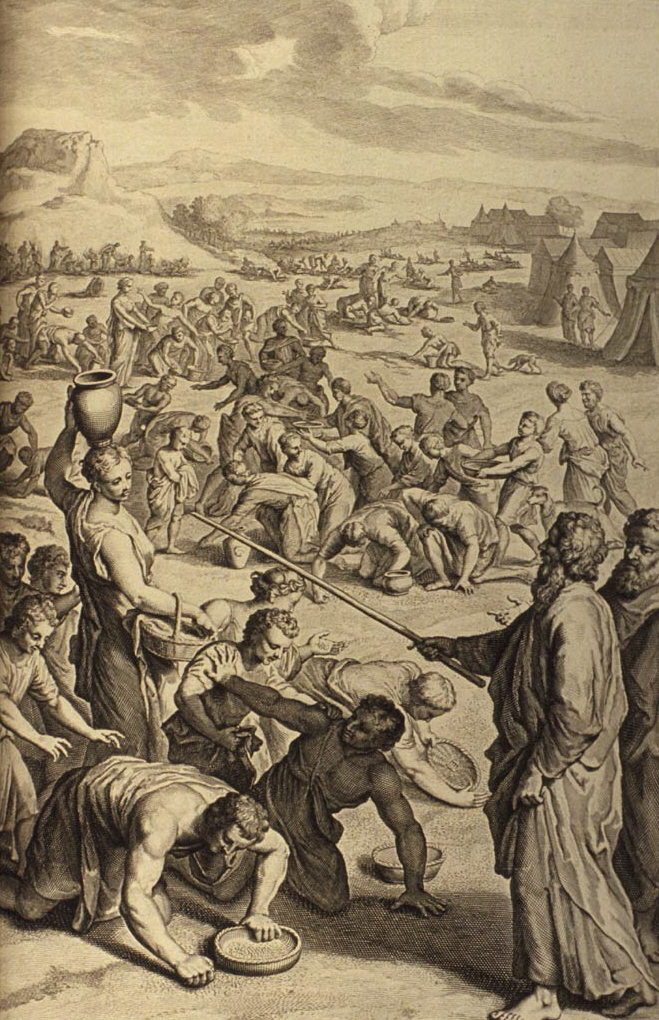
Los israelitas recogen maná en el desierto (ilustración de las Figures de la Bible de 1728)

### Éxodo, capítulo 16
La Guemará se preguntó cómo se podía conciliar Éxodo 16:4, que informaba de que el maná caía como «pan del cielo», con Números 11:8, que informaba de que la gente «hacía tortas con él», lo que implicaba que requería horneado; y con Números 11:8, que informaba de que la gente «lo molía en molinos», lo que implicaba que requería molido. La Guemará concluyó que el maná cayó en diferentes formas para diferentes clases de personas: Para los justos, cayó como pan; para la gente común, cayó como tortas que requerían horneado; y para los malvados, cayó como granos que requerían molienda. La Guemará preguntó cómo se podía conciliar Éxodo 16:31, que decía que «su sabor era como el de las obleas hechas con miel», con Números 11:8, que decía que «su sabor era como el de un pastel horneado con aceite». El rabino José ben Hanina dijo que el maná tenía un sabor diferente para las distintas clases de personas: sabía a miel para los niños, a pan para los jóvenes y a aceite para los ancianos.
La Mishná enseñaba que el maná que, según se relata en Éxodo 16:14-15, descendió a los israelitas, fue una de las diez cosas milagrosas que Dios creó en la víspera del sábado al anochecer del primer viernes tras la creación del mundo.
Un Midrash leyó las palabras «pero algunos de ellos dejaron algo hasta la mañana» en Éxodo 16:20 para referirse a las personas que carecían de fe. El rabino Simeón ben Lakish (Resh Lakish) los identificó con Datán y Abiram, razonando que Números 16:26 utiliza la palabra «hombres» para referirse a Datán y Abiram, y por lo tanto la palabra «hombres» en Éxodo 16:20 también debe referirse a ellos.

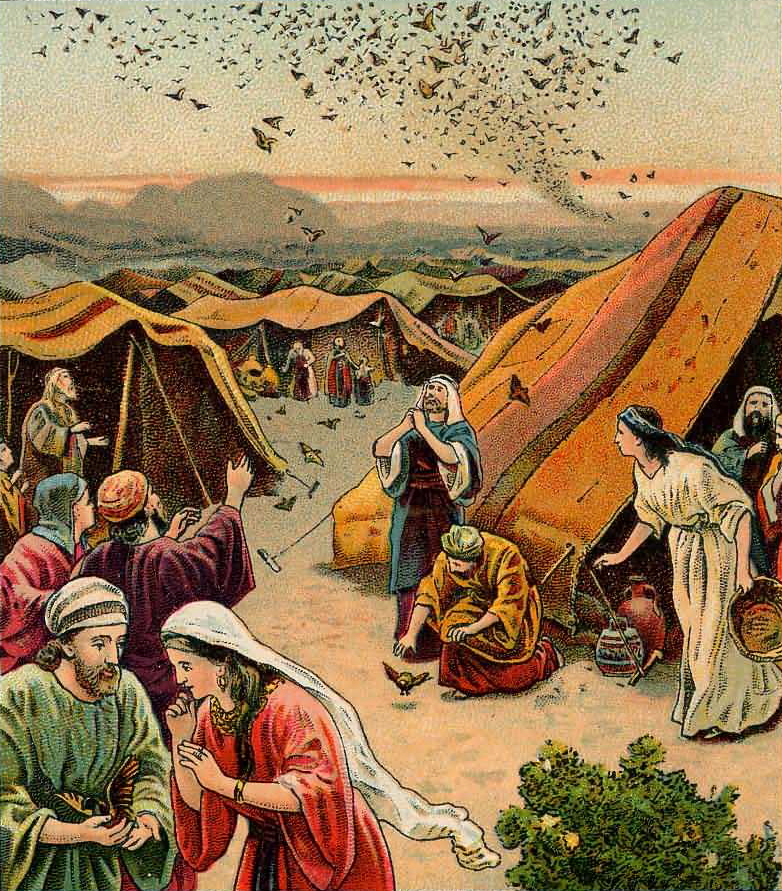
La entrega de codornices (ilustración de una tarjeta bíblica publicada en 1901 por Providence Lithograph Company)

Al leer las palabras «y se reprodujo gusanos y se pudrió» en Éxodo 16:20, un midrash preguntó si existe algo que primero produzca gusanos y luego se pudra (lo que implica que seguramente la putrefacción precede a los gusanos). Respondiendo negativamente, el Midrash enseñó que Dios deseaba revelar a la gente las acciones de los que desobedecían y guardaban el maná, por lo que Dios hizo que se reprodujeran muchos gusanos durante esa noche para que los pecadores no pudieran oler el rancio del maná al atardecer y tirarlo. El Midrash contaba que Moisés se enfadó tanto con ellos que se olvidó de decirles que recogieran dos omers por persona el sexto día. Así que cuando salieron y recogieron el sexto día y encontraron una porción doble, los príncipes se lo dijeron a Moisés, como se relata en Éxodo 16:22: «Y todos los príncipes de la congregación vinieron y se lo dijeron a Moisés». El Midrash señaló que Moisés les dijo (en Éxodo 16:23): «Esto es lo que ha dicho el Señor», no «lo que yo he dicho», porque Moisés lo había olvidado. Por esta razón, enseñó el Midrash, en Éxodo 16:28, Dios preguntó: «¿Hasta cuándo os negaréis a guardar Mis mandamientos y Mis leyes?», incluyendo a Moisés entre ellos (ya que Moisés no debería haber dado rienda suelta a su ira, olvidando así el mandato de Dios).

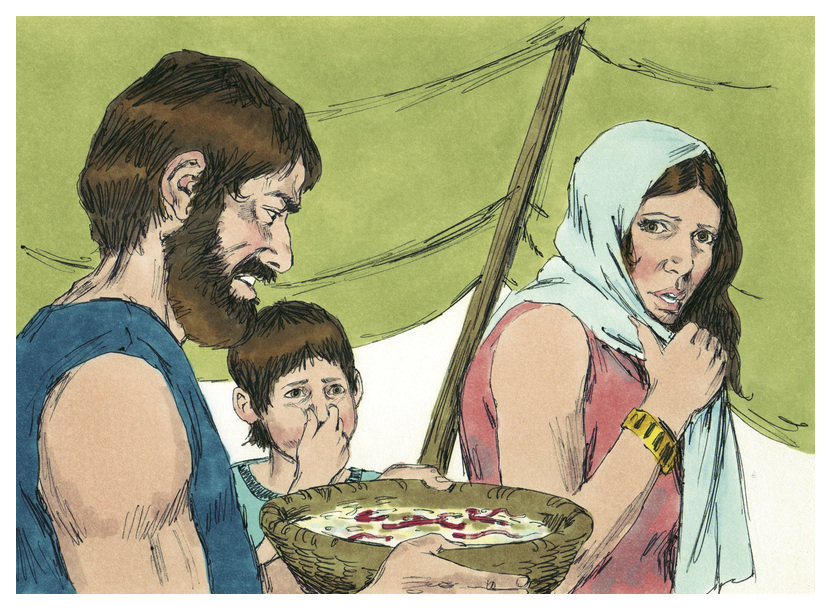
Algunas personas no prestaron atención y guardaron parte de ella. (Ilustración de 1984 de Jim Padgett, cortesía de Distant Shores Media/Sweet Publishing)

El tratado Shabbat en la Mishná, la Tosefta, el Talmud de Jerusalén y el Talmud de Babilonia interpretaron las leyes del sabbat en Éxodo 16:23 y 29; 20:8-11; 23:12; 31:13-17; 35: 2-3; Levítico 19:3; 23:3; Números 15:32-36; y Deuteronomio 5:12.
Al leer las palabras «Ved que el Señor os ha dado el sábado» en Éxodo 16:29, un midrash preguntó por qué se dice «ved» cuando «sabed» habría sido mejor. El Midrash explicó que Dios les dijo que cuando los no creyentes vinieran y preguntaran por qué los israelitas guardaban el sábado en el día que lo hacían, los israelitas podían decirles a los no creyentes: «Véase, el maná no desciende en sábado».
El Alfabeto del rabino Akiva enseñaba que cuando Dios le dio la Torá a Israel, Dios les dijo que si aceptaban la Torá y observaban los mandamientos de Dios, entonces Dios les daría por toda la eternidad una cosa muy preciada que Dios poseía: el Mundo Venidero. Cuando Israel pidió ver en este mundo un ejemplo del Mundo Venidero, Dios respondió que el Sabbat es un ejemplo del Mundo Venidero.
Un midrash preguntó a qué mandamiento se refiere Deuteronomio 11:22 cuando dice: «Porque si guardas diligentemente todo este mandamiento que te ordeno, de hacerlo, de amar al Señor tu Dios, de andar en todos sus caminos y de aferrarte a él, entonces el Señor expulsará a todas estas naciones de delante de ti, y despojarás a naciones más grandes y poderosas que tú». El rabino Levi dijo que «este mandamiento» se refiere a la recitación del «Shemá» (Deuteronomio 6:4-9), pero los rabinos dijeron que se refiere al sábado, que es igual a todos los preceptos de la Torá.
El Tratado Eruvin en la Mishná, la Tosefta, el Talmud de Jerusalén y el Talmud de Babilonia interpretaron las leyes de no caminar más allá de los límites permitidos en Éxodo 16:29.
Una Baraita enseñó que Josías escondió la jarra de maná mencionada en Éxodo 16:33, el Arca mencionada en Éxodo 37:1-5, el aceite de unción mencionado en Éxodo 30:22-33, la vara de Aarón con sus y flores mencionadas en Números 17:23, y el cofre que los filisteos enviaron a los israelitas como regalo junto con el Arca y sobre el cual los sacerdotes dijeron en 1 Samuel 6:8: «Y poned las joyas de oro, que le devolvisteis como ofrenda por la culpa, en un cofre al lado de él [del Arca]; y enviadlo para que se vaya». Tras observar que Deuteronomio 28:36 predecía: «El Señor te llevará a ti y a tu rey... a una nación que no conoces», Josías ordenó que se ocultara el Arca, como se relata en 2 Crónicas 35:3: «Y él [Josías] dijo a los levitas que enseñaban a todo Israel, que eran santos para el Señor: «Poned el Arca Sagrada en la casa que Salomón, hijo de David, rey de Israel, construyó; ya no habrá más carga sobre vuestros hombros; ahora servid al Señor vuestro Dios y a su pueblo Israel»». El rabino Eleazar dedujo que Josías escondió el aceite de la unción y los demás objetos al mismo tiempo que el Arca, del uso común de las expresiones «allí» en Éxodo 16:33 con respecto al maná y «allí» en Éxodo 30:6 con respecto al Arca, «guardarse» en Éxodo 16:33 con respecto al maná y «guardarse» en Números 17:25 con respecto a la vara de Aarón, y «generaciones» en Éxodo 16:33 con respecto al maná y «generaciones» en Éxodo 30:31 con respecto al aceite de la unción.

### Éxodo, capítulo 17
Los Avot de Rabí Natán leyeron la lista de lugares en Deuteronomio 1:1 para aludir a cómo Dios puso a prueba a los israelitas con diez pruebas en el desierto, y ellos fallaron en todas ellas, incluso en Éxodo 17:3. El Avot del rabino Natan interpretó las palabras «En la llanura» en Deuteronomio 1:1 como una alusión a cómo se quejaron de no tener agua, como se relata en Éxodo 17:3. 
En la Mekhilta del rabino Ishmael, el rabino Eliezer dijo que los israelitas en Masá dijeron que si Dios satisfacía sus necesidades, le servirían, pero si no, no le servirían. Así, Éxodo 17:7 relata que «probaron al Señor, diciendo: '¿Está el Señor en medio de nosotros o no?'»
La Mishná informó que en las sinagogas en Purim, los judíos leían Éxodo 17:8-16.
Un Midrash enseñó que dondequiera que la Escritura usa la palabra «hombres», la Escritura implica personas justas, como en Éxodo 17:9, «Y Moisés dijo a Josué: 'Escógenos a nosotros, a los hombres'»; en 1 Samuel 17:12, «Y el hombre era un anciano (y por tanto sabio) en los días de Saúl, que se unió a los hombres (que naturalmente serían como él)»; y en 1 Samuel 1:11, «Pero darás a tu sierva simiente que son hombres».
La Mishná citaba Éxodo 17:11, que describía cómo cuando Moisés levantaba la mano, Israel prevalecía, y preguntaba si las manos de Moisés realmente hacían la guerra o la detenían. Más bien, la Mishná interpretaba el versículo para enseñar que mientras los israelitas miraran hacia arriba y sometieran sus corazones a Dios, se harían más fuertes, pero cuando no lo hicieran, caerían. La Mishná enseñaba que la serpiente de fuego colocada en un poste en Números 21:8 funcionaba de la misma manera, al dirigir a los israelitas a mirar hacia Dios.

## En la interpretación judía medieval
La parashá se discute en estas fuentes judías medievales:

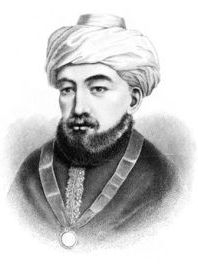
Maimónides

### Éxodo, capítulo 14
Al leer la declaración de Dios en Éxodo 14:4, «Endureceré el corazón de Faraón», y declaraciones similares en Éxodo 4:21; 7:3; 9:12; 10:1, 20, 27; 11:10; y 14:8 y 17, Maimónides concluyó que es posible que una persona cometa un pecado tan grande, o tantos pecados, que Dios decrete que el castigo por estos actos voluntarios y conscientes sea la eliminación del privilegio del arrepentimiento (תְשׁוּבָה, teshuvah). De este modo, el ofensor no podría arrepentirse ni tendría el poder de volver de la ofensa, y el ofensor moriría y se perdería a causa de la ofensa. Maimónides interpretó que esto era lo que Dios dijo en Isaías 6:10: «Engorda el corazón de este pueblo, y endurece sus oídos, y entorpece sus ojos, para que no vea con sus ojos, ni oiga con sus oídos, ni su corazón entienda, se arrepienta y sea sanado». De manera similar, 2 Crónicas 36:16 informa: «Se burlaron de los mensajeros de Dios, desdeñaron sus palabras e insultaron a sus profetas hasta que la ira de Dios se levantó sobre el pueblo, sin posibilidad de curación». Maimónides interpretó estos versículos para enseñar que pecaron voluntariamente y en una medida tan atroz que merecían que se les negara el arrepentimiento. Y así, debido a que el faraón pecó por su cuenta al principio, perjudicando a los judíos que vivían en su tierra, como relata Éxodo 1:10 al intrigar: «Tratemos con astucia con ellos», Dios dictó el juicio de que el arrepentimiento sería negado al faraón hasta que recibiera su castigo, y por lo tanto Dios dijo en Éxodo 14:4: «Endureceré el corazón del faraón». Maimónides explicó que Dios envió a Moisés para decirle al faraón que enviara a los judíos y se arrepintiera, cuando Dios ya le había dicho a Moisés que el faraón se negaría, porque Dios buscaba informar a la humanidad de que cuando Dios niega el arrepentimiento a un pecador, el pecador no podrá arrepentirse. Maimónides dejó claro que Dios no decretó que el faraón hiciera daño al pueblo judío; más bien, el faraón pecó voluntariamente por su cuenta, y por lo tanto merecía que se le negara el privilegio del arrepentimiento. ref. Maimónides, «Mishneh Torah»:
Baḥya ibn Paquda argumentó que el mayor beneficio que Dios otorgó a la humanidad y la prueba más fuerte de la existencia de Dios es la Torá que Dios dio a la humanidad y la manifestación de Dios de la presencia de Dios, como dice Éxodo 14:31: «Y vio Israel la gran obra que el Señor había hecho con los egipcios, y el pueblo: temieron al Señor y creyeron en el Señor y en Moisés, su siervo».

### Éxodo, capítulo 15
Baḥya ibn Paquda citó Éxodo 15:26 para la proposición de que la relación de la naturaleza con la Torá es la de un sirviente con un amo, y las fuerzas de la naturaleza operan en armonía con la enseñanza de la Torá.

### Éxodo, capítulo 16
Baḥya ibn Paquda enseñó que la forma adecuada para aquellos que confían en Dios, cuando se les retiene el sustento, es decir en sus corazones: «El Dios que me sacó del vientre a este mundo en un momento determinado, y no me sacó antes ni después, es el que me retiene el sustento hasta un tiempo determinado, porque Dios sabe lo que es bueno para mí». Del mismo modo, cuando su sustento consiste solo en lo que necesitan para alimentarse, es apropiado que se digan a sí mismos: «El Dios que preparó mi sustento en el pecho de mi madre, en mis comienzos, según mi necesidad, y lo que me era suficiente día a día, hasta que Dios lo reemplazó por algo mejor, y la leche que venía exactamente no me perjudicó en absoluto, así que tampoco me perjudicará ahora en absoluto, al enviarme Dios mi comida en esta cantidad limitada, hasta el final de mis días». Baḥya enseñó que serán recompensados por esto, como Dios dijo a nuestros antepasados en el desierto del Sinaí, que estaban en una situación similar, en Éxodo 16:4: «El pueblo saldrá cada día a recoger lo que necesite para el día».

### Éxodo, capítulo 17
Al leer el relato de Masá y Meribá en Éxodo 17:1-7, Isaac Abravanel argumentó que si los israelitas carecían de agua potable, entonces tenían motivos para quejarse, y ¿a quién deberían haber acudido si no a su líder Moisés? Así que Abravanel preguntó por qué Éxodo 17:7 debería calificar esta conducta suya de «intento», ya que parecía ser una petición absolutamente legítima y esencial.

## En la interpretación moderna
La parashá se discute en estas fuentes modernas:

### Éxodo, capítulo 13
Moshe Greenberg escribió que se puede ver toda la historia del Éxodo como «el movimiento de la manifestación ardiente de la presencia divina». Del mismo modo, William Propp identificó el fuego (אֵשׁ, esh) como el medio en el que Dios aparece en el plano terrestre: en la Zarza Ardiente de Éxodo 3:2, la columna de nube de Éxodo 13:21-22 y 14:24, en la cima del monte Sinaí en Éxodo 19:18 y 24:17, y sobre el Tabernáculo en Éxodo 40:38. 

### Éxodo, capítulo 14
Observando que Ezequiel 29:3 se refiere al faraón como un «monstruo poderoso», asociándolo así con el monstruo marino primigenio que el Salmo 74:13-14 relata que Dios derrotó al establecer el orden y crear el mundo, el rabino Shai Held de Yeshivat Hadar argumentó que la Biblia asocia temáticamente al faraón con las fuerzas del caos, y por lo tanto que la derrota del faraón por parte de Dios en el mar en Éxodo 14-15 recrea la victoria primordial de Dios sobre el monstruo marino y el caos en la creación del mundo.
Everett Fox señaló que «gloria» (כְּבוֹד, «kevod») y «terquedad» (כָּבֵד לֵב, «kaved lev») son palabras principales a lo largo del libro del Éxodo que le dan un sentido de unidad. De manera similar, Propp identificó la raíz «kvd», que connota pesadez, gloria, riqueza y firmeza, como un tema recurrente en el Éxodo: Moisés sufrió de una boca pesada en Éxodo 4:10 y brazos pesados en Éxodo 17:12; el faraón tenía firmeza de corazón en Éxodo 7:14; 8:11, 28; 9:7, 34; y 10:1; el faraón hizo pesado el trabajo de Israel en Éxodo 5: 9; Dios, en respuesta, envió plagas severas en Éxodo 8:20; 9:3, 18, 24; y 10:14, para que Dios pudiera ser glorificado sobre el faraón en Éxodo 14:4, 17 y 18; y el libro culmina con el descenso de la Gloria ardiente de Dios, descrita como una «nube densa», primero sobre el Sinaí y más tarde sobre el Tabernáculo en Éxodo 19:16; 24:16-17; 29:43; 33:18, 22; y 40:34-38.

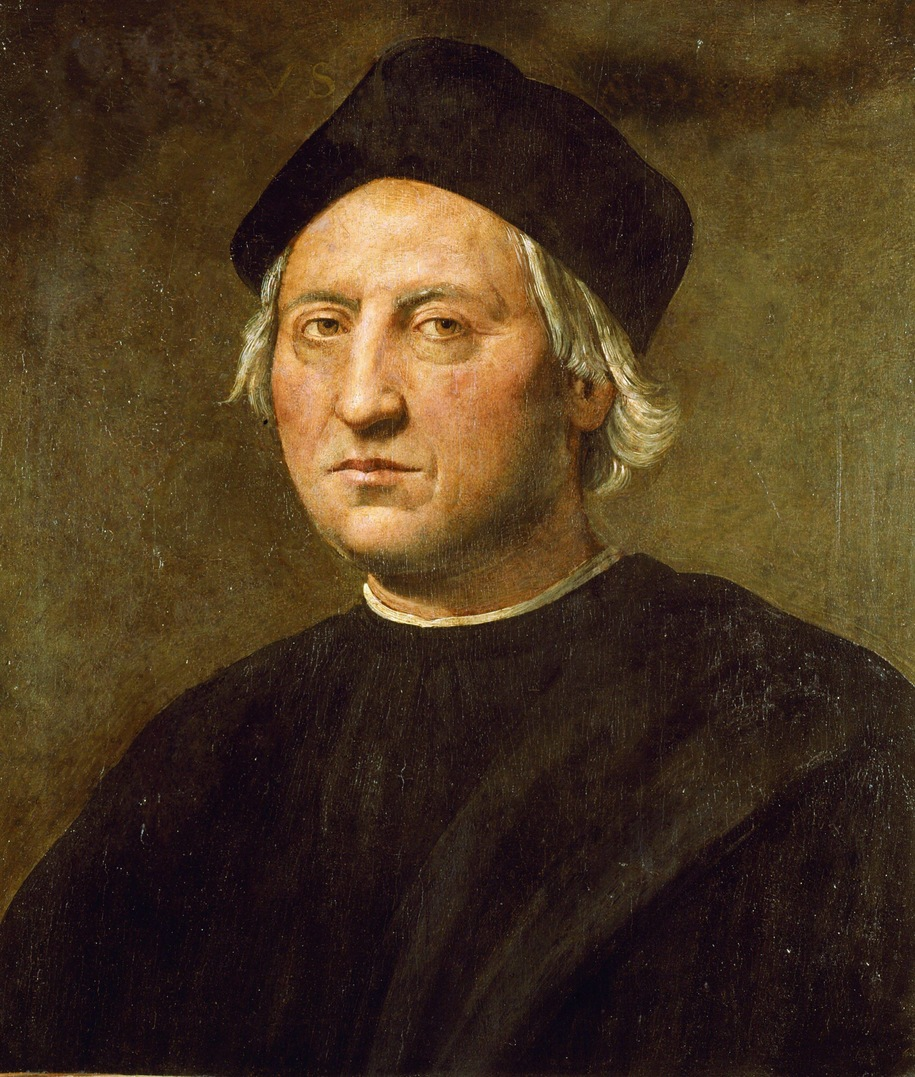
Colón

En su resumen del diario de Cristóbal Colón sobre el Primer viaje de Cristóbal Colón, Bartolomé de las Casas informó de que el domingo 23 de septiembre de 1492 el mar estaba en calma y en reposo, lo que provocó que la tripulación refunfuñara, diciendo que, dado que no había mares agitados en esas partes, ningún viento los llevaría nunca de vuelta a España. Pero más tarde, para su asombro, el mar se levantó sin viento. Refiriéndose al partimiento del mar en Éxodo 14, Colón dijo entonces: «Necesitaba mucho este mar agitado porque nada parecido había ocurrido desde los tiempos de los judíos, cuando los egipcios salieron contra Moisés, que los estaba sacando de la cautividad».
En un sermón de marzo de 1776, el ministro de Massachusetts Elijah Fitch comparó al rey Jorge III con «ese orgulloso y altivo monarca faraón, rey de Egipto». Fitch argumentó que Dios apareció para ayudar a los israelitas cuando se sacudieron el yugo de la esclavitud egipcia, y el faraón y su ejército los persiguieron y parecían no dejarles ninguna vía de escape, por lo que Dios ayudaría a los colonos. Fitch dijo que Dios permite que los malvados logren algunos de sus propósitos malvados contra los justos, pero al final los frustra. Y «así fue con el orgulloso faraón, que se enalteció, con la esperanza segura de destruir a los israelitas y repartirse el botín, eufórico con la esperanza de un éxito seguro, se precipita hacia adelante, hasta que su gloria, su pompa y su multitud quedan enterradas en el mar».

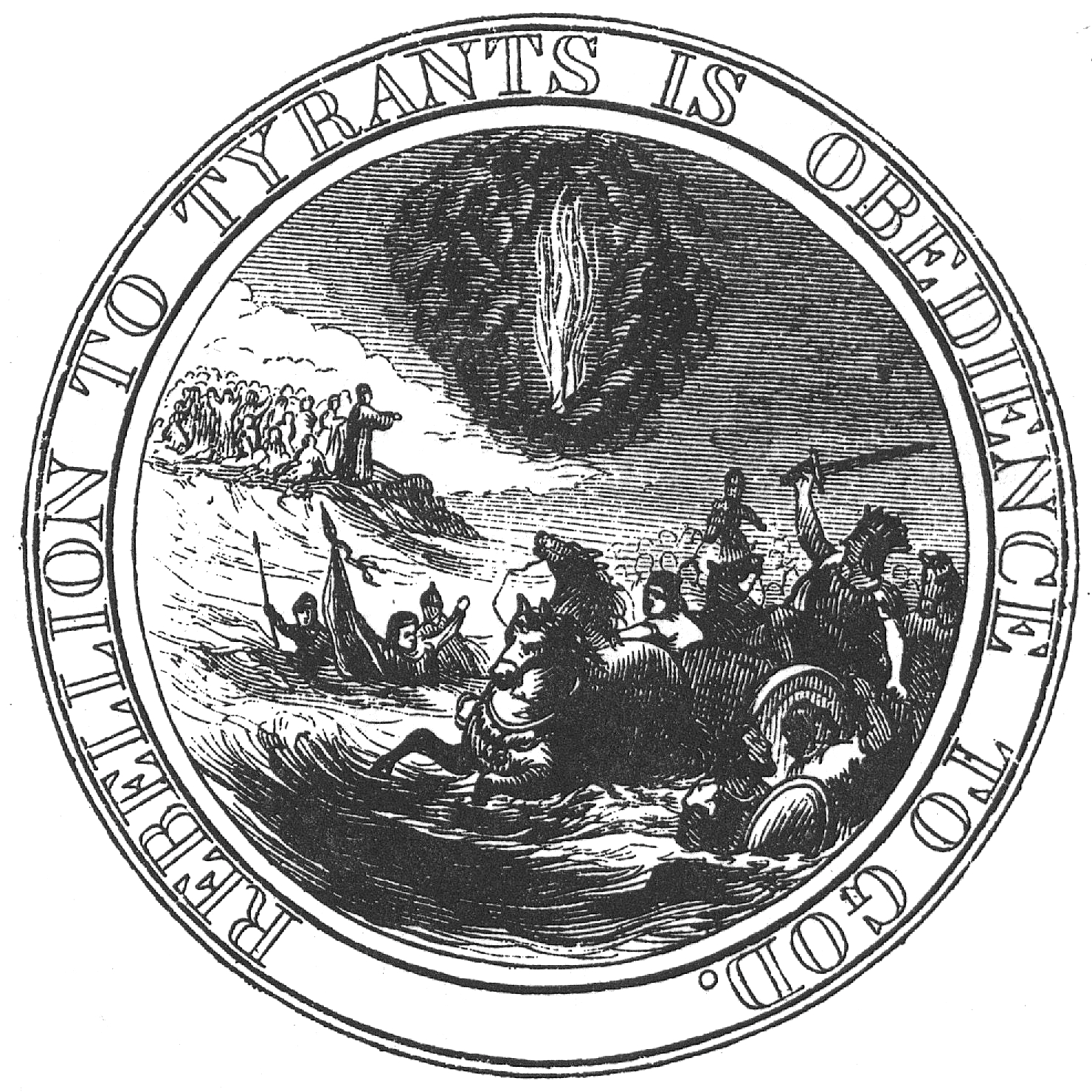
Diseño de Franklin para el Gran Sello de los Estados Unidos (ilustración de 1856 de Benson J. Lossing)

De manera similar, el ministro de Massachusetts Phillips Payson predicó sobre la Revolución Americana que «el dedo de Dios ha sido tan evidente en cada etapa de nuestra gloriosa lucha, que parece como si las maravillas y milagros realizados para el antiguo Israel, se repitieran de nuevo para el Israel americano, en nuestros días». Payson también comparó a Jorge III con el faraón, diciendo: «La dureza que poseía el corazón del faraón de antaño parece haber endurecido el corazón del rey británico; y la locura que llevó a ese antiguo tirano y a sus huestes al mar parece haber poseído a la corte y los consejos británicos».
En 1776, Benjamin Franklin propuso un Gran Sello de los Estados Unidos basado en Éxodo 14, con «Moisés levantando su vara y dividiendo el Mar Rojo, y el faraón, en su carro, abrumado por las aguas».
El espiritual afroamericano del siglo XIX «Mary Don't You Weep», anterior a la Guerra Civil estadounidense, empleó la imagen de Moisés a la orilla del mar y la liberación de los israelitas en el contexto de la esclavitud en los Estados Unidos.

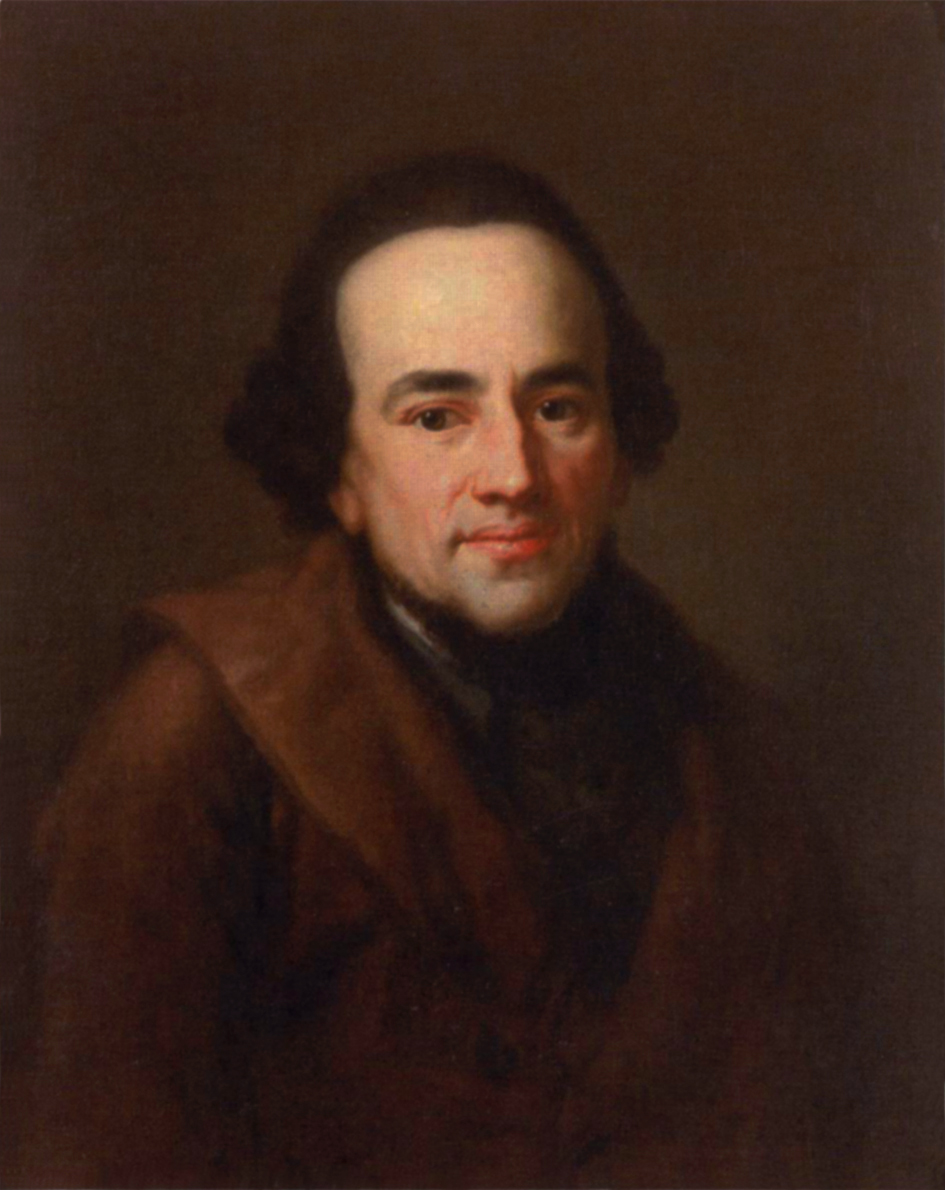
Mendelssohn

Moses Mendelssohn leyó el informe de Éxodo 14:31 que dice que «los israelitas vieron y confiaron en el Eterno y en Moisés, su siervo», junto con el informe de Génesis 15:6 que dice que «Abraham confió en el Eterno» para demostrar que la palabra que a menudo se traduce como «fe» en realidad significa, en la mayoría de los casos, «confianza», «confianza» y «firme confianza». Así, Mendelssohn concluyó que las Escrituras no ordenan la fe, sino que no aceptan más mandatos que los que proceden de la convicción. Sus proposiciones se presentan al entendimiento, se someten a consideración, sin imponerse a nuestra creencia. La creencia y la duda, el asentimiento y la oposición, en opinión de Mendelssohn, no están determinados por el deseo, los anhelos, el temor o la esperanza, sino por el conocimiento de la verdad y la falsedad. Por lo tanto, concluyó Mendelssohn, el judaísmo antiguo no tiene artículos de fe.

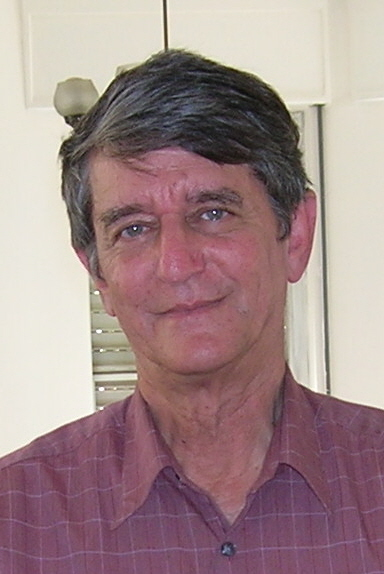
Kugel

### Éxodo, capítulo 15
James Kugel escribió que los estudiosos han establecido que las lenguas semíticas no tenían originalmente un artículo definido (correspondiente a la palabra «el» en español), pero más tarde desarrollaron uno (el prefijo הַ, «ha», en hebreo). Que el cántico de Éxodo 15:1-19 no contenga ni un solo artículo definido indica a Kugel (junto con otras características morfológicas y léxicas antiguas) que «se ha conservado desde una etapa muy temprana de la lengua hebrea y, por tanto, puede ser una de las partes más antiguas de la Biblia».
Del mismo modo, Robert A. Oden llamó al Éxodo 15 «casi con toda seguridad el poema extenso más antiguo de la Biblia hebrea», describiendo «el desfile de acontecimientos de la guerra santa, el Éxodo de Egipto y la conquista de la tierra de Canaán». Oden comparó el poema de guerra santa de Éxodo 15, que sigue a una versión en prosa del mismo acontecimiento en Éxodo 14, con Jueces 5, que sigue a una versión en prosa del mismo acontecimiento en Jueces 4, argumentando que ambos poemas ya eran difíciles de entender en el momento en que los editores reunieron la Biblia hebrea. Oden agrupó Éxodo 15 junto con Jueces 5, Habacuc 3 y Salmo 68 como ejemplos de himnos de guerra santa que revelaban la religión de la Liga Tribal que precedió a la formación de Israel.
Del mismo modo, Propp consideró probable que el Canto del Mar (Éxodo 15:1b-18HE) circulara originalmente de forma independiente y, por lo tanto, debería considerarse otra fuente. 
Walter Brueggemann sugirió una estructura quiástica para el cántico de Éxodo 15:1-19 de la siguiente manera:
A: La introducción anuncia el tema central. (Éxodo 15:1-3).
B: El primer elemento central, un canto de victoria (Éxodo 15:4-10).
C: Una doxología afirma la singularidad de Dios. (Éxodo 15:11-12).
B1: El segundo elemento central, una procesión triunfal del vencedor hacia el trono. (Éxodo 15:13-17).
A1: La conclusión, una fórmula de entronización que anticipa el reinado de Dios (Éxodo 15:18).
En Éxodo 15:11, «¿Quién como tú entre los dioses, oh Señor?», John J. Collins encontró continuidad con la visión mesopotámica de la divinidad que concedía libremente la realidad de otros dioses.

### Éxodo, capítulo 16
En 1950, el Comité de Leyes y Normas Judías del Judaísmo Conservador dictaminó: «Abstenerse del uso de un vehículo de motor es una ayuda importante para mantener el espíritu de reposo del sábado. Además, esa moderación ayuda a mantener unidos a los miembros de la familia en el Sabbat. Sin embargo, cuando una familia reside a una distancia razonable de la sinagoga, el uso de un vehículo de motor para asistir a la sinagoga no se interpretará en modo alguno como una violación del Sabbat, sino que, por el contrario, dicha asistencia se considerará una expresión de lealtad a nuestra fe. . . . [E]n el espíritu de una Halajá viva y en desarrollo que responda a las necesidades cambiantes de nuestro pueblo, declaramos que está permitido utilizar luces eléctricas en el Sabbat con el fin de aumentar el disfrute del Sabbat o reducir la incomodidad personal en el cumplimiento de una mitzvá».

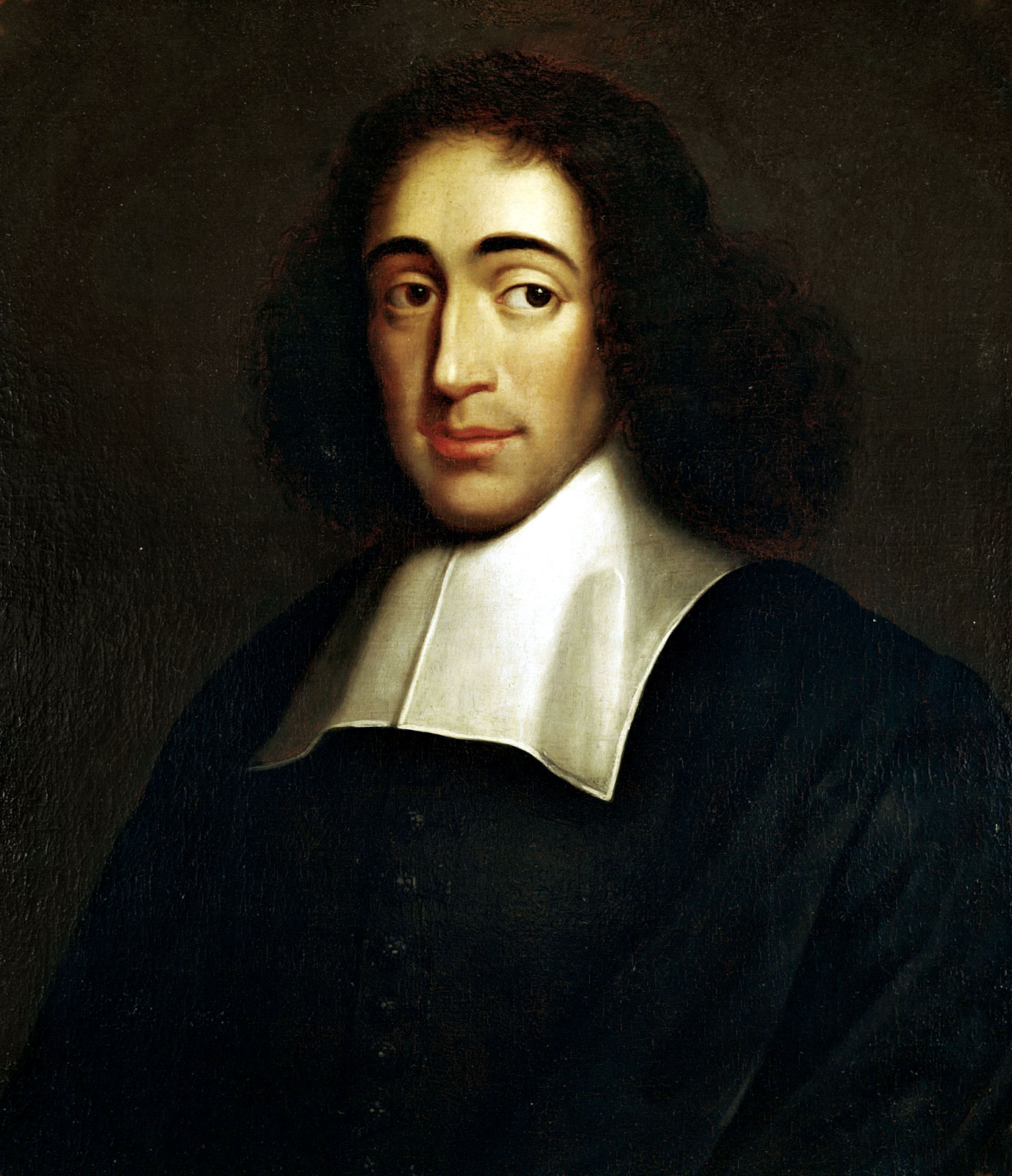
Spinoza

Baruch Spinoza enseñó que la religión solo adquiere fuerza de ley por medio de un poder soberano. Por lo tanto, Moisés no pudo castigar a aquellos que, antes del pacto, y por lo tanto mientras aún estaban en posesión de sus derechos, violaron el sábado (en Éxodo 16:27). Sin embargo, Moisés pudo hacerlo después del pacto (en Números 15:36), porque todos los israelitas habían renunciado entonces a sus derechos naturales, y la ordenanza del sábado había recibido fuerza de ley.

### Éxodo, capítulo 17
Nehama Leibowitz argumentó que el pecado del que se acusó a los israelitas en Masá fue el de intentar averiguar si valía la pena creer en Dios. Leibowitz dijo que los israelitas no necesitaban realmente preguntar si Dios estaba entre ellos o no, porque seguramente ya se habían beneficiado claramente de las bondades de Dios en más de una ocasión. 

## Mandamientos
Según Maimónides y Sefer Ha-Chinuch, hay un mandamiento negativo en la parashá:
- No caminar fuera de los límites permitidos en el Sabbath.[151]

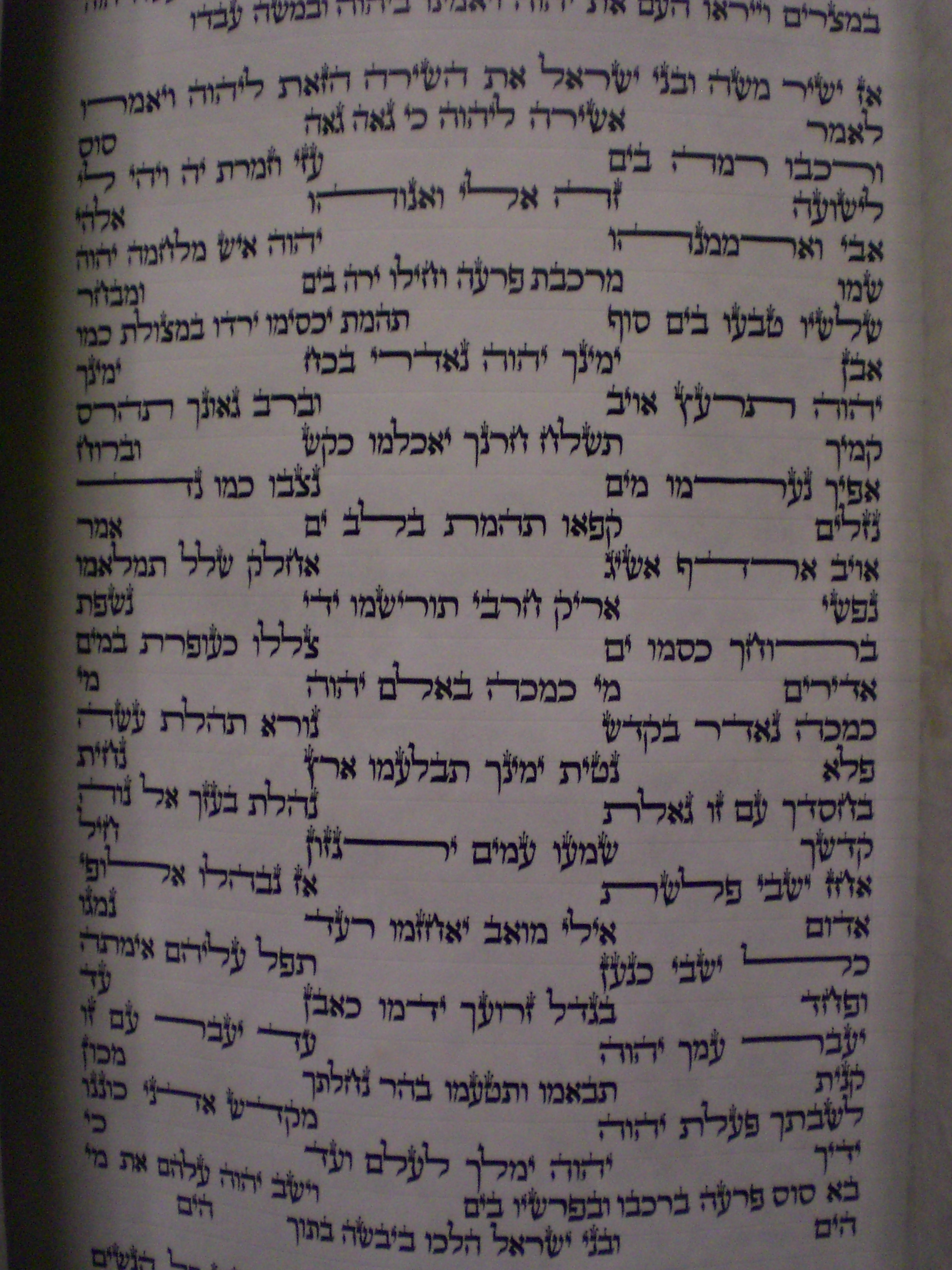
El Cántico del mar tal y como está escrito en un Sefer Torá

## En la liturgia
La bendición final del «Shema, inmediatamente antes de la oración «Amidah» en cada uno de los tres servicios de oración» relata los acontecimientos de Éxodo 14:21-31.

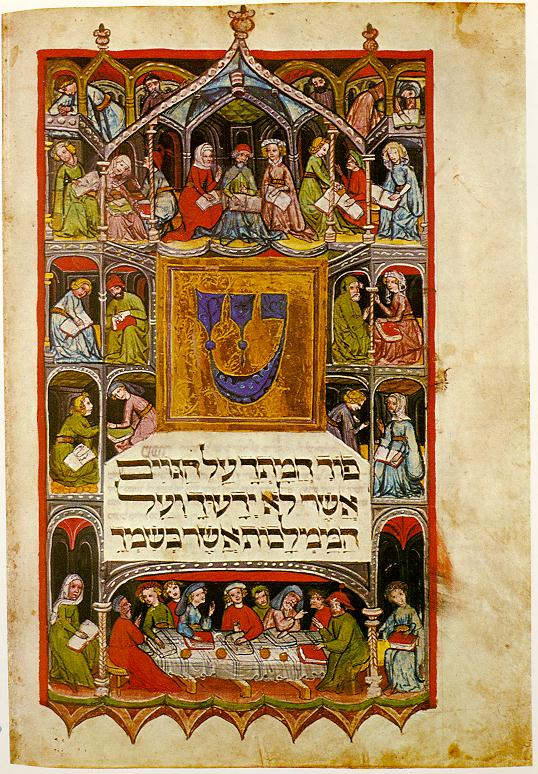
Una página de una Hagadá alemana del siglo XIV

La Haggadah, en la sección magid del Séder, relata el razonamiento del rabino José el Galileo de que, dado que la frase «el dedo de Dios» en Éxodo 8:15 se refería a 10 plagas, «la gran mano» (traducido como «la gran obra») en Éxodo 14:31 debe referirse a las 50 plagas sobre los egipcios.
El Canto del Mar, Éxodo 15:1-18, aparece en su totalidad en la sección P'sukei D'zimra del servicio matutino para el Shabat
Las referencias a la mano y el brazo poderosos de Dios en Éxodo 15:6, 12 y 16 se reflejan en el Salmo 98:1, que también es uno de los seis salmos recitados en el Las referencias a la poderosa mano y brazo de Dios en Éxodo 15:6, 12 y 16 se reflejan en el Salmo 98:1, que también es uno de los seis salmos recitados al comienzo del servicio de oración de Kabbalat Shabat.
La afirmación de la soberanía eterna de Dios en Éxodo 15:18, «¡Dios reinará por los siglos de los siglos!», puede haber encontrado una paráfrasis en el Salmo 146:10, «Adonai reinará por todas las generaciones», que a su vez aparece en la sección «Kedushah (oración)» de la oración «Amidah» en cada uno de los tres servicios judíos/servicios de oración. Y la declaración de la soberanía eterna de Dios en Éxodo 15:18 también aparece literalmente en la sección «Kedushah D'Sidra» del servicio «Minchah» para el Shabat.
Los murmullos del pueblo en Masá y Meribá, y quizás la roca que dio agua, de Éxodo 17:2-7, se reflejan en el Salmo 95, que a su vez es el primero de los seis salmos recitados al comienzo del servicio de oración de Kabalat Shabat.

## El maqam semanal
En el maqam semanal, los judíos sefardíes basan cada semana los cantos de los servicios en el contenido de la parashá de esa semana. Para la Parashat Beshalach, los judíos sefardíes aplican el maqam Ajam, que conmemora la alegría y el canto de los israelitas al cruzar el mar. 

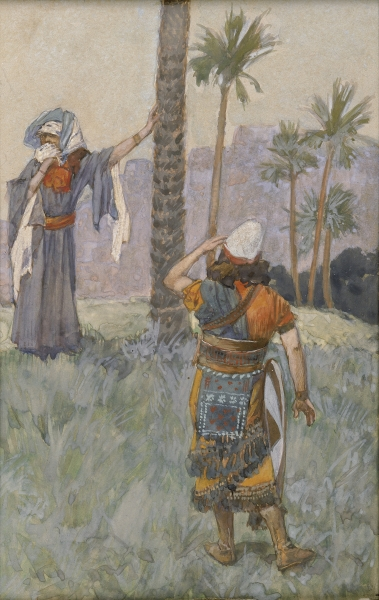
Deborah debajo de la palmera (acuarela circa 1896-1902 de James Tissot)

## Haftarah
La haftarah para la parashá es:
- para judíos asquenazíes: Jueces 4:4–5:31; y
- para judíos sefardíes: Jueces 5:1–31.

Para los judíos asquenazíes, la haftarah es la más larga del año.

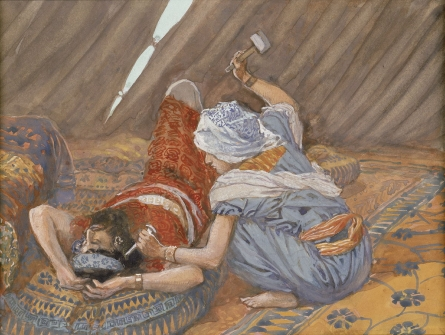
Jael mató a Sísara y le dio muerte (acuarela de James Tissot, circa 1896-1902)

La haftará de Beshalaj cuenta la historia de Débora. Con 52 versículos, es la haftará más larga.
Tanto la parashá como la haftará contienen canciones que celebran la victoria del pueblo de Dios, la parashá en el «Cántico del mar» sobre la liberación de los israelitas por parte de Dios del faraón, y la haftarah en el «Canto de Débora» sobre la victoria de los israelitas sobre el general cananeo Sisera. Tanto la parashá como la haftarah relatan cómo los líderes de los enemigos de Israel reunieron cientos de carros. Tanto la parashá como la haftará informan de cómo Dios «lanzó . . . en pánico» (“va-yaham“) a los enemigos de Israel. ref>Exodus 14:24; Judges 4:15. Tanto la parashá como la haftarah relatan que las aguas arrastraron a los enemigos de Israel.  Tanto la parashá como la haftará informan de cantos de mujeres para celebrar, la parashá de Miriam, Por último, tanto la parashá como la haftará mencionan a Amalec.
La Guemará relacionó las acciones de Dios en la parashá y la haftará. Para asegurar a los israelitas que sus enemigos ya no vivían, Dios hizo que el Mar Rojo escupiera a los egipcios muertos. Para compensar a los mares, Dios ordenó al río Kishon que entregara una vez y media más cadáveres. Para pagar la deuda, cuando Sísara vino a atacar a los israelitas, Dios hizo que el Kishon arrastrara a los cananeos. La Guemará calculó una vez y media más de cadáveres a partir del número de carros de guerra que se mencionan en Éxodo 14:7 y Jueces 4:13. 

### Bíblicas
- Génesis 1:9–10 (God separated water to reveal dry land); 14:7 (Amalekites); 36:12 (Amalek); 36:16 (Amalek); 50:24–26 (Joseph's bones).
- Exodus 4:21; 7:3; 9:12; 10:1, 20, 27; 11:10 (hardening Pharaoh's heart).
- Numbers 14:14 (pillar of fire).
- Deuteronomy 2:30 (hardening of heart); Deuteronomy 15:7 (hardening of heart); Deuteronomy 25:17–19 (Amalekites).
- Joshua 3:16–17 (crossing waters); 4:22–24 (crossing waters); 11:20 (hardening of heart); 24:32 (Joseph's bones).
- Isaiah 56:6–7 (keeping the Sabbath); 66:23 (universally observed Sabbath).
- Psalms 9:6 (God blots out the names of enemies); 95 (God as "the Rock," generation of the Wilderness); 114 (God's power over the sea); 146:10 (God's eternal sovereignty).
- Esther 3:1 (Agagite, read as Amalekite via Numbers 24:7).
- Nehemiah 9:12, 19 (pillar of fire).

### Antiguo no rabínico
- Ezekiel the Tragedian. Exagōgē. 2nd century BCE. Translated by R.G. Robertson. In The Old Testament Pseudepigrapha: Volume 2: Expansions of the "Old Testament" and Legends, Wisdom and Philosophical Literature, Prayers, Psalms, and Odes, Fragments of Lost Judeo-Hellenistic works. Edited by James H. Charlesworth, pages 816–19. New York: Anchor Bible, 1985.
- Romans 9:14–18. 1st century. (hardening Pharaoh's heart).
- Hebrews 11:22 (Joseph's bones); 11:28 (first Passover). Late 1st century.
- Revelation 17:17. Late 1st century. (changing hearts to God's purpose).
- Josephus. Antiquities of the Jews 2:14:5–3:2:5. Circa 93–94. In, e.g., The Works of Josephus: Complete and Unabridged, New Updated Edition. Translated by William Whiston, pages 74–83. Peabody, Massachusetts: Hendrickson Publishers, 1987.
- Acts 7:14–16. 2nd century. (Joseph's bones).

### Rabínico clásico
- Mishnah: Shabbat 1:1–24:5; Eruvin 1:1–10:15; Rosh Hashanah 3:8; Megillah 3:6; Sotah 1:7–9; Sanhedrin 10:1; Avot 5:6. 3rd century. In, e.g., The Mishnah: A New Translation. Translated by Jacob Neusner, pages 208–29; 304, 321, 449, 604, 686. New Haven: Yale University Press, 1988.
- Tosefta: Shabbat 1:1–17:29; Eruvin 1:1–8:24; Sotah 3:13; 4:2, 7; 6:3; 8:7; 11:2; 15:2; Sanhedrin 12:10; Eduyot 1:1; Kelim Kamma 1:8. Land of Israel, circa 250 CE. In, e.g., The Tosefta: Translated from the Hebrew, with a New Introduction. Translated by Jacob Neusner, volume 1, pages 357–470, 841, 845–46, 855, 870, 878, 890; volume 2, pages 1187, 1245, 1577. Peabody, Massachusetts: Hendrickson Publishers, 2002.
- Mekhilta of Rabbi Ishmael: 19:1–46:2. Land of Israel, late 4th century. In, e.g., Mekhilta According to Rabbi Ishmael. Translated by Jacob Neusner, volume 1, pages 125–72; volume 2, pages 1–36. Atlanta: Scholars Press, 1988.
- Jerusalem Talmud: Berakhot 4b, 24a, 43b, 51a, 94b; Peah 5a, 9b; Kilayim 72b; Terumot 7a; Shabbat 1a–113b; Eruvin 1a–71a; Pesachim 32a, 47b; Shekalim 2b; Sukkah 28b; Beitzah 19a; Rosh Hashanah 21b; Taanit 3b, 12a; Megillah 2a, 8a, 25a, 32a; Ketubot 30a; Nedarim 12b; Sotah 8b, 27b; Sanhedrin 60b; Avodah Zarah 14b. Tiberias, Land of Israel, circa 400 C.E. In, e.g., Talmud Yerushalmi. Edited by Chaim Malinowitz, Yisroel Simcha Schorr, and Mordechai Marcus, volumes 1–3, 5, 7, 13, 16–19, 20, 22–26, 31, 33, 36, 45, 47. Brooklyn: Mesorah Publications, 2005–2020. And in, e.g., The Jerusalem Talmud: A Translation and Commentary. Edited by Jacob Neusner and translated by Jacob Neusner, Tzvee Zahavy, B. Barry Levy, and Edward Goldman. Peabody, Massachusetts: Hendrickson Publishers, 2009.
- Mekhilta of Rabbi Simeon 2:2; 11:1; 15:4; 19:4–45:1; 48:2; 49:2; 50:2; 54:2; 61:2; 81:1. Land of Israel, 5th century. In, e.g., Mekhilta de-Rabbi Shimon bar Yohai. Translated by W. David Nelson, pages 7, 33, 50, 79–195, 214, 217, 228, 249, 279, 370. Philadelphia: Jewish Publication Society, 2006.

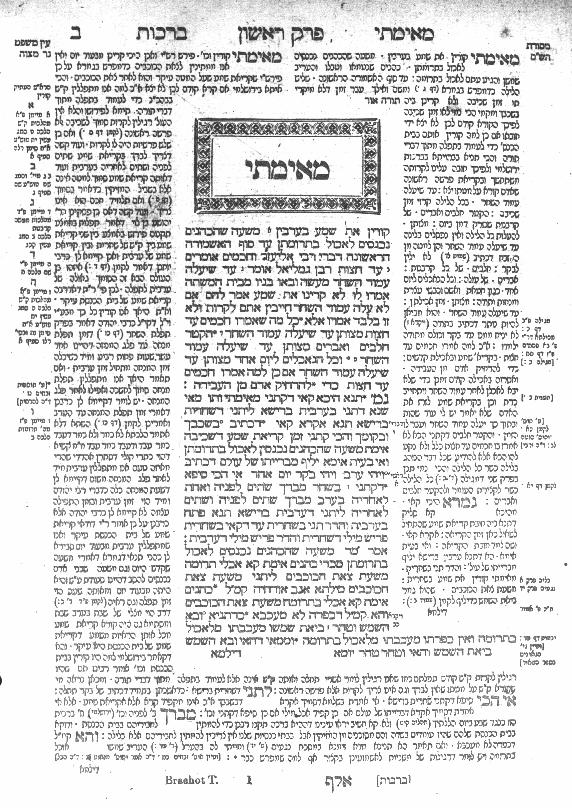
Talmud

- Babylonian Talmud: Berakhot 4a, 5a, 20b, 27a, 33a, 39b–40a, 54a–b, 58a; Shabbat 2a, 23b, 28a, 87b, 103b, 114b, 118b, 133b; Eruvin 2a–105a; Pesachim 47b, 67a, 85b, 87b, 117a, 118b; Yoma 4b, 52b, 70a, 75a–b; Sukkah 11b, 25a, 33a; Beitzah 2b, 15b; Rosh Hashanah 29a, 31a, 32b; Taanit 9a, 11a; Megillah 7a, 10b, 14a, 18a, 30b–31a; Moed Katan 25b; Chagigah 5b, 13b–14a; Yevamot 13b, 72a; Ketubot 5a, 7b, 62b; Nedarim 2b; Nazir 2b, 45a; Sotah 9b, 11a–b, 13b, 20b, 27b, 30b, 37a, 42b, 48a; Gittin 20a, 56b; Kiddushin 32a, 38a; Bava Kamma 82a, 92a–b; Bava Metzia 86b; Bava Batra 16b, 98a; Sanhedrin 11a–b, 17a, 20b, 39b, 42a, 56b, 90a, 91b–92a, 93a, 95b, 96b, 98b, 99b, 101a, 106a, 110a; Makkot 8b; Shevuot 15a; Avodah Zarah 2b, 4a, 11a, 24b; Horayot 8b, 12a; Menachot 27a, 31b, 32b, 53a–b, 95a; Chullin 14a, 89a, 135b; Arakhin 15a–b; Keritot 5b. Sasanian Empire, 6th century. In, e.g., Talmud Bavli. Edited by Yisroel Simcha Schorr, Chaim Malinowitz, and Mordechai Marcus, 72 volumes. Brooklyn: Mesorah Pubs., 2006.

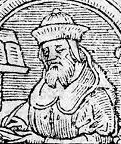
Rashi

### Medieval
- Exodus Rabbah 20:1–26:3. 10th century. In, e.g., Midrash Rabbah: Exodus. Translated by Simon M. Lehrman, volume 3. London: Soncino Press, 1939.
- Rashi. Commentary. Exodus 13–17. Troyes, France, late 11th century. In, e.g., Rashi. The Torah: With Rashi's Commentary Translated, Annotated, and Elucidated. Translated and annotated by Yisrael Isser Zvi Herczeg, volume 2, pages 143–204. Brooklyn: Mesorah Publications, 1994.

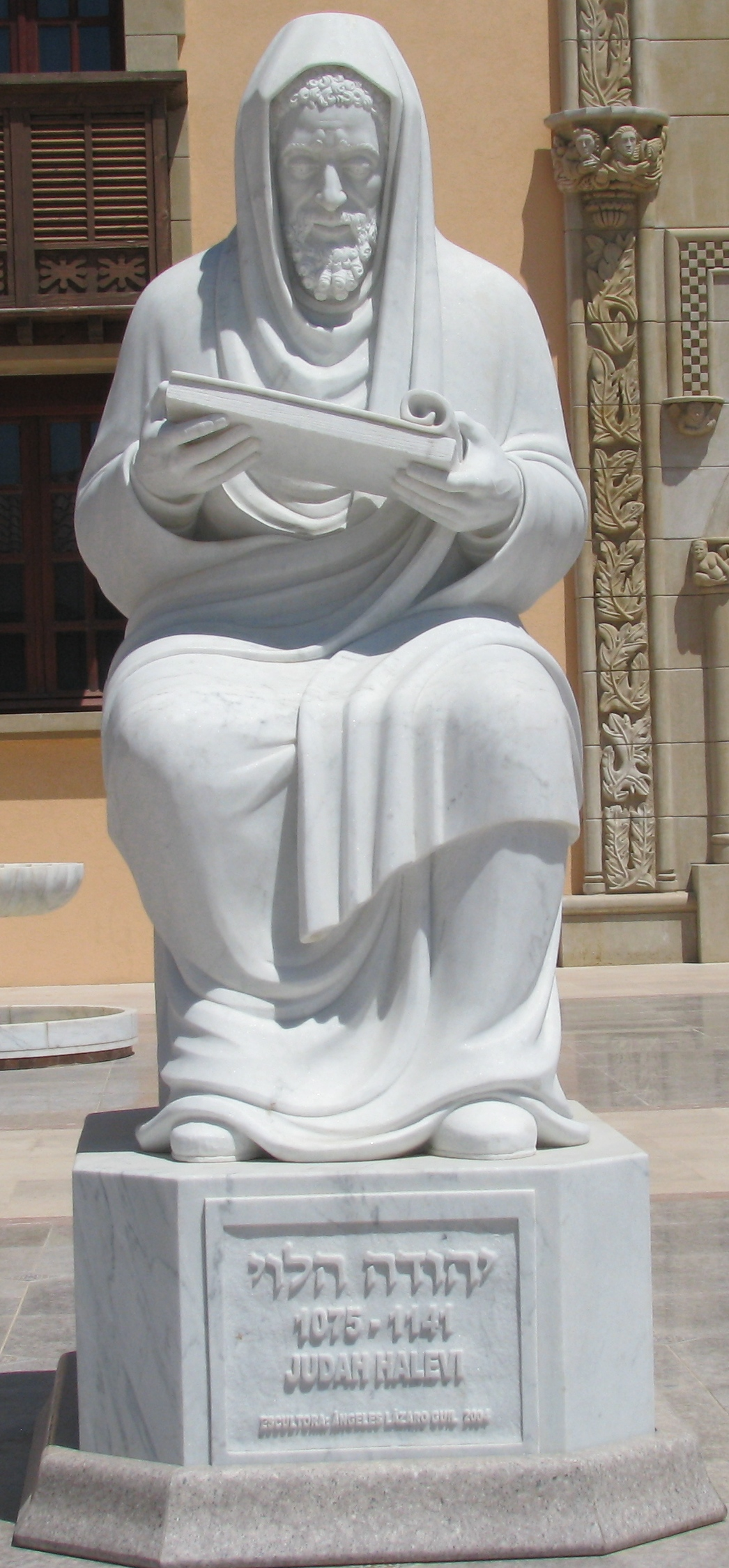
Judah Halevi

- Rashbam. Commentary on the Torah. Troyes, early 12th century. In, e.g., Rashbam's Commentary on Exodus: An Annotated Translation. Edited and translated by Martin I. Lockshin, pages 133–87. Atlanta: Scholars Press, 1997.
- Judah Halevi. Kuzari. 1:85–86; 3:35; 4:3. Toledo, Spain, 1130–1140. In, e.g., Jehuda Halevi. Kuzari: An Argument for the Faith of Israel. Introduction by Henry Slonimsky, pages 60, 167, 202–03. New York: Schocken, 1964.
- Abraham ibn Ezra. Commentary on the Torah. France, 1153. In, e.g., Ibn Ezra's Commentary on the Pentateuch: Exodus (Shemot). Translated and annotated by H. Norman Strickman and Arthur M. Silver, volume 2, pages 266–341. New York: Menorah Publishing Company, 1996.
- Maimonides. Mishneh Torah: Hilchot Teshuvah, chapter 3, paragraph 3. Egypt. Circa 1170–1180. In, e.g., Mishneh Torah: Hilchot Teshuvah: The Laws of Repentance. Translated by Eliyahu Touger, pages 140–48. New York: Moznaim Publishing, 1990.

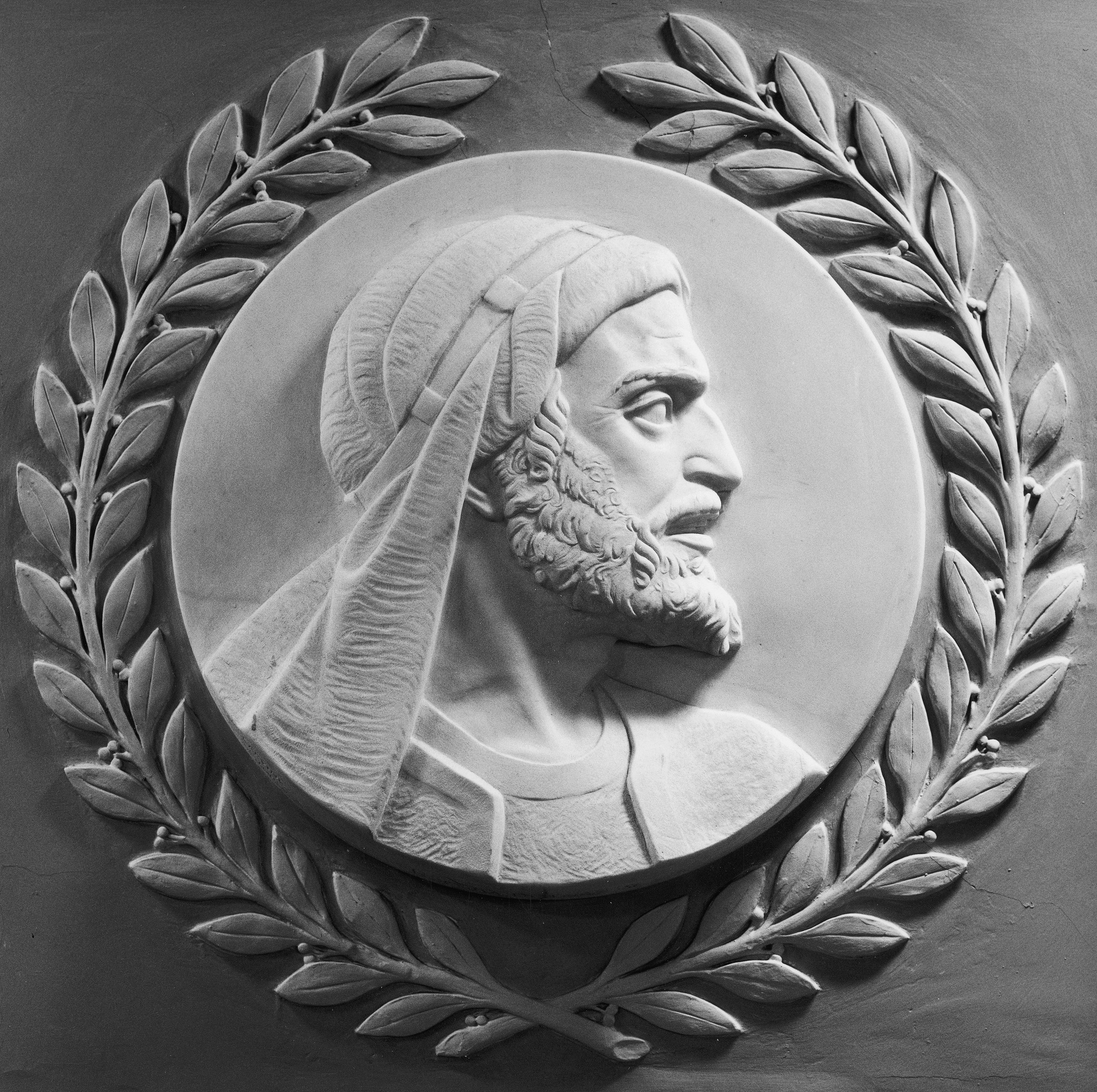
Maimonides

- Maimonides. The Eight Chapters on Ethics, chapter 8. Egypt. Late 12th century. In, e.g., The Eight Chapters of Maimonides on Ethics (Shemonah Perakim): A Psychological and Ethical Treatise. Edited, annotated, and translated, with an introduction by Joseph I. Gorfinkle, pages 95–96. New York: Columbia University Press, 1912. Reprinted by Forgotten Books, 2012.
- Maimonides. The Guide for the Perplexed. Cairo, Egypt, 1190. In, e.g., Moses Maimonides. The Guide for the Perplexed. Translated by Michael Friedländer, pages 18, 21, 26, 28, 30–31, 37, 58, 61, 107, 203, 210, 213, 271, 305, 324, 326, 339, 349, 383. New York: Dover Publications, 1956.

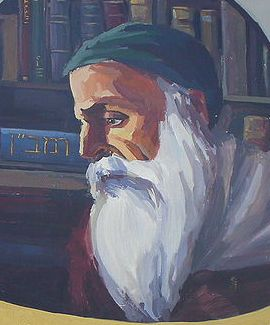
Nachmanides

- Hezekiah ben Manoah. Hizkuni. France, circa 1240. In, e.g., Chizkiyahu ben Manoach. Chizkuni: Torah Commentary. Translated and annotated by Eliyahu Munk, volume 2, pages 442–77. Jerusalem: Ktav Publishers, 2013.
- Nachmanides. Commentary on the Torah. Jerusalem, circa 1270. In, e.g., Ramban (Nachmanides): Commentary on the Torah. Translated by Charles B. Chavel, volume 2, pages 176–248. New York: Shilo Publishing House, 1973.

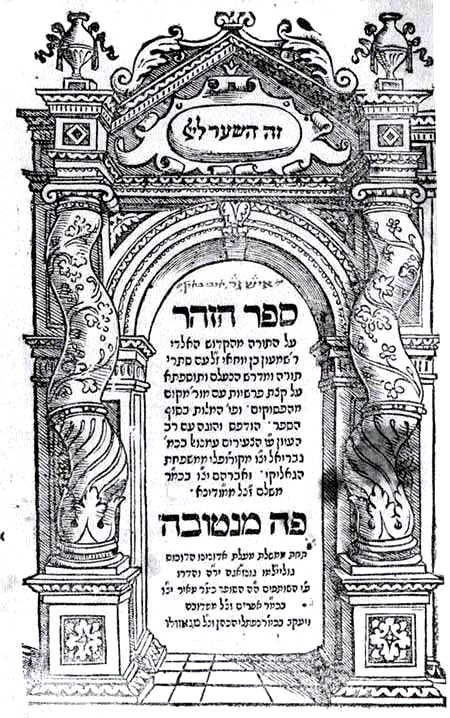
Zohar

- Zohar 2:44a–67a. Spain, late 13th century. In, e.g., The Zohar. Translated by Harry Sperling and Maurice Simon. 5 volumes. London: Soncino Press, 1934.
- Bahya ben Asher. Commentary on the Torah. Spain, early 14th century. In, e.g., Midrash Rabbeinu Bachya: Torah Commentary by Rabbi Bachya ben Asher. Translated and annotated by Eliyahu Munk, volume 3, pages 921–1022. Jerusalem: Lambda Publishers, 2003.
- Jacob ben Asher (Baal Ha-Turim). Commentary on the Torah. Early 14th century. In, e.g., Baal Haturim Chumash: Shemos/Exodus. Translated by Eliyahu Touger; edited and annotated by Avie Gold, volume 2, pages 653–711. Brooklyn: Mesorah Publications, 2000.
- Isaac ben Moses Arama. Akedat Yizhak (The Binding of Isaac). Late 15th century. In, e.g., Yitzchak Arama. Akeydat Yitzchak: Commentary of Rabbi Yitzchak Arama on the Torah. Translated and condensed by Eliyahu Munk, volume 1, pages 367–94. New York, Lambda Publishers, 2001.

### Moderno
- Isaac Abravanel. Commentary on the Torah. Italy, between 1492 and 1509. In, e.g., Abarbanel: Selected Commentaries on the Torah: Volume 2: Shemos/Exodus. Translated and annotated by Israel Lazar, pages 173–219. Brooklyn: CreateSpace, 2015.
- Abraham Saba. Ẓeror ha-Mor (Bundle of Myrrh). Fez, Morocco, circa 1500. In, e.g., Tzror Hamor: Torah Commentary by Rabbi Avraham Sabba. Translated and annotated by Eliyahu Munk, volume 3, pages 968–1019. Jerusalem, Lambda Publishers, 2008.
- Obadiah ben Jacob Sforno. Commentary on the Torah. Venice, 1567. In, e.g., Sforno: Commentary on the Torah. Translation and explanatory notes by Raphael Pelcovitz, pages 346–71. Brooklyn: Mesorah Publications, 1997.
- Moshe Alshich. Commentary on the Torah. Safed, circa 1593. In, e.g., Moshe Alshich. Midrash of Rabbi Moshe Alshich on the Torah. Translated and annotated by Eliyahu Munk, volume 2, pages 429–69. New York, Lambda Publishers, 2000.
- Shlomo Ephraim Luntschitz. Kli Yakar. Lublin, 1602. In, e.g., Kli Yakar: Shemos. Translated by Elihu Levine, volume 1, pages 195–256. Southfield, Michigan: Targum Press/Feldheim Publishers, 2002.

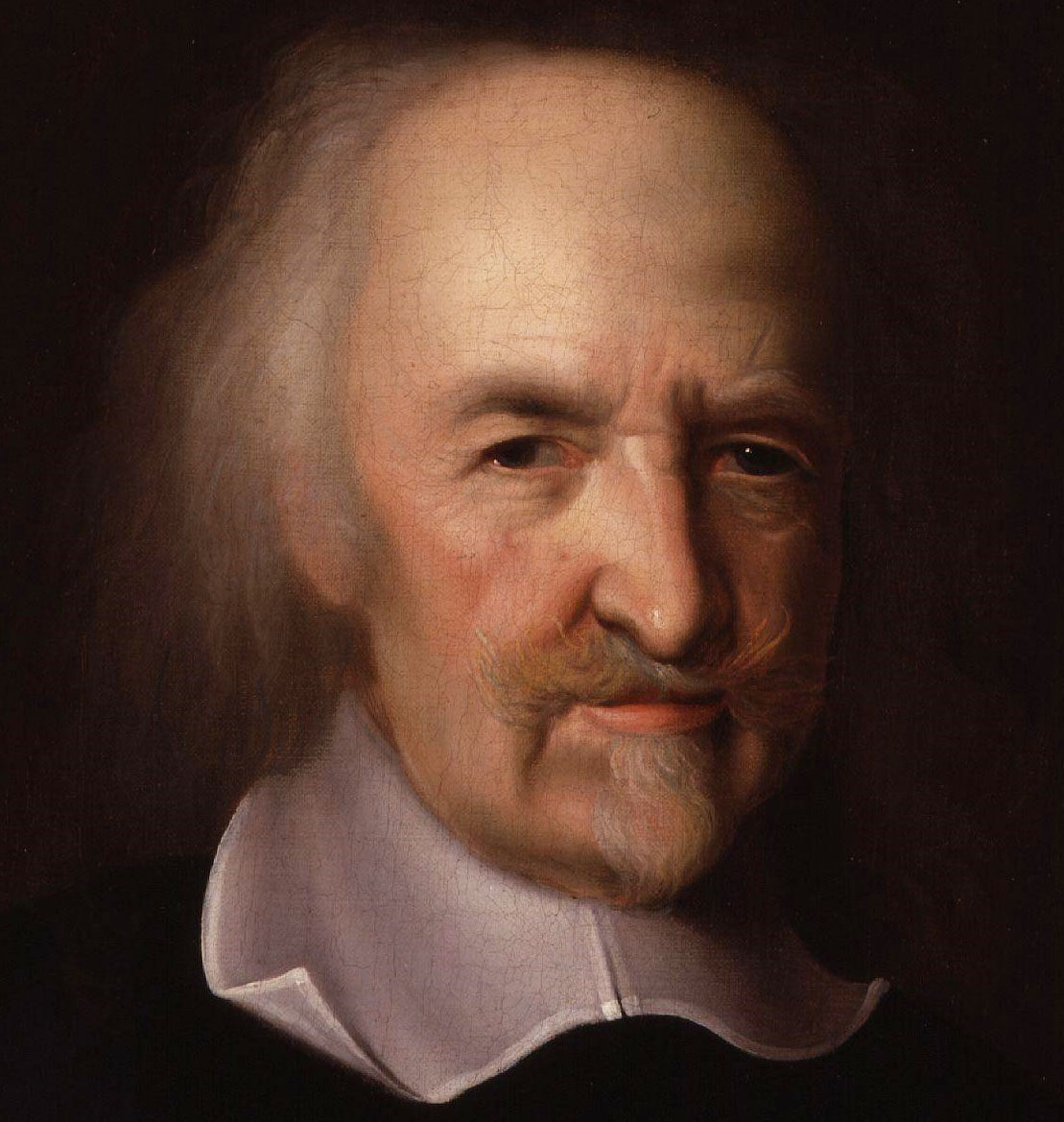
Hobbes

- Avraham Yehoshua Heschel. Commentaries on the Torah. Cracow, Poland, mid 17th century. Compiled as Chanukat HaTorah. Edited by Chanoch Henoch Erzohn. Piotrkow, Poland, 1900. In Avraham Yehoshua Heschel. Chanukas HaTorah: Mystical Insights of Rav Avraham Yehoshua Heschel on Chumash. Translated by Avraham Peretz Friedman, pages 142–59. Southfield, Michigan: Targum Press/Feldheim Publishers, 2004.
- Thomas Hobbes. Leviathan, 3:34, 36. England, 1651. Reprint edited by C. B. Macpherson, pages 437, 457. Harmondsworth, England: Penguin Classics, 1982.
- Chaim ibn Attar. Ohr ha-Chaim. Venice, 1742. In Chayim ben Attar. Or Hachayim: Commentary on the Torah. Translated by Eliyahu Munk, volume 2, pages 573–623. Brooklyn: Lambda Publishers, 1999.
- Moses Mendelssohn. Sefer Netivot Hashalom (The "Bi'ur," The Explanation). Berlin, 1780–1783. In Moses Mendelssohn: Writings on Judaism, Christianity, and the Bible. Edited Michah Gottlieb, pages 211–15. Waltham, Massachusetts: Brandeis University Press, 2011.
- Moses Mendelssohn. Jerusalem, § 2. Berlin, 1783. In Jerusalem: Or on Religious Power and Judaism. Translated by Allan Arkush; introduction and commentary by Alexander Altmann, page 100. Hanover, New Hampshire: Brandeis University Press, 1983.
- Nachman of Breslov. Teachings. Bratslav, Ukraine, before 1811. In Rebbe Nachman's Torah: Breslov Insights into the Weekly Torah Reading: Exodus-Leviticus. Compiled by Chaim Kramer; edited by Y. Hall, pages 96–139. Jerusalem: Breslov Research Institute, 2011.
- "Mary Don't You Weep." United States, 19th Century.
- David Einhorn. "War with Amalek." Philadelphia, 1864. In American Sermons: The Pilgrims to Martin Luther King Jr. Edited by Michael Warner, pages 665–73. New York: Library of America, 1999.

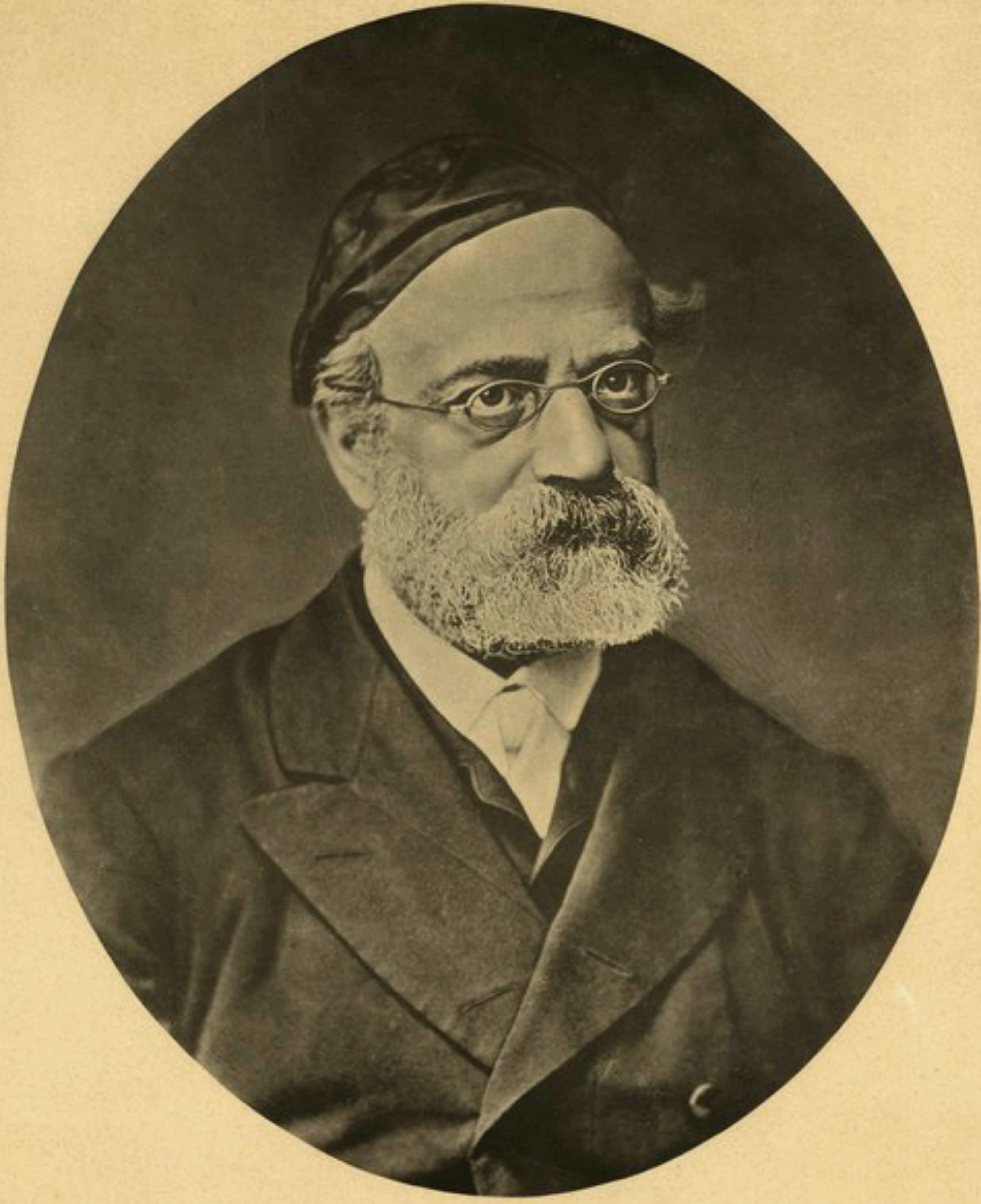
Hirsch

- Shlomo Ganzfried. Kitzur Shulchon Oruch, 90:3. Hungary, 1864. Translated by Eliyahu Touger, volume 1, pages 387–88. New York: Moznaim Publishing Corp., 1991.
- Samson Raphael Hirsch. The Pentateuch: Exodus. Translated by Isaac Levy, volume 2, pages 174–235. Gateshead: Judaica Press, 2nd edition 1999. Originally published as Der Pentateuch uebersetzt und erklaert. Frankfurt, 1867–1878.

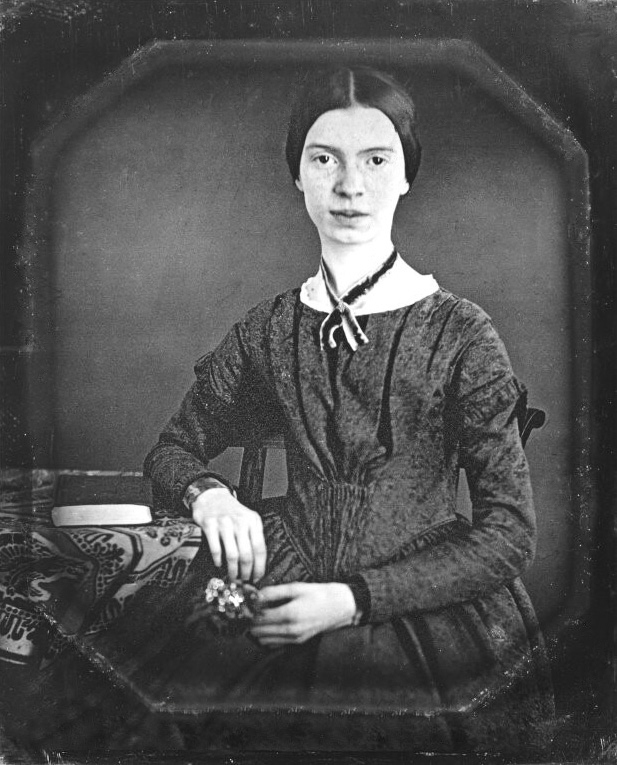
Dickinson

- Samuel David Luzzatto (Shadal). Commentary on the Torah. Padua, 1871. In, e.g., Samuel David Luzzatto. Torah Commentary. Translated and annotated by Eliyahu Munk, volume 2, pages 634–96. New York: Lambda Publishers, 2012.
- Emily Dickinson. Poem 1642 ("Red Sea," indeed! Talk not to me). Circa 1885. In The Complete Poems of Emily Dickinson. Edited by Thomas H. Johnson, page 673. New York: Little, Brown & Company, 1960.
- Samson Raphael Hirsch. The Jewish Sabbath. Frankfurt, before 1889. Translated by Ben Josephussoro. 1911. Reprinted Lexington, Kentucky: CreateSpace Independent Publishing Platform, 2014.
- Yehudah Aryeh Leib Alter. Sefat Emet. Góra Kalwaria (Ger), Poland, before 1906. Excerpted in The Language of Truth: The Torah Commentary of Sefat Emet. Translated and interpreted by Arthur Green, pages 99–104. Philadelphia: Jewish Publication Society, 1998. Reprinted 2012.
- Franklin E. Hoskins. "The Route Over Which Moses Led the Children of Israel Out of Egypt." National Geographic. (December 1909): pages 1011–38.

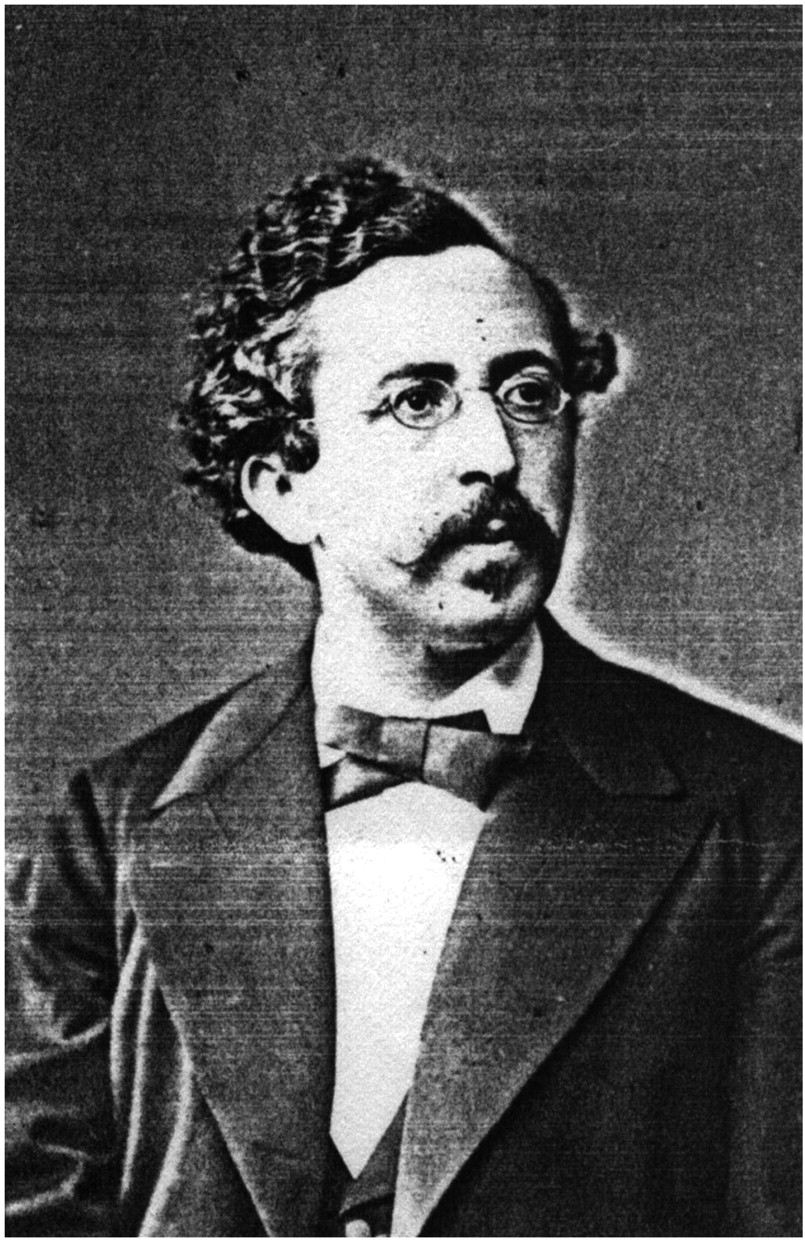
Cohen

- Hermann Cohen. Religion of Reason: Out of the Sources of Judaism. Translated with an introduction by Simon Kaplan; introductory essays by Leo Strauss, page 328. New York: Ungar, 1972. Reprinted Atlanta: Scholars Press, 1995. Originally published as Religion der Vernunft aus den Quellen des Judentums. Leipzig: Gustav Fock, 1919.
- Maynard Owen Williams. "East of Suez to the Mount of the Decalogue: Following the Trail Over Which Moses Led the Israelites from the Slave-Pens of Egypt to Sinai." National Geographic. (December 1927): pages 708–43.
- Alexander Alan Steinbach. Sabbath Queen: Fifty-four Bible Talks to the Young Based on Each Portion of the Pentateuch, pages 48–51. New York: Behrman's Jewish Book House, 1936.

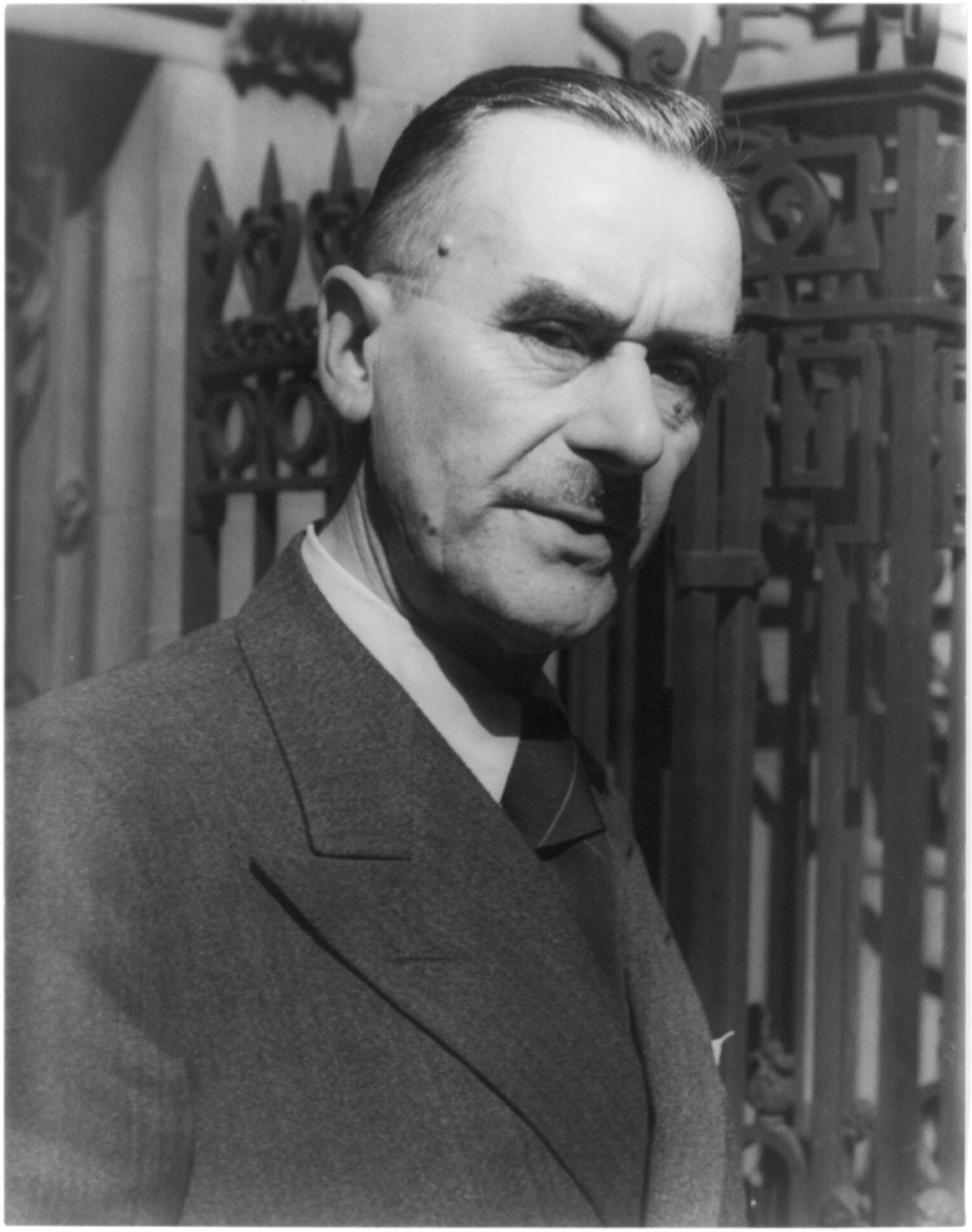
Mann

- Abraham Isaac Kook. The Moral Principles. Early 20th century. In Abraham Isaac Kook: the Lights of Penitence, the Moral Principles, Lights of Holiness, Essays, Letters, and Poems. Translated by Ben Zion Bokser, pages 137, 146. Mahwah, New Jersey: Paulist Press 1978.
- Benno Jacob. The Second Book of the Bible: Exodus. London, 1940. Translated by Walter Jacob, pages 376–493. Hoboken, New Jersey: KTAV Publishing House, 1992.
- Thomas Mann. Joseph and His Brothers. Translated by John E. Woods, pages 577, 788. New York: Alfred A. Knopf, 2005. Originally published as Joseph und seine Brüder. Stockholm: Bermann-Fischer Verlag, 1943.
- The Sabbath Anthology. Edited by Abraham E. Millgram. Philadelphia: The Jewish Publication Society, 1944; reprinted 2018. (Exodus 16:22–30).

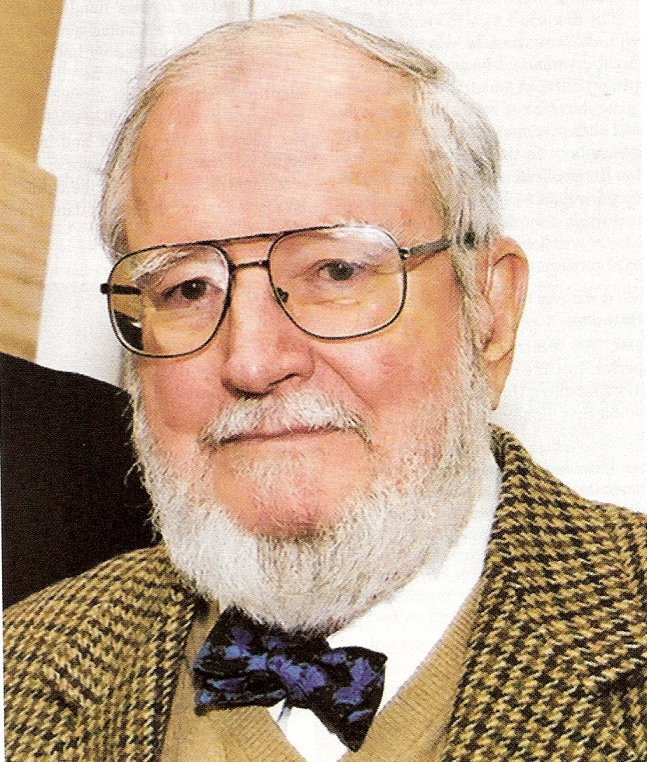
Cross

- Morris Adler, Jacob B. Agus, and Theodore Friedman. "Responsum on the Sabbath." Proceedings of the Rabbinical Assembly, volume 14 (1950), pages 112–88. New York: Rabbinical Assembly of America, 1951. In Proceedings of the Committee on Jewish Law and Standards of the Conservative Movement 1927–1970, volume 3 (Responsa), pages 1109–34. Jerusalem: The Rabbinical Assembly and The Institute of Applied Hallakhah, 1997.

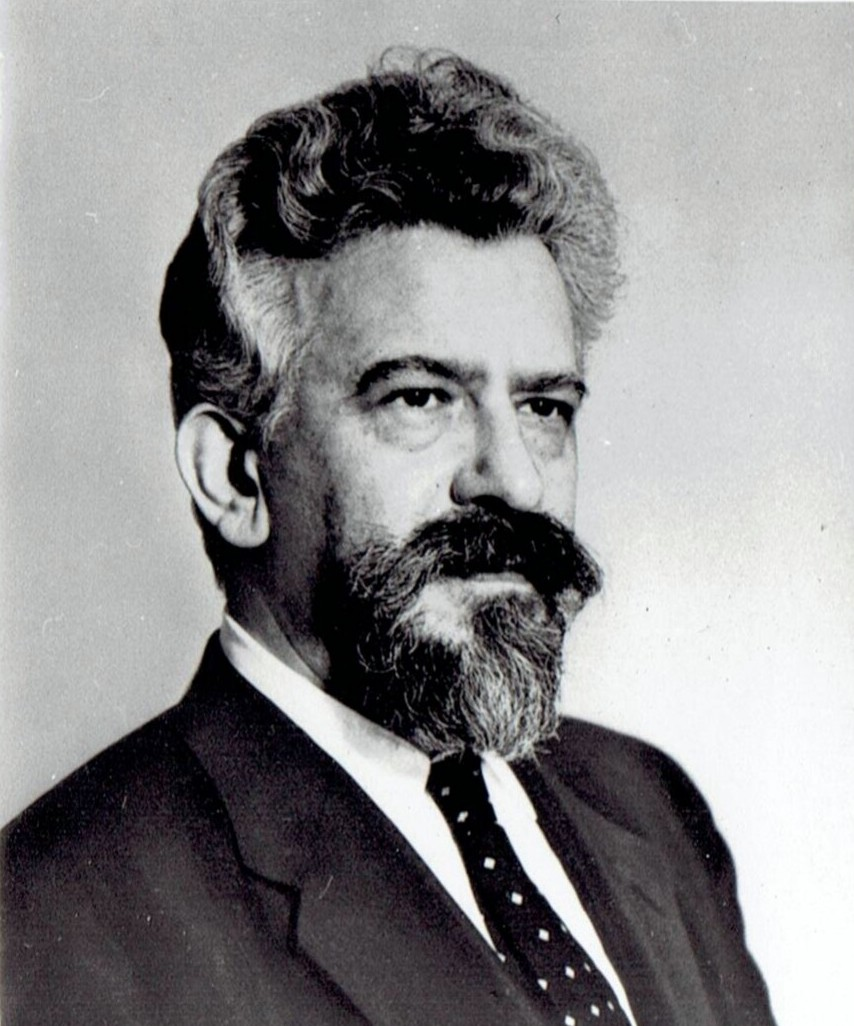
Heschel

- Frank Moore Cross Jr. Studies in Ancient Yahwistic Poetry, pages 83–127. Baltimore: Johns Hopkins University, 1950; reprinted Whitefish, MT: Literary Licensing, 2013. (on “The Song of Miriam”).
- Abraham Joshua Heschel. The Sabbath. New York: Farrar, Straus and Giroux, 1951. Reprinted 2005.

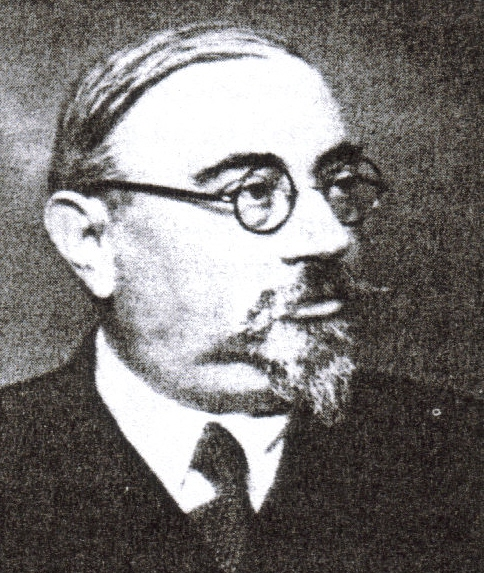
Cassuto

- Umberto Cassuto. A Commentary on the Book of Exodus. Jerusalem, 1951. Translated by Israel Abrahams, pages 155–207. Jerusalem: The Magnes Press, The Hebrew University, 1967.
- Morris Adler. The World of the Talmud, pages 28–29. B'nai B'rith Hillel Foundations, 1958. Reprinted Kessinger Publishing, 2007.
- Frank Moore Cross Jr. "The Song of the Sea and Canaanite Myth." In Canaanite Myth and Hebrew Epic: Essays in the History of the Religion of Israel, pages 112–44. Harvard University Press, 1973.
- David Noel Freedman. "Strophe and Meter in Exodus 15." In A Light unto My Path: Old Testament Studies in Honor of Jacob M. Myers. Edited by Howard N. Bream, Ralph D. Heim, and Carey A. Moore, pages 163–203. Philadelphia: Temple University Press, 1974.
- Harvey Arden. "In Search of Moses." National Geographic. (January 1976): pages 2–37.
- Peter C. Craigie. The Problem of War in the Old Testament, pages 25, 35–36, 38, 67. Grand Rapids, Michigan: William B. Eerdmans Publishing Company, 1978.
- Robert R. Wilson, "The Hardening of Pharaoh's Heart." Catholic Biblical Quarterly, volume 41 (number 1) (1979): pages 18–36.
- Hershel Shanks. "The Exodus and the Crossing of the Red Sea, According to Hans Goedicke." Biblical Archaeology Review, volume 7 (number 5) (September/October 1981).
- Charles R. Krahmalkov. "A Critique of Professor Goedicke's Exodus Theories." Biblical Archaeology Review, volume 7 (number 5) (September/October 1981).
- Elie Munk. The Call of the Torah: An Anthology of Interpretation and Commentary on the Five Books of Moses. Translated by E.S. Mazer, volume 2, pages 162–229. Brooklyn: Mesorah Publications, 1995. Originally published as La Voix de la Thora. Paris: Fondation Samuel et Odette Levy, 1981.
- Harvey Arden. "Eternal Sinai." National Geographic, volume 161 (number 4) (April 1982): pages 420–61.
- Trude Dothan. "Gaza Sands Yield Lost Outpost of the Egyptian Empire." National Geographic, volume 162 (number 6) (December 1982): pages 739–69.
- Pinchas H. Peli. Torah Today: A Renewed Encounter with Scripture, pages 67–70. Washington, D.C.: B'nai B'rith Books, 1987.
- Robert A. Coughenour. "A Search for Maḥanaim." Bulletin of the American Schools of Oriental Research, number 273 (February 1989): pages 57–66.
- Mark S. Smith. The Early History of God: Yahweh and the Other Deities in Ancient Israel, pages xix–xx, 3, 47, 54–55, 74, 97. New York: HarperSanFrancisco, 1990.
- Harvey J. Fields. A Torah Commentary for Our Times: Volume II: Exodus and Leviticus, pages 32–41. New York: UAHC Press, 1991.
- Marc A. Gellman. "A Tent of Dolphin Skins." In Gates to the New City: A Treasury of Modern Jewish Tales. Edited by Howard Schwartz. New York: Avon, 1983. Reissue edition, Jason Aronson, 1991.
- Bernard F. Batto. "Red Sea or Reed Sea? How the Mistake Was Made and What Yam Sûp Really Means." Biblical Archaeology Review, volume 10 (number 4) (July/August 1984).
- Marc Gellman. "The Dolphins of the Red Sea." In Does God Have a Big Toe? Stories About Stories in the Bible, pages 73–75. New York: HarperCollins, 1989.
- Nahum M. Sarna. The JPS Torah Commentary: Exodus: The Traditional Hebrew Text with the New JPS Translation, pages 68–97. Philadelphia: Jewish Publication Society, 1991.
- J. Gerald Janzen. "Song of Moses, Song of Miriam: Who Is Seconding Whom?" Catholic Biblical Quarterly, volume 54 (number 2) (April 1992): pages 211–20.
- Lawrence Kushner. God Was in This Place and I, I Did Not Know: Finding Self, Spirituality and Ultimate Meaning, pages 26–27. Jewish Lights Publishing, 1993. (crossing the sea).
- Nehama Leibowitz. New Studies in Shemot (Exodus), volume 1, pages 231–89. Jerusalem: Haomanim Press, 1993. Reprinted as New Studies in the Weekly Parasha. Lambda Publishers, 2010.
- Aaron Wildavsky. Assimilation versus Separation: Joseph the Administrator and the Politics of Religion in Biblical Israel, page 8. New Brunswick, New Jersey: Transaction Publishers, 1993.
- Walter Brueggemann. "The Book of Exodus." In The New Interpreter's Bible. Edited by Leander E. Keck, volume 1, pages 788–823. Nashville: Abingdon Press, 1994.

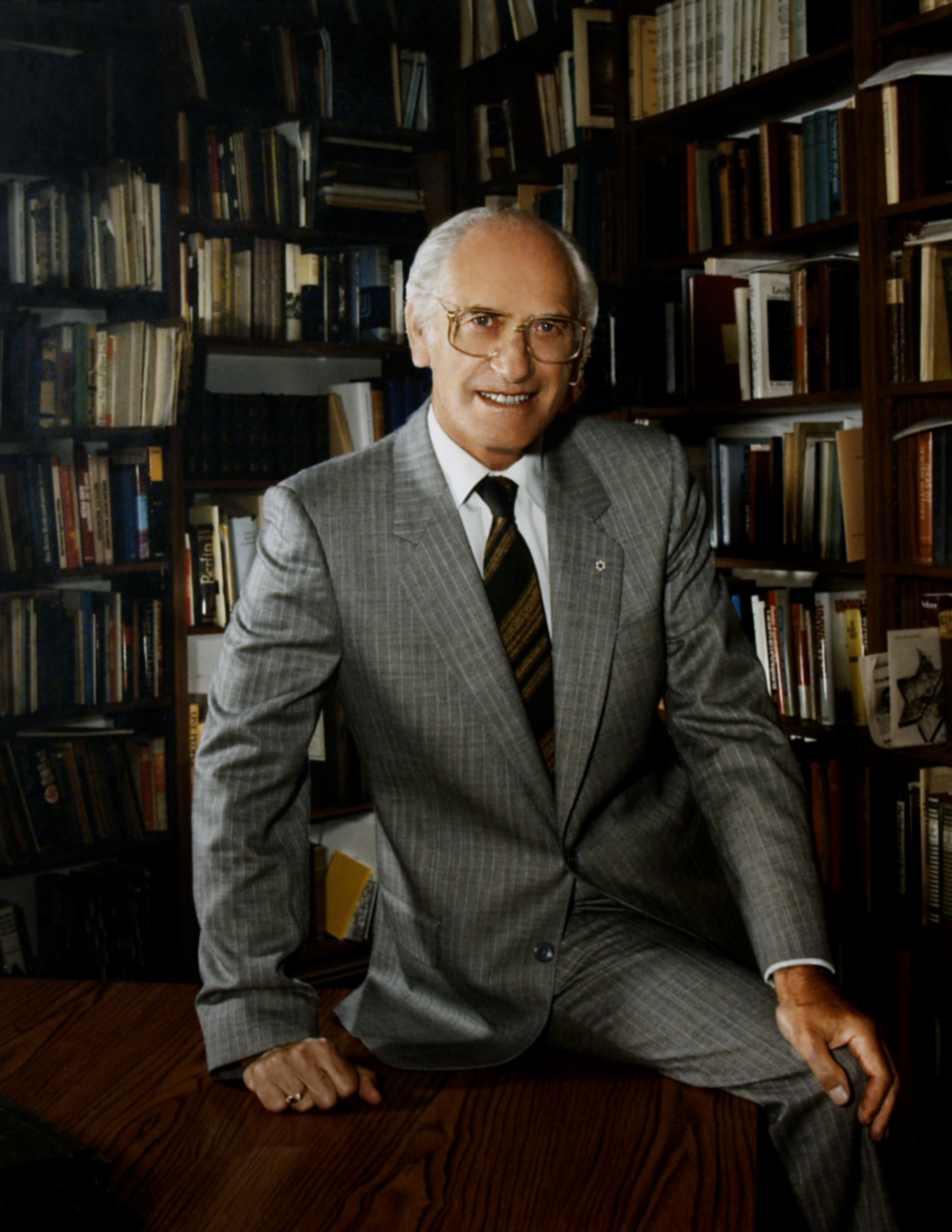
Plaut

- Judith S. Antonelli. "The Shekhinah." In In the Image of God: A Feminist Commentary on the Torah, pages 167–74. Northvale, New Jersey: Jason Aronson, 1995.
- Ellen Frankel. The Five Books of Miriam: A Woman's Commentary on the Torah, pages 109–15. New York: G. P. Putnam's Sons, 1996.
- W. Gunther Plaut. The Haftarah Commentary, pages 149–66. New York: UAHC Press, 1996.
- Debbie Friedman. "Miriam's Song." In And You Shall Be a Blessing. Sisu Home Entertainment, 1997.
- Sorel Goldberg Loeb and Barbara Binder Kadden. Teaching Torah: A Treasury of Insights and Activities, pages 107–12. Denver: A.R.E. Publishing, 1997.
- Robert Goodman. "Shabbat." In Teaching Jewish Holidays: History, Values, and Activities, pages 1–19. Denver: A.R.E. Publishing, 1997.
- William H.C. Propp. Exodus 1–18, volume 2, pages 461–622. New York: Anchor Bible, 1998.
- Susan Freeman. Teaching Jewish Virtues: Sacred Sources and Arts Activities, pages 69–84, 283–98. Springfield, New Jersey: A.R.E. Publishing, 1999. (Exodus 13:18–19; 15:20).

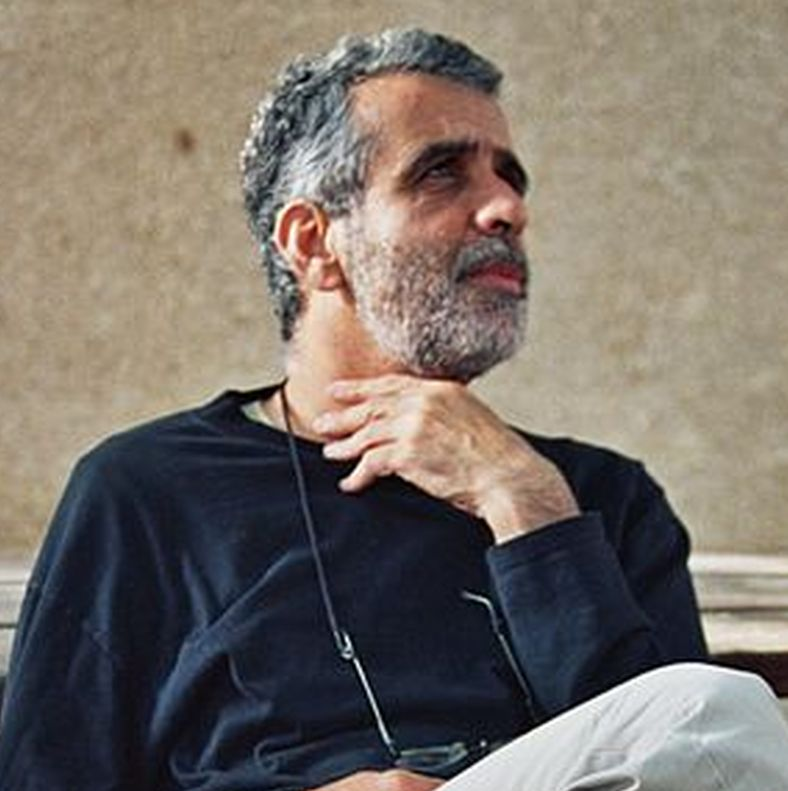
Finkelstein

- Exodus to Deuteronomy : A Feminist Companion to the Bible (Second Series). Edited by Athalya Brenner, pages 15, 22, 31–34, 39–40, 50, 56, 81, 86, 92–93, 95–96, 105, 108–10, 116, 121–22, 136–39, 151, 159, 164, 190, 195, 198. Sheffield: Sheffield Academic Press, 2000.
- Jane Falk. "Rhetorical Questions: The First Words of the Children of Israel." In Torah of the Mothers: Contemporary Jewish Women Read Classical Jewish Texts. Edited by Ora Wiskind Elper and Susan Handelman, pages 430–46. New York and Jerusalem: Urim Publications, 2000.
- Israel Finkelstein and Neil Asher Silberman. "Did the Exodus Happen?" In The Bible Unearthed: Archaeology's New Vision of Ancient Israel and the Origin of Its Sacred Texts, pages 48–71. New York: The Free Press, 2001.
- Avivah Gottlieb Zornberg. The Particulars of Rapture: Reflections on Exodus, pages 199–246. New York: Doubleday, 2001.
- Lainie Blum Cogan and Judy Weiss. Teaching Haftarah: Background, Insights, and Strategies, pages 21–29. Denver: A.R.E. Publishing, 2002.
- Michael Fishbane. The JPS Bible Commentary: Haftarot, pages 98–106. Philadelphia: Jewish Publication Society, 2002.
- John J. Collins. "The Zeal of Phinehas: The Bible and the Legitimation of Violence." Journal of Biblical Literature, volume 122 (number 1) (Spring 2003): pages 3–21. ("The Lord is a warrior." Exodus 15:3.).
- Robert Alter. The Five Books of Moses: A Translation with Commentary, pages 388–415. New York: W.W. Norton & Co., 2004.
- Jeffrey H. Tigay. "Exodus." In The Jewish Study Bible. Edited by Adele Berlin and Marc Zvi Brettler, pages 133–43. New York: Oxford University Press, 2004.
- Professors on the Parashah: Studies on the Weekly Torah Reading Edited by Leib Moscovitz, pages 105–10. Jerusalem: Urim Publications, 2005.
- W. Gunther Plaut. The Torah: A Modern Commentary: Revised Edition. Revised edition edited by David E.S. Stern, pages 431–67. New York: Union for Reform Judaism, 2006.
- Suzanne A. Brody. "I'm still groping" and "Desert Heat." In Dancing in the White Spaces: The Yearly Torah Cycle and More Poems, pages 16, 78. Shelbyville, Kentucky: Wasteland Press, 2007.
- James L. Kugel. How To Read the Bible: A Guide to Scripture, Then and Now, pages 103, 217–32, 234, 237, 278, 291, 392, 414, 418, 425, 532, 631–32, 650. New York: Free Press, 2007.
- Kenton L. Sparks. “‘Enūma Elish’ and Priestly Mimesis: Elite Emulation in Nascent Judaism.” Journal of Biblical Literature, volume 126 (2007): 635–37. (“Priestly Mimesis in the Exodus Story”).
- Wilda Gafney. Daughters of Miriam: Women Prophets in Ancient Israel. Fortress Press, 2008.
- Shmuel Goldin. Unlocking the Torah Text: An In-Depth Journey into the Weekly Parsha: Shmot, pages 99–123. Jerusalem: Gefen Publishing House, 2008.
- Robert Shreckhise. "The Problem of Finite Verb Translation in Exodus 15.1–18." Journal for the Study of the Old Testament, volume 32 (number 3) (March 2008): pages 287–310.
- The Torah: A Women's Commentary. Edited by Tamara Cohn Eskenazi and Andrea L. Weiss, pages 379–406. New York: URJ Press, 2008.
- Thomas B. Dozeman. Commentary on Exodus, pages 298–398. Grand Rapids, Michigan: William B. Eerdmans Publishing Company, 2009.
- Reuven Hammer. Entering Torah: Prefaces to the Weekly Torah Portion, pages 95–100. New York: Gefen Publishing House, 2009.
- Rebecca G.S. Idestrom. "Echoes of the Book of Exodus in Ezekiel." Journal for the Study of the Old Testament, volume 33 (number 4) (June 2009): pages 489–510. (Motifs from Exodus found in Ezekiel, including the call narrative, divine encounters, captivity, signs, plagues, judgment, redemption, tabernacle/temple, are considered.).
- Jay Michaelson. "Into Life: The Humanism of the Exodus: Parashat Beshalach (Exodus 13:17–17:16)." In Torah Queeries: Weekly Commentaries on the Hebrew Bible. Edited by Gregg Drinkwater, Joshua Lesser, and David Shneer; foreword by Judith Plaskow, pages 89–92. New York: New York University Press, 2009.
- Bruce Wells. "Exodus." In Zondervan Illustrated Bible Backgrounds Commentary. Edited by John H. Walton, volume 1, pages 211–24. Grand Rapids, Michigan: Zondervan, 2009.
- Jonathan P. Burnside. "Exodus and Asylum: Uncovering the Relationship between Biblical Law and Narrative." Journal for the Study of the Old Testament, volume 34 (number 3) (March 2010): pages 243–66. (Exodus 14–15).
- Aaron Michael Butts. "A Note on neʾdārî in Ex 15:6." Vetus Testamentum, volume 60 (number 2) (2010): pages 167–71.

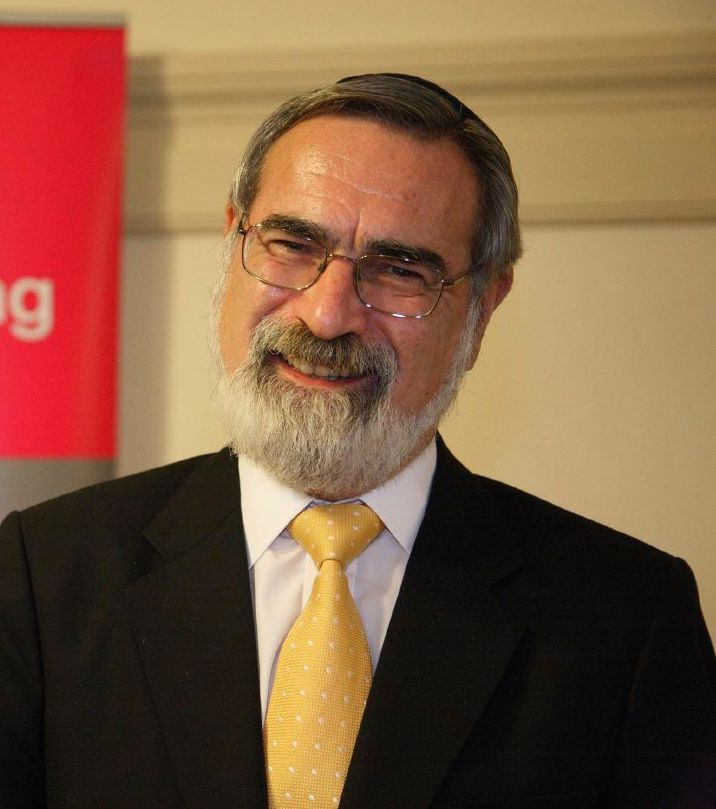
Sacks

- Jonathan Sacks. Covenant & Conversation: A Weekly Reading of the Jewish Bible: Exodus: The Book of Redemption, pages 95–123. Jerusalem: Maggid Books, 2010.
- Aaron Jonathan Chalmers. "A Critical Analysis of the Formula 'Yahweh Strikes and Heals.'" Vetus Testamentum, volume 61 (number 1) (2011): pages 16–33.
- Joe Lieberman and David Klinghoffer. The Gift of Rest: Rediscovering the Beauty of the Sabbath. New York: Howard Books, 2011.
- William G. Dever. The Lives of Ordinary People in Ancient Israel: When Archaeology and the Bible Intersect, page 246. Grand Rapids, Michigan: William B. Eerdmans Publishing Company, 2012.
- Daniel S. Nevins. "The Use of Electrical and Electronic Devices on Shabbat." New York: Rabbinical Assembly, 2012.

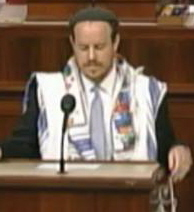
Herzfeld

- Shmuel Herzfeld. "Defeating Evil: Thoughts on the Arizona Massacre." In Fifty-Four Pick Up: Fifteen-Minute Inspirational Torah Lessons, pages 93–99. Jerusalem: Gefen Publishing House, 2012.
- Torah MiEtzion: New Readings in Tanach: Shemot. Edited by Ezra Bick and Yaakov Beasley, pages 157–233. Jerusalem: Maggid Books, 2012.
- Bruce Herzberg. "Deborah and Moses." Journal for the Study of the Old Testament, volume 38 (number 1) (September 2013): pages 15–33.
- Sidney Slivko. "Az—the great and powerful: Who else can withhold his actions for the sake of giving all people freedom of choice?" The Jerusalem Report, volume 25 (number 2) (May 5, 2014): page 47.
- Joshua Berman. "Was There an Exodus? Many are sure that one of Judaism's central events never happened. Evidence, some published here for the first time, suggests otherwise." Mosaic Magazine. (March 2, 2015).
- Jonathan Sacks. Lessons in Leadership: A Weekly Reading of the Jewish Bible, pages 79–84. New Milford, Connecticut: Maggid Books, 2015.
- David Fohrman. The Exodus You Almost Passed Over. Aleph Beta Press, 2016.
- Jean-Pierre Isbouts. Archaeology of the Bible: The Greatest Discoveries From Genesis to the Roman Era, pages 108–13. Washington, D.C.: National Geographic, 2016.
- Jonathan Sacks. Essays on Ethics: A Weekly Reading of the Jewish Bible, pages 97–102. New Milford, Connecticut: Maggid Books, 2016.
- Shai Held. The Heart of Torah, Volume 1: Essays on the Weekly Torah Portion: Genesis and Exodus, pages 155–64. Philadelphia: Jewish Publication Society, 2017.

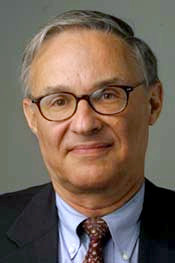
Kass

- Steven Levy and Sarah Levy. The JPS Rashi Discussion Torah Commentary, pages 50–52. Philadelphia: Jewish Publication Society, 2017.
- Bill Dauster. "Pharaoh's Administration Offers a Cautionary Tale for Today."  (enlace roto disponible en este archivo). Washington Jewish Week. January 11, 2018, page 19.
- Michael Shelomo Bar-Ron. “A Notice About Manna and Uprooted Oppression at Serabit el-Khadim (Improved).” (2020).
- Leon R. Kass. Founding God's Nation: Reading Exodus, pages 193–261. New Haven: Yale University Press, 2021.

### Textos
- Masoretic text and 1917 JPS translation
- Hear the parashah read in Hebrew

### Comentários
- Academy for Jewish Religion, California
- Academy for Jewish Religion, New York
- Aish.com
- American Jewish University—Ziegler School of Rabbinic StudiesUso incorrecto de la plantilla enlace roto (enlace roto disponible en Internet Archive; véase el historial, la primera versión y la última).
- Bar-Ilan University
- Chabad.org
- The Israel Koschitzky Virtual Beit Midrash
- Jewish Theological Seminary
- Mechon Hadar
- MyJewishLearning.com
- Orthodox Union
- Pardes from Jerusalem
- Reconstructing Judaism
- Sephardic Institute
- Union for Reform Judaism
- United Synagogue of Conservative Judaism
- Yeshiva University